# Histoire du vol spatial

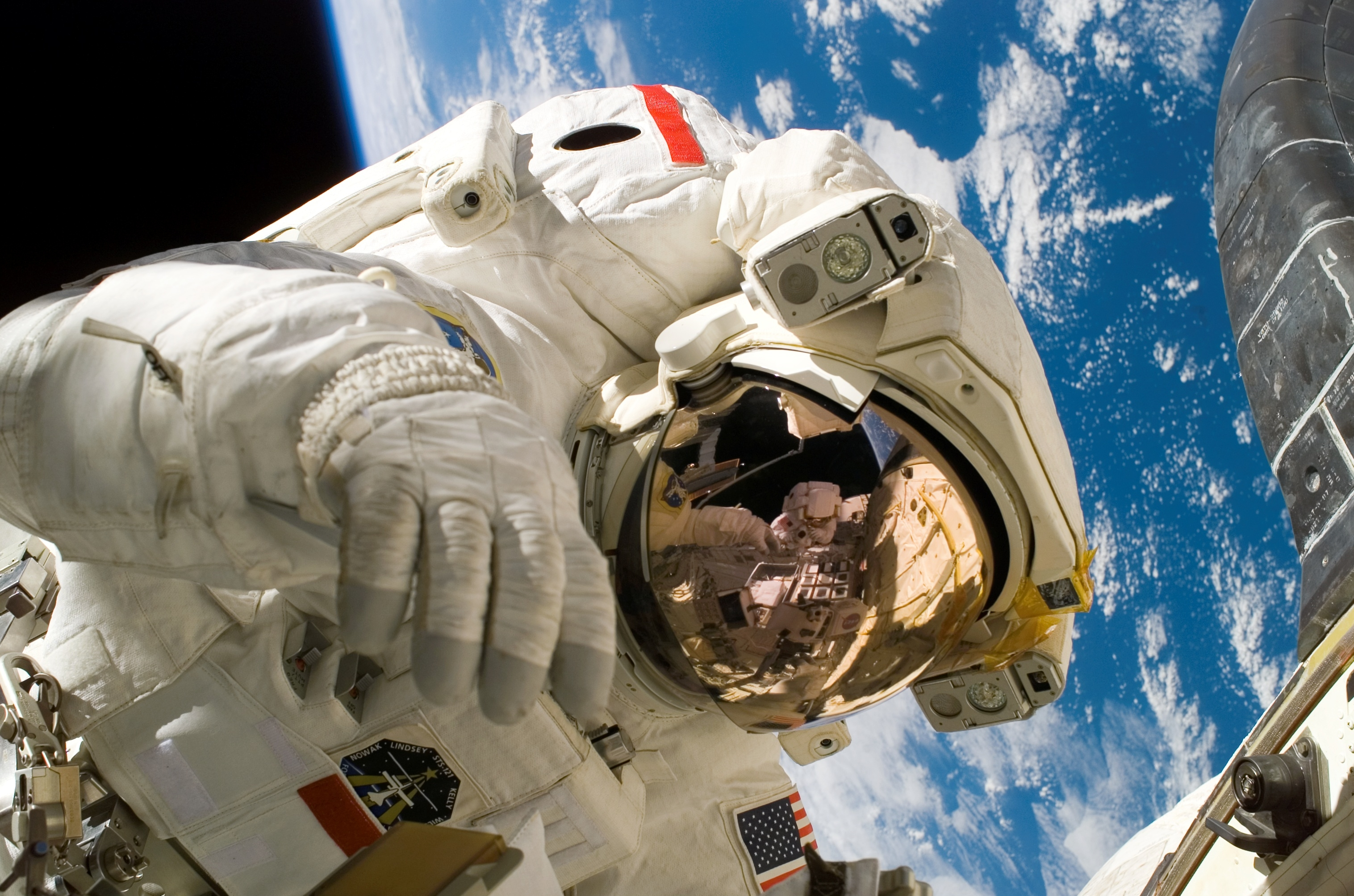
L'astronaute Piers Sellers pendant la troisième sortie extravéhiculaire de la mission STS-121.

L'histoire du vol spatial retrace au cours du temps l'exploration de l'univers et des objets célestes du Système solaire par l'envoi soit d'engins robotisés (satellites, sondes et robots), soit de vaisseaux pilotés par des équipages humains. Sa conquête a inspiré de nombreux écrivains et philosophes. L'idée d'envoyer un objet ou un homme dans l'espace est évoquée par des romanciers plusieurs centaines d'années avant que cela ne devienne matériellement possible. Au cours de la deuxième moitié du XXe siècle, grâce au développement de moteurs-fusées adéquats, aux progrès de l'avionique et à l'amélioration des matériaux, l'envoi d'engins dans l'espace passe du rêve à la réalité.
L'exploration spatiale prend son essor à la fin de la Seconde Guerre mondiale grâce aux avancées allemandes dans le domaine des fusées et il donne lieu à plusieurs événements retentissants durant la seconde moitié du XXe siècle. L'histoire du vol spatial est marquée, à ses débuts, par une forte concurrence entre l'URSS et les États-Unis, pour des motifs de prestige national liés à la guerre froide. Les soviétiques mettent en orbite le premier satellite non naturel de la Terre, et envoient le premier homme et la première femme dans l'espace. Les américains réussissent à envoyer les premiers hommes sur la Lune. Au cours des décennies suivantes, les agences spatiales se concentrent sur la mise en place de moyens pérennes d'exploration, comme la navette spatiale ou les stations spatiales. À la fin du XXe siècle, seulement cinquante ans après les débuts de la conquête de l'espace, le paysage a déjà beaucoup changé : les luttes idéologiques ont fait place à la collaboration internationale, la station spatiale internationale, et le lancement de satellites s'est largement étendu au secteur privé, grâce à plusieurs entreprises pionnières dont Arianespace. De même, bien que la conquête spatiale soit toujours largement dominée par des agences spatiales nationales ou internationales telles que l'ESA ou la NASA, plusieurs entreprises tentent aujourd'hui de développer des vols spatiaux privés. Le tourisme spatial intéresse également les entreprises à travers le partenariat avec des agences spatiales, mais également par le développement de leur propre flotte de véhicules spatiaux. Abandonnés depuis quarante ans, les projets d'envoi d'hommes, voire de colonisation sur la Lune ou Mars ont été remis à jour, sans toutefois aucune certitude quant à la volonté réelle de les mener à terme.

## Balbutiements

### Utopies

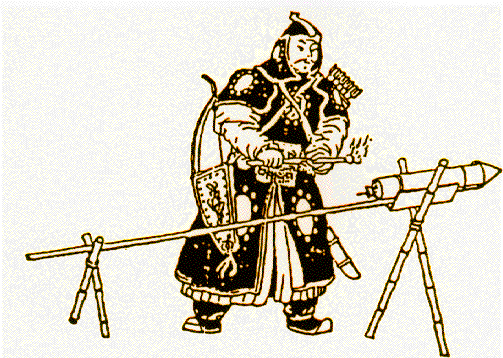
Soldat chinois allumant une fusée.

L'idée de voyager dans l'espace, d'atteindre une autre planète ou la Lune est très ancienne ; les premiers rares récits à ce sujet étaient assez fantaisistes, car leur but n'était pas technique mais philosophique. Ainsi, lorsqu'en 125 environ, le Syrien Lucien de Samosate écrivit en grec Une histoire vraie (Ἀληθῆ διηγήματα / Alēthê diēgḗmata), un récit relatant le voyage d'Ulysse jusqu'à la Lune dans une panse de baleine, où il assiste à une guerre entre les Sélénites et les habitants du Soleil, Samosate critiquait en fait la société de son époque.

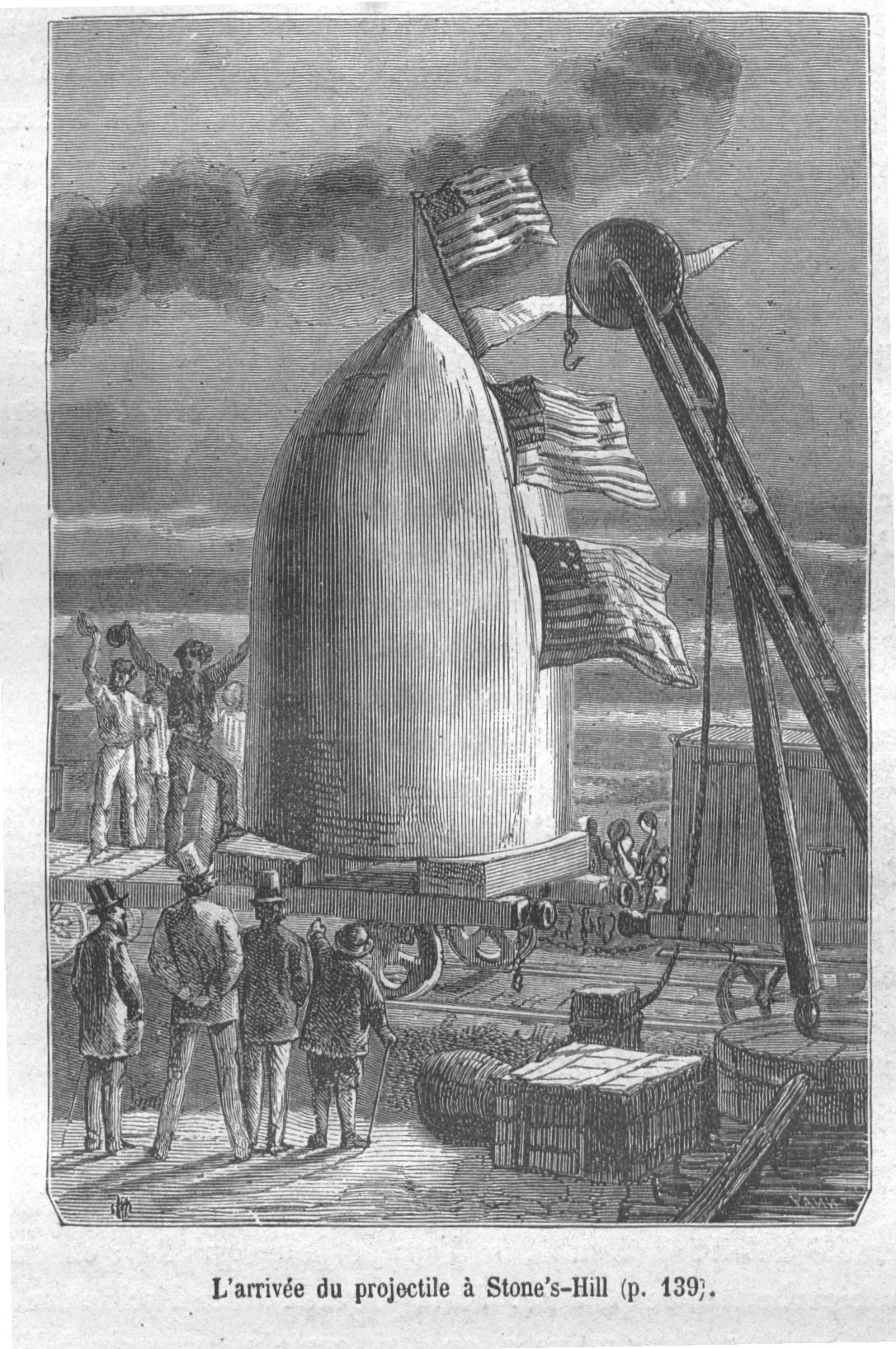
Columbia, le vaisseau-obus de Jules Verne.

Les premières fusées furent des armes, loin de la vision spatiale que nous en avons aujourd'hui. Elles furent inventées en Chine, aux alentours du XIIIe siècle. La première trace écrite de leur utilisation est la chronique de Dong Kang mu, en 1232, qui raconte leur utilisation par les Mongols lors de l'attaque de la ville de Kaifeng; il est d'ailleurs possible que le concept de fusée ait été propagé par eux lors de leur invasion de l'Eurasie. Les fusées sont alors des tubes de papier ou de carton contenant de la poudre, dont les tirs sont aléatoires et dangereux même pour leurs servants. Il existe en Chine le mythe de Wan Hu, fonctionnaire chinois du XVIe siècle qui aurait tenté d'atteindre la Lune à l'aide d'une chaise sur laquelle étaient montées 47 fusées,. Malgré les améliorations apportées petit à petit aux fusées, par l'ajout d'une baguette de guidage, ou d'ailettes de stabilisation, ou par l'utilisation de corps en fer, techniques qui les rendaient plus sures, plus stables et plus puissantes, l'artillerie finit par remplacer leur fonction d'arme.
Puis, en 1648, l'évêque anglais Francis Godwin écrivit le Voyage chimérique au monde de la Lune, et en 1649, Savinien de Cyrano de Bergerac décrivit huit techniques possibles pour voler jusqu'à la Lune, et quatre pour atteindre le Soleil. L'un de ces procédés consistait en plusieurs fusées à poudre allumées successivement, approche comparable aux fusées à étages modernes. Pour autant, ces textes restaient toujours à but philosophique, et non technique ou anticipatif.
Le sujet devint plus courant et plus technique au XIXe siècle, malgré encore de nombreuses invraisemblances. Ainsi, le roman De la Terre à la Lune de Jules Verne, édité en 1865 et diffusé mondialement, raconte un voyage vers la Lune à bord d'un obus tiré par un canon géant. Si Jules Verne fit l'erreur de ne pas réaliser que les voyageurs seraient tués par l'énorme accélération due au tir, il expliqua à juste titre dans son roman que le corps du chien accompagnant les héros, largué depuis le vaisseau en déplacement dans l'espace, continuerait son mouvement sur une trajectoire parallèle au vaisseau. Ce phénomène, exact mais peu intuitif, montre l'approche scientifique du sujet faite par l'auteur. Dans Un habitant de la planète Mars, publié par Henri de Parville en 1865, de nombreuses sciences furent utilisées afin de déduire l'origine martienne d'un corps extraterrestre sur terre. Achille Eyraud imagina en 1865 dans Voyage à Vénus un vaisseau à réaction. Plus tard, en 1901, H. G. Wells publie Les Premiers Hommes dans la Lune, roman dans lequel le voyage dans l'espace est permis grâce à un matériau nommé « cavorite » qui annule les effets de la pesanteur.

### Idées et essais des pionniers

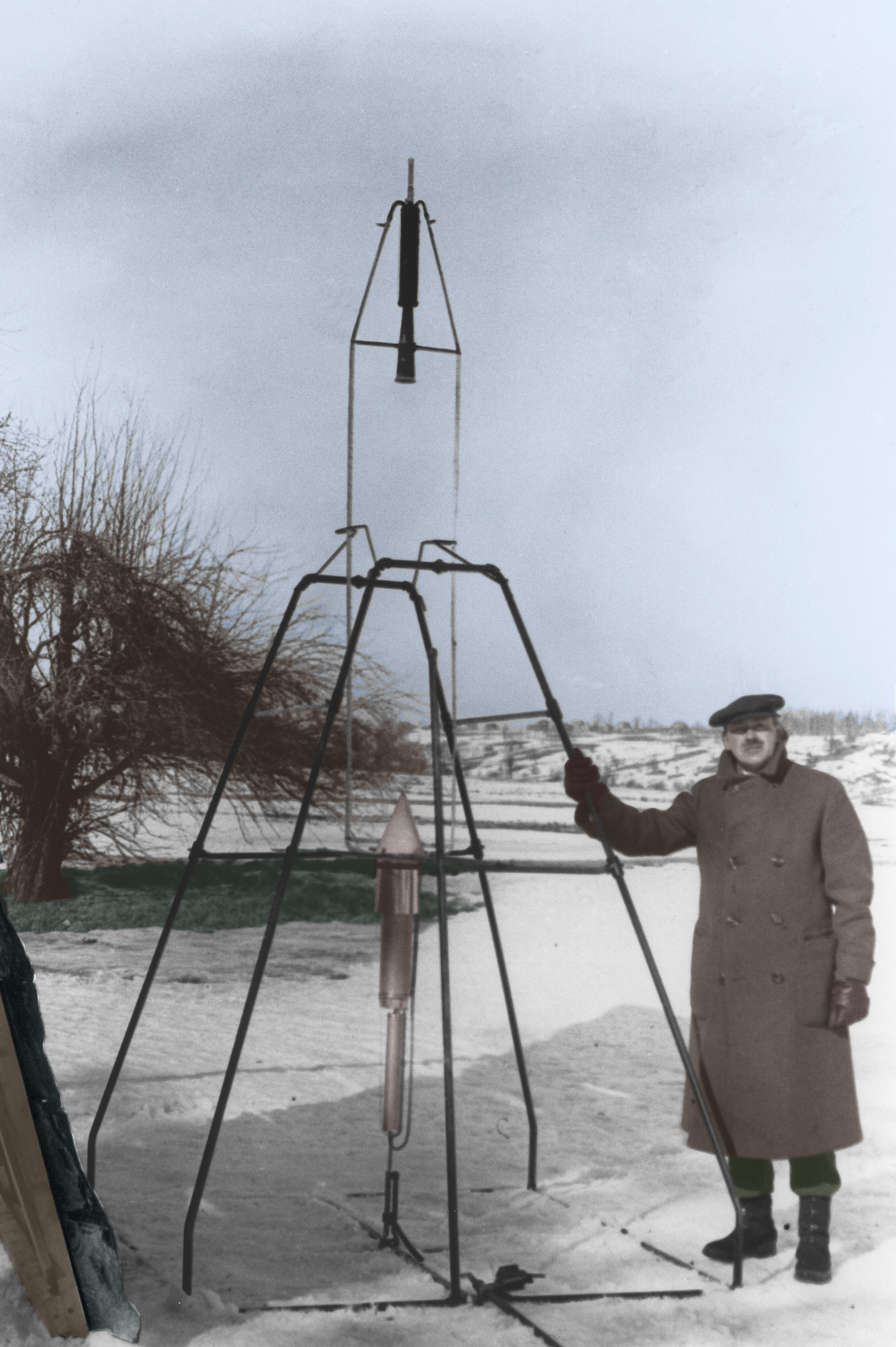
Robert Goddard posant devant sa fusée.

Tous ces récits restèrent utopiques malgré les tentatives d'explications et d'inventions techniques, et très peu de gens considéraient sérieusement le voyage dans l'espace. Pour autant, les sciences et techniques de l'époque commençaient à permettre, si ce n'est de les accomplir, des essais sérieux sur le décollage et la libération de la pesanteur terrestre.
Au début du XXe siècle, en Russie, un instituteur nommé Constantin Tsiolkovski réfléchit à un « engin à réaction » pouvant atteindre une vitesse nécessaire à la mise en orbite, et permettant d'évoluer dans le vide spatial. Il imagina les fusées à étages, le concept de station spatiale, l'utilisation de combustibles liquides par mélange de comburant et carburant en remplacement de la poudre qui ne peut pas brûler dans le vide de l'espace, et qui n'était alors pas assez puissante. Il écrivit des textes compilant ses idées, mais limité par les technologies de l'époque, il ne passa pas à la pratique. Assez peu reconnu du temps de sa vie, il est rétrospectivement considéré comme un pionnier.
Quelques années après, à partir de 1909, Robert Goddard, un enseignant d'université aux États-Unis travailla sur la réalisation de fusées à étages et à propulsion liquide, pour lesquelles il déposa des brevets. Il commença à fabriquer lui-même des prototypes, puis fut financé par le Smithsonian Institute, et, lors de la Première Guerre mondiale, par l'armée américaine. Alors que Constantin Tsiolkovski était passé assez inaperçu de ses compatriotes, lui fut la cible de moqueries de la part des journalistes de l'époque. Par exemple, le 13 janvier 1920, l'éditorial du New York Times critiqua les idées de Goddard, allant même jusqu'à l'accuser d'ignorance : « […] Of course he only seems to lack the knowledge ladled out daily in high schools » (« Il semble qu'il lui manque les connaissances du niveau de l'école secondaire»), ; le journal s'excusera le 17 juillet 1969 alors que l'équipage d'Apollo est en route pour la Lune (« The Times regrets the error »). Goddard vit sa première fusée à propulsion liquide, 'Nell', quitter le sol le 16 mars 1926, pour un vol de 2,5 secondes et de 13 mètres de haut. Grâce au financement du financier Daniel Guggenheim, il déménagea à Roswell, au Nouveau-Mexique. Malgré tout, la qualité de ses travaux ne fut que très peu reconnue par le public ou l'armée de son vivant.

Dans le même temps en Allemagne, Hermann Oberth travailla lui aussi sur les fusées, et publia en 1923 sa thèse La fusée dans les espaces interplanétaires (pour un doctorat qui lui sera refusé), puis le livre Le voyage dans l'espace en 1929. Ses idées furent mieux accueillies, dans une Allemagne en renaissance, où les fusées étaient même testées comme propulsion de voitures, comme la RAK-2 essayée par Fritz von Opel, qui atteignit les 230 km/h en 1928. Fritz von Opel a contribué à populariser les fusées comme moyen de propulsion pour les véhicules. Dans les années 1920, il a initié avec Max Valier, cofondateur du « Verein für Raumschiffahrt », le premier programme de fusée au monde, Opel-RAK, conduisant à des records de vitesse pour les automobiles, les véhicules ferroviaires et le premier vol habité propulsé par fusée en septembre 1929.

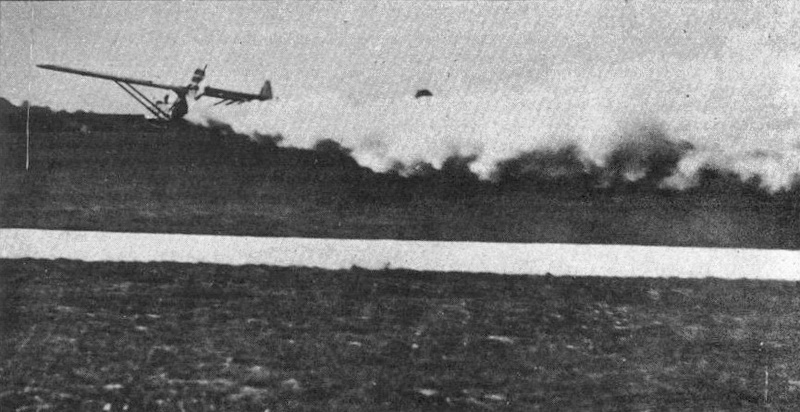
Opel RAK.1 - Septembre 30, 1929

 Quelques mois plus tôt, en 1928, l'un de ses prototypes propulsés par fusée, l'Opel RAK2, atteignit, piloté par von Opel lui-même sur le circuit AVUS de Berlin, une vitesse record de 238 km/h, regardé par 3 000 spectateurs et médias mondiaux, dont Fritz Lang, réalisateur de Metropolis et La Femme sur la Lune, champion du monde de boxe Max Schmeling et bien d'autres célébrités du sport et du show business. Un record du monde pour les véhicules ferroviaires a été atteint avec RAK3 et une vitesse de pointe de 256 km/h. Après ces succès, von Opel a piloté le premier vol public propulsé par fusée au monde en utilisant Opel RAK.1, un avion-fusée conçu par Julius Hatry. Les médias mondiaux ont rendu compte de ces efforts, y compris UNIVERSAL Newsreel des États-Unis, provoquant comme "Raketen-Rummel" ou "Rocket Rumble" une immense excitation publique mondiale, et en particulier en Allemagne, où, entre autres, Wernher von Braun a été fortement influencé. La Grande Dépression a conduit à la fin du programme Opel-RAK, mais Max Valier a poursuivi les efforts. Après être passé des fusées à combustible solide aux fusées à combustible liquide, il est décédé lors des tests et est considéré comme le premier décès de l'ère spatiale naissante. Les essais de ces fusées restaient pourtant incertains ; Oberth perdit la vue de son œil gauche lors de l'explosion d'une fusée devant faire la publicité du film Une femme dans la Lune de Fritz Lang. Il arriva tout de même à faire fonctionner un moteur fusée à carburant liquide, le 7 mai 1931.

### Sociétés astronautiques
Même si le voyage dans l'espace laissait insensibles de grandes parts de la population, entre la fin du XIXe siècle et le début du XXe siècle, certains passionnés se regroupèrent dans des « sociétés d'astronautique » dans différents pays.
En 1927 fut créée à Wroclaw la Verein für Raumschiffahrt (ou VfR, pour Société pour la navigation dans l'espace) par Johannes Winkler, à laquelle adhérèrent Hermann Oberth, un étudiant du nom de Wernher von Braun, Max Valier ou Willy Ley entre autres. Winkler lança la première fusée à ergols liquides d'Europe en février 1931, Rudolf Nebel et Klaus Riedel testèrent leurs fusées 'Mirak' qui atteignirent plus d'un kilomètre d'altitude. L'armée allemande proposa son aide financière, mais la VfR, après de houleux débats, refusa. Après son accession au pouvoir, le parti nazi, méfiant face à cette association, lui fit des difficultés et interdit les essais civils de fusées. En conséquence, pour pouvoir continuer les recherches, certains membres comme von Braun rejoignirent l'armée allemande, toujours intéressée par ces technologies, sous la direction de Walter Dornberger.
La deuxième société astronautique importante fut créée en URSS en 1931 : le Grouppa Izoutcheniïa Reaktivnovo Dvijeniïa (ou GIRD pour Groupe d'étude du mouvement à réaction), qui était divisé en cellules locales (d'abord à Moscou et Leningrad), et comptait comme membres Sergueï Korolev, Mikhail Tikhonravov. En novembre 1933, la GIRD-X à carburant liquide (alcool et oxygène) vola à 80 mètres. En plus de ces groupes qui se créaient en URSS, le Laboratoire de dynamique des gaz (GDL) fut créé en 1928 ; il rassemblait Nicolas Tikhomirov et Vladimir Artmeyev, et fut rejoint par Valentin Glouchko. Les deux principaux groupes du GIRD et le GDL furent fusionnés pour former l'institut de recherche sur la propulsion par réaction (RNII), mais ce nouvel institut fut déchiré par les querelles internes et victime de dissensions entre les anciens groupes. Plus grave pour les recherches, certains de ses membres, comme Korolev et Toukhtchevski, furent victimes des purges staliniennes.
Des sociétés astronautiques se formèrent aussi dans d'autres pays, avec l'American Rocket Society, la British Interplanetary Society, la Société astronomique de France.

### Le V2, premier missile opérationnel

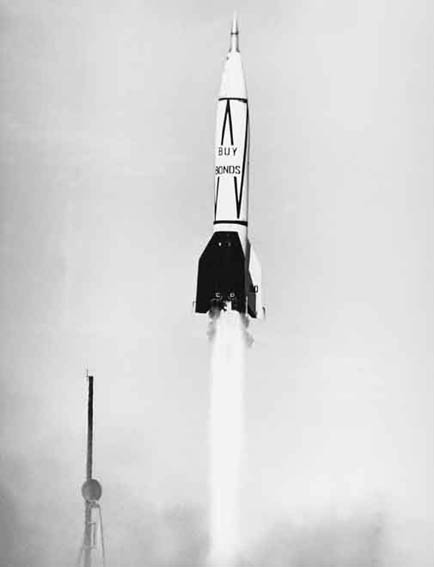
Tir de V2.

Soutenus par l'armée allemande, les anciens membres de la VfR conçurent la série des fusées Aggregat, fonctionnant à l'alcool éthylique et à l'oxygène liquide. La première, la A1, explosa sur le champ de tir, les A2 (surnommées « Max » et « Moritz ») furent lancées avec succès les 19 et 20 décembre 1934 à Borkum. Ces dernières avaient la particularité d'être stabilisées par une masse en rotation qui avait l'effet d'un gyroscope, qui leur permirent d'atteindre 2 000 mètres. L'armée fut intéressée par ces résultats et investit dans ces recherches ; l'équipe dirigée par von Braun partit à Peenemünde. La guerre se préparant, l'Allemagne souhaita posséder un missile plus massif, et le projet de la A3 commença en 1936. Cette fusée devait être plus puissante avec 1 500 kg de poussée pendant 45 secondes, et pouvoir transporter une ogive de 100 kg sur 260 km. Les essais qui eurent lieu fin 1937 démontrèrent que la technologie utilisée fonctionnait, malgré quelques défauts à corriger. Pourtant, la guerre avait depuis commencé, et les succès des armes conventionnelles de l'armée poussèrent le gouvernement à arrêter ses dépenses pour les nouvelles technologies comme la recherche en astronautique, qui ne semblaient plus être utiles. Sans crédits, le développement de la version suivante, la A4, fut donc très ralenti, alors que le projet était encore plus ambitieux que le précédent : le moteur devait développer 25 tonnes de poussée.
Les deux premiers tirs de la A4 en juin puis août 1942 furent des échecs, les fusées s'écrasant après le décollage à cause de problèmes de guidage. Lors du troisième tir, le 3 octobre 1942, la fusée parcourut 192 km, et l'armée allemande, qui commençait à être en difficulté, s'intéressa à nouveau à cette arme, et la rebaptisa V2. Malgré l'important équipement nécessaire à son tir (une trentaine de véhicules), malgré la durée des opérations de préparation (plusieurs heures), malgré le manque de fiabilité de ses tirs avant fin 1944, le missile V2 fut le premier missile balistique opérationnel, qui plus est à rampe de lancement mobile. Il emportait 750 kg d'explosifs à 100 km de haut, à une vitesse jusqu'à 4 fois celle du son (environ 5 000 km/h). Il a été estimé que les V2 furent produits à environ 6 000 exemplaires, dont 3 000 furent utilisés pour des missions offensives. Pour autant, l'effet des V2 a été jugé plus psychologique que tactique, les dégâts causés par la chute assez aléatoire des missiles restant faibles en comparaison de ceux causés par d'autres armes conventionnelles.

## Début de la course à l'espace

### Fin de la guerre et pillage des V2

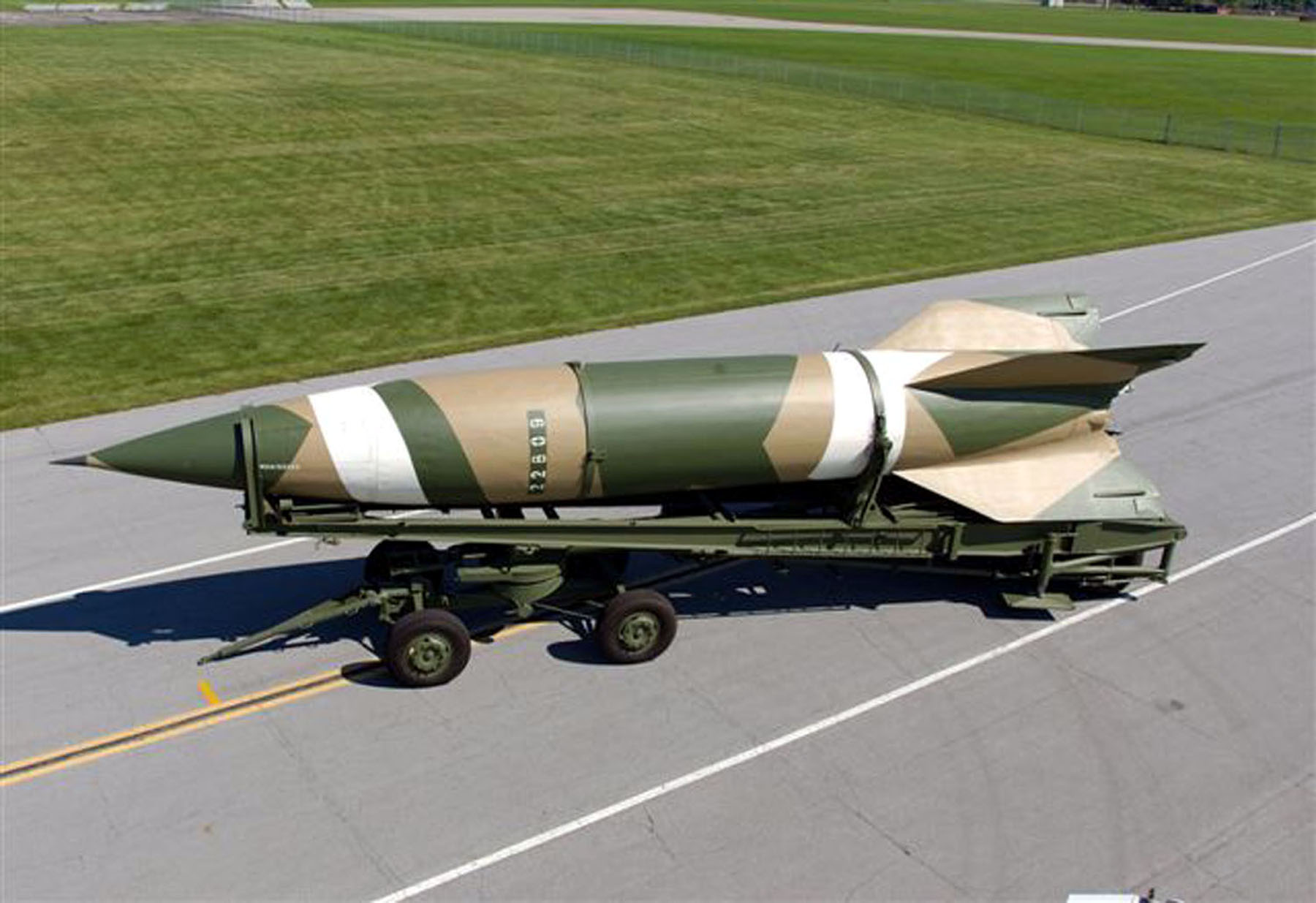
V2 récupéré par l'armée américaine.

Lorsque la fin de la guerre en Europe s'approcha, les États-Unis comme l'URSS comprirent la nécessité de profiter au maximum des technologies allemandes. Des officiers de l'armée des États-Unis furent envoyés en Allemagne pour récupérer le plus possible de matériel, de plans, de V2 et d'ingénieurs. Les sites les plus précieux comme Peenemünde étaient plutôt proches des lignes soviétiques, mais l'équipe de von Braun les abandonna en février 1945, détruisant les installations quand c'était possible. Pourtant, malgré les ordres donnés par Berlin pour détruire les informations concernant les recherches de l'armée, von Braun, en mars 1945, cacha 14 tonnes de documents concernant les V2. Les Américains, qui arrêtèrent von Braun et son équipe, arrivèrent à les exfiltrer, et purent récupérer quantités de matériels trouvés dans des zones devant revenir à l'URSS, ainsi que les documents cachés quelques mois auparavant. Le 4 mars 1956, lors de l'opération Paperclip, les États-Unis recrutèrent à nouveau des scientifiques et techniciens.
L'URSS, en moindre quantité, mit la main sur du matériel et des renseignements, et désigna plusieurs ingénieurs, comme Helmut Gröttrup, comme « volontaires désignés » pour poursuivre les recherches pour le compte des Soviétiques.
Les pays européens comme la Grande-Bretagne et la France purent eux aussi récupérer des pièces de V2 : la France recruta 123 scientifiques allemands, et disposait de quelques sites de production sur son territoire. Le Royaume-Uni, de son côté, récupéra trente V2 hors service, et en reçut cinq autres, avec des ingénieurs allemands, de la part des États-Unis.

### Premiers essais

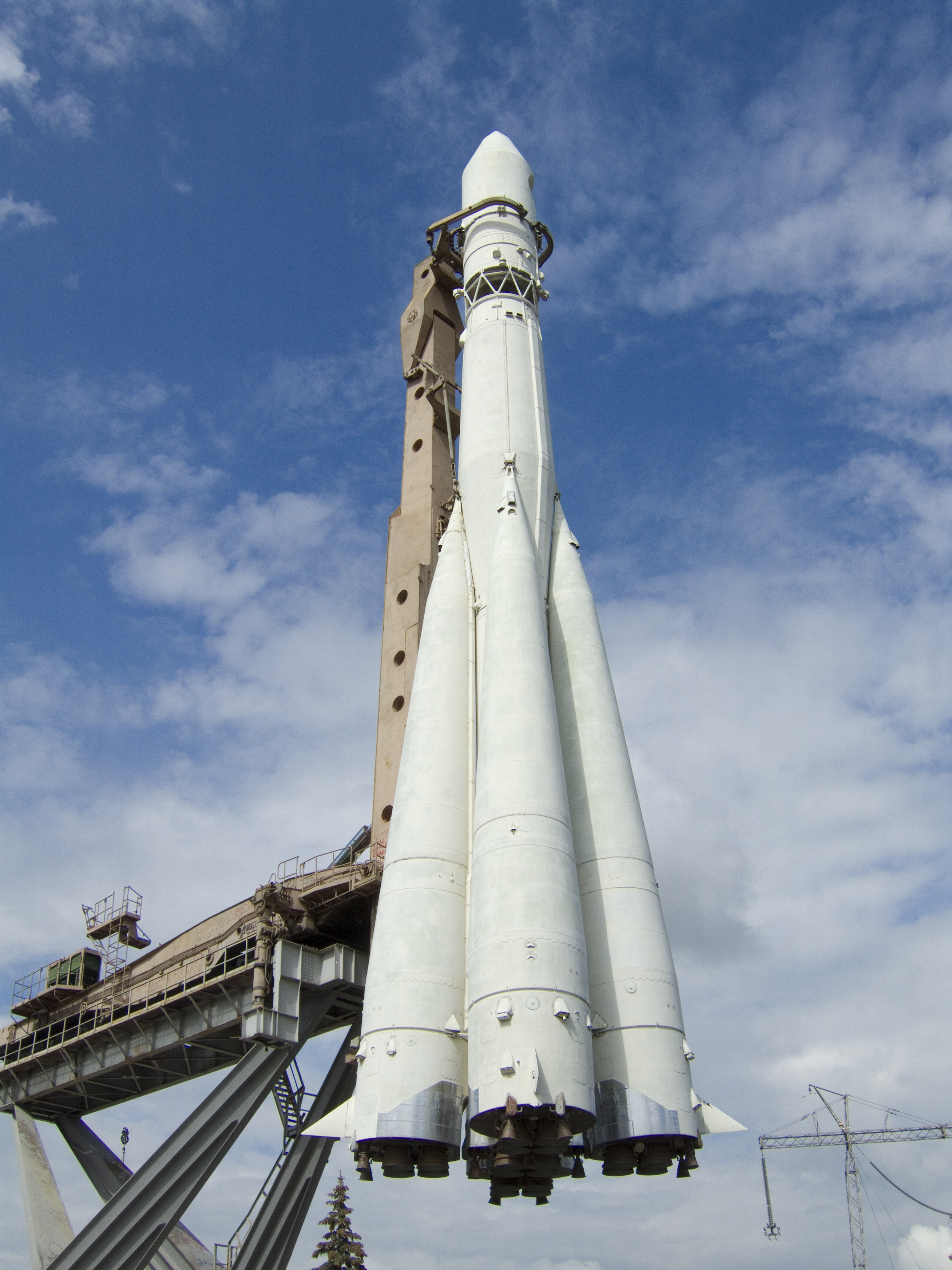
Fusée R7 « Semyorka » soviétique.

À la sortie de la guerre, seuls deux pays étaient en mesure de financer la recherche sur les fusées ; les autres pays européens ou asiatiques étaient économiquement abattus, devaient se concentrer sur leur reconstruction, et n'avaient de toute façon pas pu profiter des technologies prises à l'Allemagne. Les buts des États-Unis et de l'URSS étaient identiques : créer des ICBM, des missiles balistiques capables de transporter les nouvelles bombes nucléaires d'un continent à un autre, la réussite de l'envoi de ces bombes par avion étant très aléatoire.
Si cette époque vit le début de la recherche mondiale sur les fusées, le moteur principal de cette recherche resta donc l'espoir d'utiliser les fusées comme atout lors d'une guerre ; en 1950, envoyer un homme dans l'espace n'était pas pris très au sérieux en général. La guerre froide qui commençait fut la principale cause de la course à l'espace.
Alors que la guerre n'était pas encore terminée, en URSS, le gouvernement soviétique rassembla ses experts. Korolev, l'ancien du RNII et futur héros soviétique de la conquête spatiale, fut rappelé très affaibli du goulag où les purges staliniennes l'avaient conduit. Il fut alors envoyé en Allemagne à la fin 1945, sous les ordres du général Lev Gaidukov, dans le but de récupérer des données et des pièces de V2. De retour en URSS, lui et ses collègues, dont Valentin Glouchko, tentèrent de reproduire les V2, avec les fusées R1 (entrées en service en 1950), puis de les améliorer, avec les R2 et les R3 (cette dernière commençait à être très différente des deux premières versions).
Ces travaux furent menés sous l'administration du NI-88 (Institut de recherche 88), créé en 1946, dirigé par Trikto, et divisé en plusieurs départements pour chaque spécialité. Korolev y était ingénieur en chef du bureau d'études expérimentales OKB-1, Glouchko était affecté à l'OKB-456 pour la mise au point de moteurs à carburant liquide. Le NII885 dirigé par Nikolaï Piliouguine était le département aéronautique, et les OKB 52 et OKB 586 dirigés respectivement par Vladimir Tchelomeï et Mikhail Yanguel étaient concurrents de l'OKB-1 de Korolev. Comme les bombes atomiques russes étaient plus lourdes que celles des Américains, les Soviétiques eurent besoin de lanceurs plus gros et plus puissants. Les R3 furent donc abandonnées pour le projet de la R7, un gros missile possédant un moteur à quatre tuyères sur son corps central, plus un moteur à quatre tuyères sur chacun des quatre propulseurs. Ce lanceur deviendra le fer de lance de l'URSS dans la conquête spatiale.
Pendant l'année 1946, les États-Unis rassemblèrent aussi leurs experts à Fort Bliss, avec les documents, pièces et scientifiques récupérées en Allemagne. Ces hommes et matériels furent utilisés pour reproduire et tester des V2 à White Sands, puis pour tester des évolutions du missile allemand, comme « Bumper », un V2 amélioré par l'ajout d'un deuxième étage, qui fut lancé avec succès le 24 juillet 1950, et qui fut le premier tir depuis Cap Canaveral. Pour autant, le gouvernement se méfiait des ingénieurs allemands et craignaient l'effet de leur mauvaise réputation auprès du public ; le directeur du FBI Hoover, par exemple, tenta de bloquer ces projets[réf. nécessaire]. Les programmes de missiles se diversifièrent, chaque branche de l'armée américaine travaillant sur ses propres projets :
- L'US army, lié au Jet Propulsion Lab de Caltech[S 1], travailla sur le projet Hermes-C1, pour la conception des fusées Redstone ; l'équipe comptait entre autres von Braun.
- L'US Navy travailla sur les fusées scientifiques Viking, ainsi que sur les ICBM Titan[Note 7].
- L'US Air Force travailla sur les ICBM Atlas[Note 7].

Le 29 juillet 1955, en vue de l'Année géophysique internationale (AGI) de 1957-58 et sous le conseil du National Security Council, les États-Unis annoncèrent le projet d'envoi d'un satellite dans l'espace. Le lendemain, l'URSS fit la même annonce. Mais pour autant, les États-Unis n'ont pas semblé prendre au sérieux leur concurrent.

### Début de l'ère spatiale

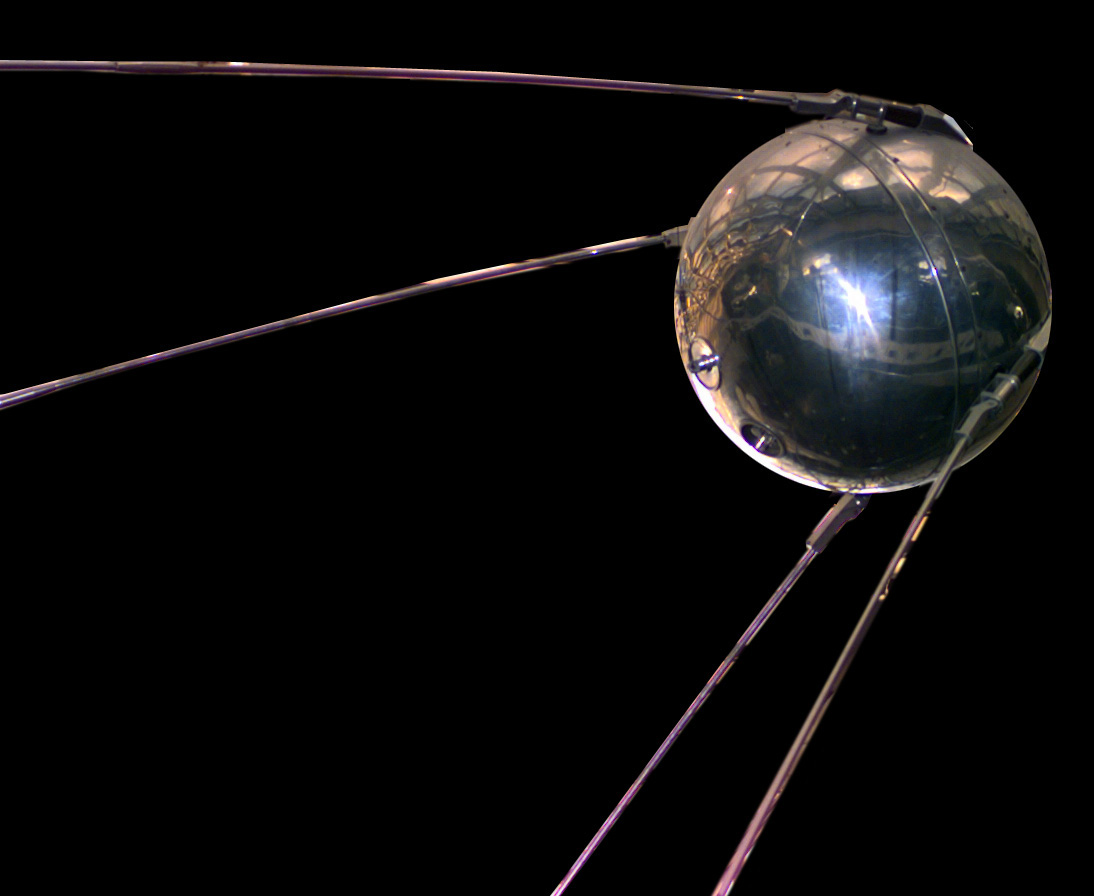
Spoutnik 1.

Aux États-Unis, naquit le projet Orbiter, consistant en un lancement de satellite au cours de l'AGI. Après de nombreuses hésitations et changements, la fusée Redstone de l'US Army, qui avait volé pour la première fois le 20 août 1953, fut choisie pour la mise en orbite du satellite. Mais les difficultés techniques et les luttes internes firent prendre du retard au projet, et le programme Vanguard de la Navy lui fut finalement préféré : la fusée promise était plus puissante que Redstone, et l'US Navy avait montré son savoir-faire avec ses fusées Viking. Pour autant, le travail sur les fusées Redstone continua. Mais le choix de Vanguard ne fut pas le bon ; malgré les réussites des deux premiers tirs, les résultats finaux ne furent pas à la hauteur des espérances : sur douze tirs avec satellite, seuls trois réussirent. Et ces réussites eurent lieu après le lancement du Spoutnik 1 soviétique, plus gros que le plus gros satellite américain lancé : Spoutnik 1 pesait 83 kg, le plus gros satellite américain pesait 22,5 kg. Il semble que cet échec ait été dû à un manque de budget et de rationalisation, car l'US Navy se concentrait surtout sur son deuxième programme concernant les ICBM Titan, qui semblait plus stratégique.
En URSS, Korolev tenta de convaincre le pouvoir de l'utilité de la conquête de l'espace, au-delà des recherches sur les missiles balistiques atomiques des militaires. Toujours responsable de l'OKB-1 qui était devenue indépendante en 1953, il lança le projet de satellite Objet D en août 1955, et la « 3e commission sur le vol spatial », présidée par Mstislav Keldych fut créée. En janvier 1956, à l'occasion d'une visite d'inspection du projet R7 par Khrouchtchev, Korolev put promouvoir le travail dirigé par Mikhaïl Tikhonravov sur l'Objet D, ainsi qu'expliquer que la R7, plus puissante que les fusées des États-Unis, était capable de lancer le satellite en cours de développement. Khrouchtchev, convaincu de la possibilité de montrer la force de son pays aux États-Unis, donna son appui au projet. L'objet D, avec son poids et ses instruments scientifiques, était pourtant un objectif un peu trop difficile, et finalement un satellite plus petit et au contenu nettement moins avancé fut rapidement conçu : Spoutnik 1. Il y eut des soucis aussi du côté de la fusée R7, qui ne fonctionna pas très bien : le premier tir du 15 mai 1957, ainsi que les quatre suivants, ratèrent. Les derniers essais ayant montré que le problème tenait en la fragilité des étages supérieurs, il fut décidé de tenter tout de même le tir avec le léger satellite Spoutnik, pour le 4 octobre 1957 à 22h28, heure de Moscou. Le tir, le premier sans problème de la R7, fut donc une réussite complète pour les Soviétiques. Le monde entier réalisa l'avance de URSS qui ouvrait ainsi l'ère spatiale. Galvanisé par les effets de cette réussite, Khrouchtchev demanda qu'un nouveau satellite soit lancé un mois après, pour l'anniversaire de la révolution : ce fut Spoutnik 2, qui emporta la première chienne de l'espace Laïka, le 3 novembre 1957. Ce deuxième tir sembla pendant 40 ans une autre grande réussite ; pourtant, il sera découvert que la chienne qui avait officiellement vécu une semaine dans l'espace était en vérité morte peu après le tir (entre 6 heures et deux jours) à cause d'un dysfonctionnement du système de régulation thermique,. Cette désinformation montre que la course à l'espace était devenue autant une course à la propagande qu'une course aux missiles balistiques.

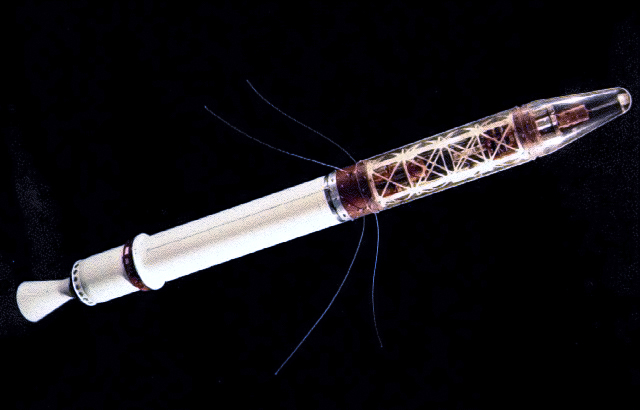
Explorer 1.

La nouvelle du lancement du premier satellite Spoutnik, ainsi que la réception du signal radio envoyé depuis l'espace fut un choc pour les États-Unis, qui ne croyaient pas l'URSS si sérieuse, : James M. Gavin, le directeur de la recherche et du développement de l'armée, parla de « Pearl Harbor technologique ». D'autant plus que le 6 décembre 1957, le tir de Vanguard TV3 à Cap Canaveral, avec Pamplemousse, un satellite de seulement 1,8 kg, fut un échec retentissant. La fusée ne s'éleva que de 1,3 mètre avant d'exploser sur le pas de tir, alors que les journalistes du monde entier étaient présents. Un mois avant, le 8 novembre 1957, l'ABMA (Agence des missiles balistiques de l'Armée), créée en 1956 par l'US Army pour l'équipe de Wernher von Braun, avait repris officiellement son projet Orbiter. Jupiter C, un des fruits des améliorations du missile Redstone et rebaptisé Juno pour l'occasion, fut utilisé pour le premier lancement du satellite américain, appelé Explorer 1, le 31 janvier 1958. Ce satellite Explorer était en fait une petite fusée à moteur à poudre, ce qui lui permettait de se mettre en orbite seule. Elle fut utilisée pour mesurer la ceinture de Van Allen, qui avait été théorisée plusieurs années auparavant. Le programme Vanguard, qui avait continué parallèlement, réussit à lancer le Vanguard-1 le 17 mars 1958.
Fin juillet 1958, la NASA fut créée, en remplacement de l'ancien NACA, et l'équipe de Wernher von Braun y fut intégrée en 1960. La guerre froide, qui était alors dans une période dure, dopa la course à l'espace.

### Premiers programmes de satellites

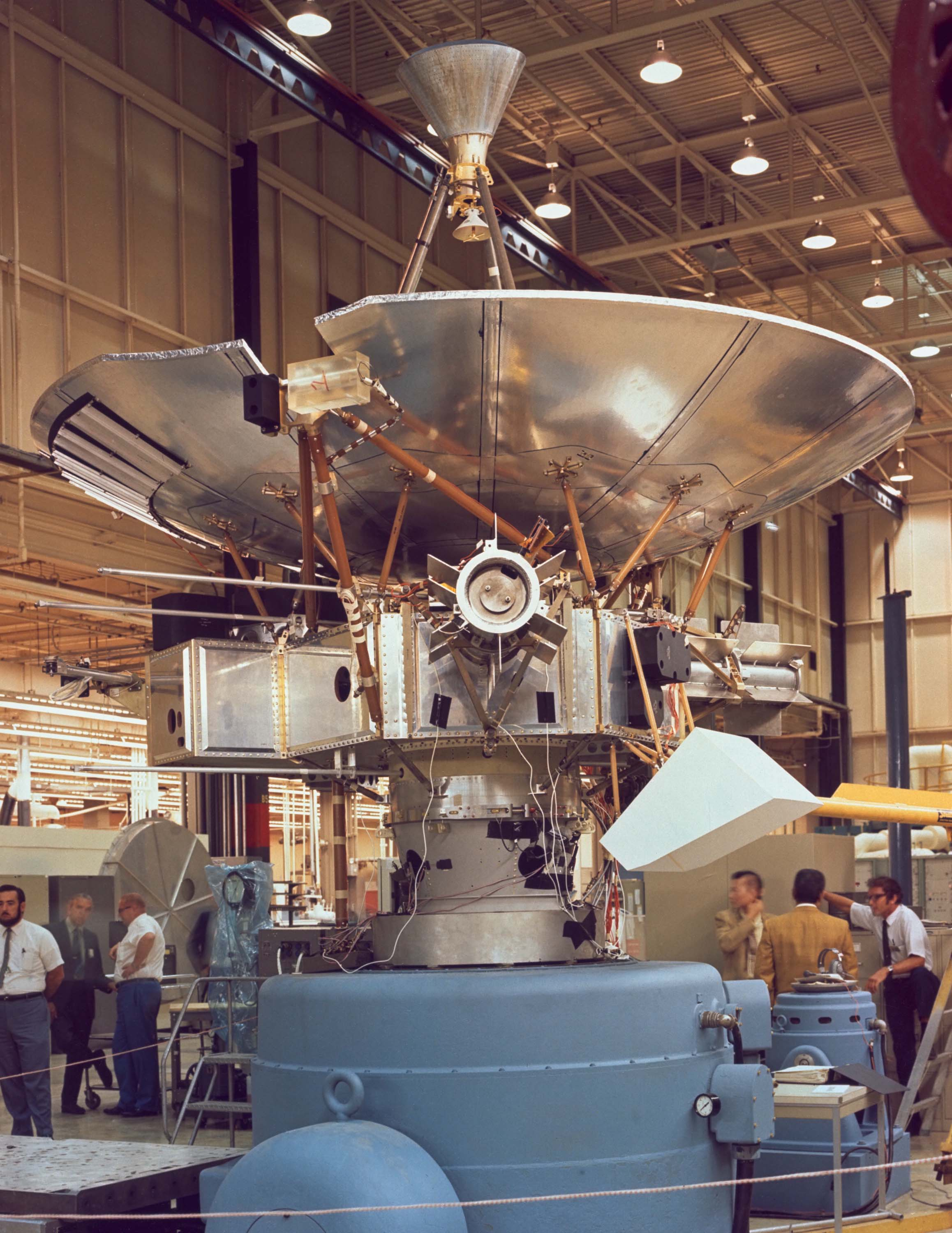
Pioneer 10 en cours de montage.

États-Unis et URSS continuèrent à lancer des satellites, nommés Explorer pour les États-Unis, et Spoutnik pour l'URSS. L'utilisation des satellites signa la fin des avions espions, qui devenaient trop vulnérables face aux nouveaux missiles sol-air : en vue de les remplacer, les États-Unis lancèrent le programme des satellites espions Corona, officiellement nommés Discoverer, qui eurent des débuts difficiles : les 12 premiers tirs furent des échecs. Enfin, Discoverer no 13, le 11 aout 1960, fut le premier à livrer une capsule de film, bien que ce film ne fut pas impressionné (ce satellite d'essai ne contenait pas de caméra). Ces satellites espions furent lancés jusqu'en 1972 ; il y eut 140 tirs, dont 102 réussirent.
La série des Explorer fut une série de satellites et de sondes à but scientifique, dont certains furent lancés jusqu'en 2000 ; il y eut, comme pour les Corona, beaucoup de ratés jusqu'en 1961 (avant 1962, 8 tirs sur 19 furent des échecs[réf. nécessaire]). Certains de ces satellites furent pérennes, comme IMP 8 (ou IMP-J, ou Explorer 50) lancé en 1973, dont l'écoute est en 2009 en grande partie arrêtée, mais qui fonctionnait toujours en aout 2005, ce qui lui vaut un record d'activité continue de 30 ans.
Les sondes Pioneer servirent à l'exploration du Système solaire entre 1958 et 1978. Les premiers tirs furent dirigés vers la Lune (à l'aide de lanceurs Thor et Atlas), puis furent envoyés dans l'espace interplanétaire, vers Jupiter et Vénus. Encore une fois, le programme connut beaucoup d'échecs avant 1960 (8 lancements vers la Lune échouèrent), mais Pioneer 4 réussit à survoler la Lune en mars 1959.
Les Soviétiques tirèrent les sondes Luna vers la Lune entre 1958 et 1976. Ils eurent eux aussi des problèmes, les trois premiers lancements furent des échecs. Ensuite, Luna 1, la première de la série à atteindre l'espace, le 2 janvier 1959, rata sa cible. Luna 2 fut un succès, et découvrit les vents solaires. Ce fut surtout Luna 3, lancée le 7 octobre 1959, qui fut la plus grande réussite, car elle rapporta les premiers clichés de la face cachée de la Lune. Parmi les autres sondes, Luna 9 se posa sur le satellite de la Terre en 1966.
Vénus, la planète la plus proche de la Terre, fut la cible de sondes américains et soviétiques. Ces derniers lancèrent le programme Venera qui lui était entièrement consacré, de 1961 à 1983 ; le premier tir, le 4 février 1961 ne permit pas de faire quitter à la sonde l'attraction terrestre, le second tir se passa bien, mais le système de communication de la sonde tomba en panne. Les sondes suivantes alternèrent échecs et réussites, mais, petit à petit, furent les premières à entrer dans l'atmosphère d'une autre planète, puis les premières à y atterrir, puis les premières à renvoyer des images d'une autre planète.
Les satellites lancés ne furent pas limités à l'exploration spatiale, et certains furent les pionniers dans les télécommunications satellitaires. Leur principe était de capter les ondes radios envoyées depuis le sol, et de les réémettre, permettant ainsi des communications longues distances, jusqu'alors gênées par la courbure terrestre. Echo fut un des premiers satellites lancés à cette fin, le 12 août 1960 : ce n'était qu'une grande sphère gonflable de 30 mètres de diamètre, sur la surface de laquelle les ondes radio ricochaient. Puis, le 4 octobre 1960 fut mis en orbite Courier 1B, le premier satellite pouvant capter et réémettre les signaux terrestres. Le satellite Telstar 1, lancé le 10 juillet 1962, permit pour la première fois de retransmettre des émissions de télévision des États-Unis vers l'Europe.

### Dans le reste du monde

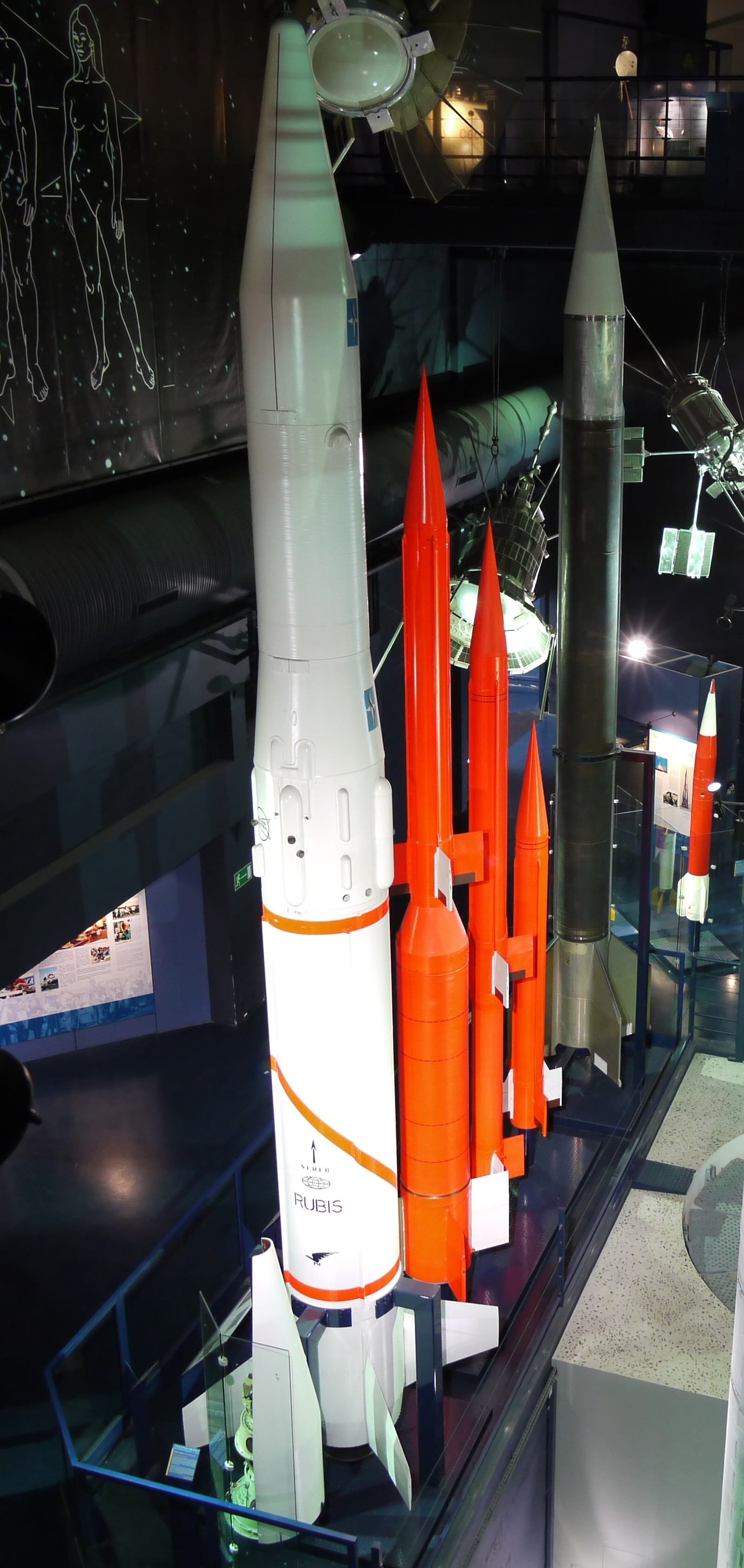
Fusées françaises, dont Rubis au premier plan et Véronique, en noir en arrière-plan.

#### Chine
Le programme spatial chinois débuta au milieu des années 1950, avec le retour au pays de Qian Xuesen, jusque-là émigré aux États-Unis, où il avait activement participé au développement du programme américain, en étant entre autres membre fondateur du Jet Propulsion Laboratory. Soupçonné d'être communiste, il avait été arrêté en 1950, puis expulsé des États-Unis en 1955. De retour dans son pays d'origine, il s'attela donc au programme de missiles chinois, en partie aidé par l'Union soviétique.

#### France
La France commença dès la fin des années 1940 à étudier les V2, et lança à partir de mars 1949 le programme des fusées-sondes Véronique, conçues pour étudier la haute atmosphère. Ces fusées furent lancées depuis plusieurs sites, comme Suippes pour le premier tir du 31 juillet 1950, puis Vernon le 5 août, Le Cardonnet, et enfin à Hammaguir en Algérie… La version simplifiée de la fusée, la R (pour réduite) put atteindre les 1 800 mètres d'altitude fin 1951. La version suivante, la N (pour normale), plus grosse, connut quelques difficultés, mais put atteindre les 70 kilomètres d'altitude le 22 mai 1952. La dernière version, la NAA (pour normale allongée) atteignit 135 kilomètres d'altitude le 21 février 1954, mais les échecs réguliers des tirs, les problèmes économiques dus à la guerre d'Indochine, sonnèrent le glas du programme.

#### Grande-Bretagne
Dès 1954, la Grande-Bretagne commença son programme de missiles balistiques de moyenne portée (2 500 km initialement, puis 4 000 km) nommé Blue Streak. Ce projet fut établi en coopération avec les programmes américains ; les moteurs du missile furent des évolutions des Rocketdyne S3, améliorés par la firme Rolls-Royce. Ils étaient lancés depuis le centre de Woomera en Australie. Les tirs furent des réussites, mais les coûts, ainsi que le problème de son efficacité en tant qu'ICBM poussèrent les Britanniques à le remplacer par les missiles américains Skybolt et UGM-27 Polaris. Le programme militaire fut donc stoppé le 13 avril 1960, en conservant l'espoir d'un recyclage en lanceur de satellites.

#### Japon
Au sortir de la guerre, l'élément moteur vers l'espace fut le professeur d'université et ingénieur en aéronautique Hideo Itokawa, qui conçut, étudia et lança des petites fusées. Passionné par le sujet, il poussa son pays à créer vers la fin des années 1950 l'Institut des sciences spatiales et astronautiques (ISAS).

### Premiers programmes biologiques
L'envoi dans l'espace d'animaux, de plantes et de tissus humains fut nécessaire à la préparation de l'envoi d'êtres humains. On compte parmi les premières expériences biologiques astronautiques : les souris Henry, Maher et Ballenger entre 1952 et 1956, la chienne Laïka en 1957.

### Premiers hommes dans l'espace

#### Programme Vostok

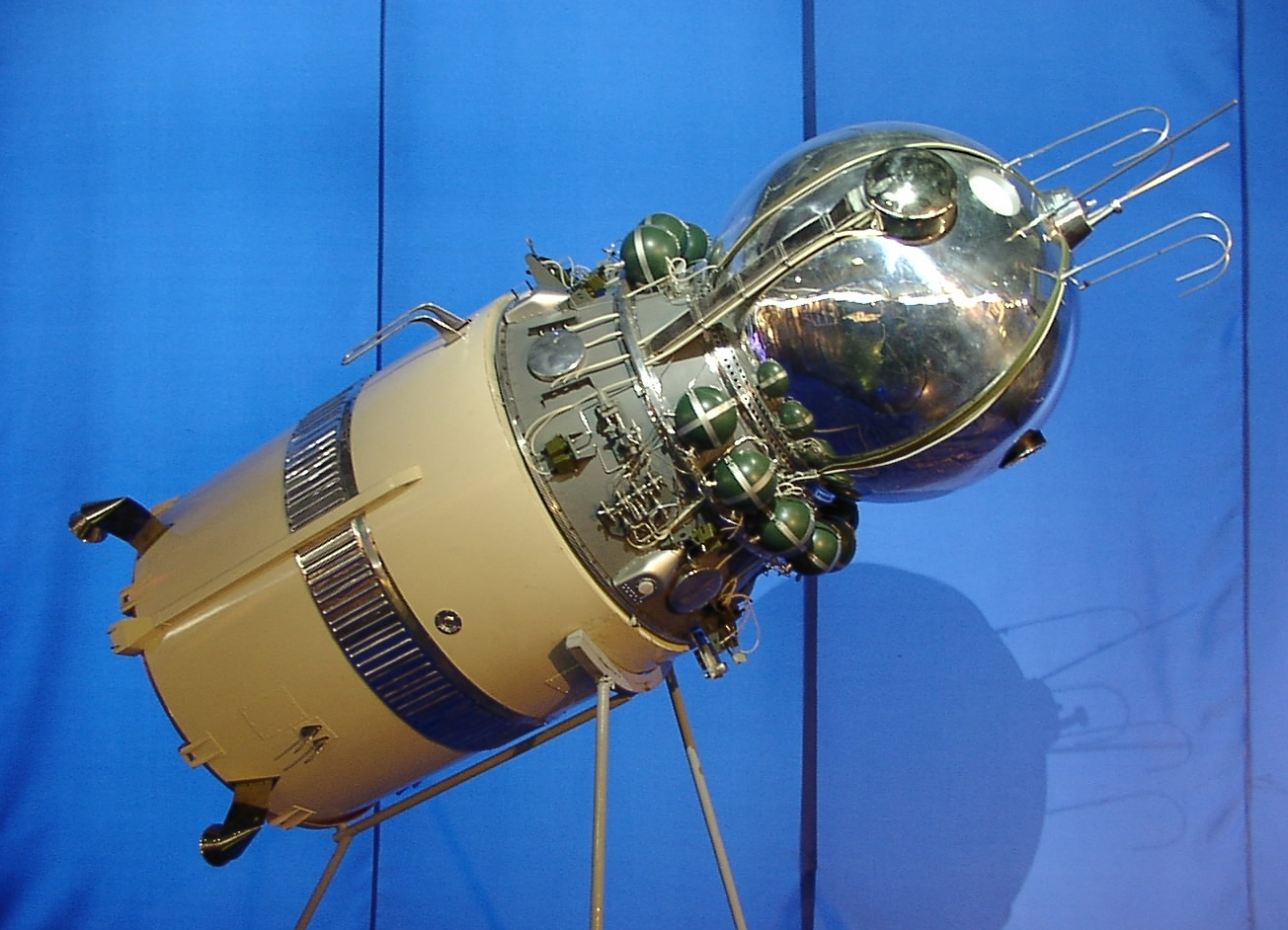
Capsule Vostok (la sphère argentée) et son module d'équipement.

Après les premiers succès des tirs de satellites, l'étape suivante était l'envoi d'êtres vivants dans l'espace. Pour autant, les premiers cosmonautes étaient en fait plus considérés comme des cobayes que comme des pilotes : ils avaient initialement peu de liberté de pilotage, et durent réclamer énergiquement des moyens de contrôle supplémentaires ; la capsule Mercury, par exemple, dut être modifiée pour donner certains contrôles aux pilotes… Il y avait en fait des doutes sur la possibilité pour un homme de survivre dans l'espace, certains y voyaient un risque de folie ou de gros problèmes physiologiques ; les futurs astronautes furent donc choisis parmi les pilotes militaires et les pilotes d'essai, qui avaient un physique solide et accepteraient de durs entrainements.
En URSS, le programme Vostok ('orient' en russe, OD-2 de son premier nom), visant l'envoi d'un homme dans l'espace, fut démarré dès 1957. Le programme final devait aboutir à l'utilisation d'une fusée Vostok, une R7 à laquelle était ajouté un 3e étage,, pour lancer un satellite de 5,5 tonnes composé d'une capsule sphérique logeant une personne (le module de commande), et d'appareillage divers (le module d'équipement). Seule la sphère habitée était prévue pour revenir sur terre, en effectuant une retombée balistique, c'est-à-dire non contrôlée. Le cosmonaute devait s'éjecter à environ 7 000 mètres d'altitude, pour finir sa descente en parachute ; ce fait fut caché par les Soviétiques pendant quelque temps, une descente totalement contrôlée du cosmonaute dans sa capsule étant plus valorisante. De plus, le retour au sol dans l'engin était jugé nécessaire à l'homologation d'un vol réussi.
Les sept premières fusées (Spoutnik 4, 5, 6, 9 et 10, plus deux anonymes) transportèrent en fait divers instruments, animaux et mannequins à fin de test ; deux des tirs furent des échecs (les seuls de tout le programme), six tirs habités suivirent, sept supplémentaires furent abandonnés. Le premier essai eut lieu en mai 1960 avec Spoutnik 4 ; le tir suivant, le 19 aout 1960, emporta deux chiennes (Belka et Strelka), 40 souris, 2 rats, des centaines d'insectes, des éléments végétaux (maïs, pois, blé, nigelle, oignons, champignons), des préparations de peau humaine et de peau de lièvre, des cellules de peau cancéreuses, des bactéries, d'autres échantillons biologiques dans Spoutnik 5 et fut la première mission à faire revenir sains et saufs des êtres vivants après 18 révolutions. Le cinquième vaisseau, Spoutnik 10, tiré en mars 1961 emporta aussi des chiens, des souris, des cobayes et des ferments.
La première mission habitée, Vostok 1, fut lancée le 12 avril 1961 depuis le site de Tiouratam (Baïkonour). Elle emportait Youri Gagarine, qui devint le premier homme dans l'espace, où il effectua une orbite complète en 108 minutes. La mission passa pourtant près de l'échec, car le module d'équipement ne se détacha pas du module de commande lors de la rentrée de l'atmosphère, ce qui déséquilibra l'ensemble. Heureusement, la chaleur provoquée par les frottements de l'air détruisit le lien entre les deux modules, libérant Gagarine qui put rentrer sain et sauf sur terre,.
Cinq autres vols suivirent, tous furent des succès, malgré de nombreux incidents, comme celui de Vostok 2 qui s'écrasa au sol (sans faire de victime) après le même problème de séparation que Vostok 1. Vostok 3 et 4 évoluèrent ensemble dans l'espace à 5 km ou 6,5 km de distance, et Vostok 6 emmena la 1re femme de l'espace, Valentina Terechkova, le 16 juin 1963.

#### Programme Mercury

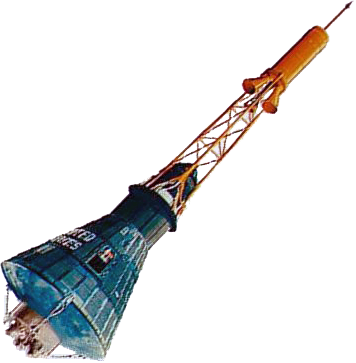
Capsule Mercury avec sa tour de sauvetage.

Le programme concurrent aux États-Unis était le programme Mercury, assez différent du soviétique : la capsule habitée était un cône équipé de rétrofusées, ce qui permettait à son occupant de rester dans la capsule lors du retour, qui se finissait par un amerrissage. À cause de la pression des médias à qui furent présentés les sept pilotes, la NASA ne pouvait se permettre la moindre erreur, et les premiers vols prévus furent de simples sauts balistiques, c'est-à-dire sans orbite. Les premiers tirs d'essai sans astronaute furent tout de même difficiles, la première fusée explosa en vol, et la troisième ne fut pas maîtrisable. Les Américains envoyèrent ensuite avec succès dans l'espace les singes Ham, puis Enos, les 31 janvier et 29 novembre 1961. Si les essais furent faits avec les fusées Redstone, les tirs habités en orbite furent faits avec l'ICBM ATLAS D, plus puissant. Le 5 mai 1961, Alan Shepard fut le premier Américain dans l'espace, pour un vol qui ne fut que sub-orbital à 187 km d'altitude. Contrairement à Gagarine, Shepard a contrôlé manuellement l'attitude de son vaisseau spatial et s'est posé à l'intérieur de celui-ci, faisant ainsi techniquement de Freedom 7 le premier vol spatial humain complet selon les définitions de la FAI de l'époque,,, mais elle a reconnu plus tard que Gagarine était le premier humain à voler dans l'espace,. et dura 15 minutes,. Un incident eut lieu lors du second vol habité, heureusement sans conséquences graves : après l’amerrissage, les boulons explosifs retenant la trappe de sortie de la capsule de Virgil Grissom se déclenchèrent inopinément. La capsule se remplit d'eau et coula, mais l'astronaute put être sauvé par hélicoptère. Grissom fut d'abord soupçonné d'avoir commis une erreur, puis fut lavé des soupçons.
À cette époque encore, l'URSS semblait devancer les États-Unis dans la jeune course à l'espace : la prudence et la médiatisation des essais de ces derniers les ralentissaient ; le secret entourant le programme soviétique donnait l'impression de réussites continues. Ce qui n'était pas toujours le cas ; un drame eut lieu le 24 octobre 1960, lors d'un test d'un ICBM R-16 créé par Mikhail Yanguel. Ce missile, qui utilisait un nouveau moteur et un nouveau carburant conçus par des concurrents de Korolev, explosa lorsque son 2e étage s'alluma sans raison au cours de tests au sol. Cet accident tua 126 personnes,, dont le maréchal en chef Mitrofan Nedelin et de nombreux experts qui préparaient le tir.
John Glenn fut finalement le premier Américain à orbiter autour de la Terre, le 20 février 1962avec 7 révolutions, malgré des problèmes posés par un capteur indiquant une fausse anomalie, et malgré un parachute qui s'ouvrit trop tôt… les vols spatiaux restaient très aléatoires. Plusieurs vols Mercury suivirent, durant lesquels les astronautes franchirent de nouvelles étapes dans la course à l'espace : ils mangèrent, dormirent, et atteignirent des durées de vol de 22 orbites, soit 34 heures. La dimension propagandiste de ces missions était très forte, mais étrangement, les premières photos marquantes faites dans l'espace furent prises par Walter Schirra, qui avait emporté son propre appareil Hasselblad dans la capsule Mercury 8. Les missions Mercury rapportèrent ensuite quantité de belles photos, et certains astronautes communiquèrent même en direct avec les habitants des États-Unis par radio et télévision.

## Course à la Lune

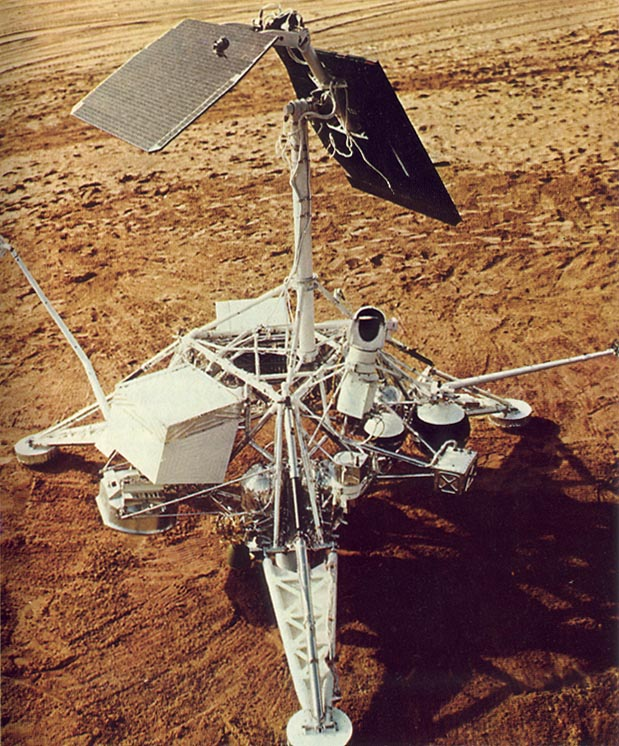
Maquette de sonde Surveyor.

La course à la Lune fut le tournant de la compétition entre les deux superpuissances. Le gouvernement de John Fitzgerald Kennedy, qui avait été élu le 20 janvier 1961, mit en branle des changements dans les organisations à vocation spatiale : le 'conseil national spatial' présidé par Lyndon Johnson fut créé[réf. nécessaire], James E. Webb fut nommé administrateur de la NASA le 14 février de la même année. Juste après le vol de Youri Gagarine, le 14 avril, une réunion eut lieu entre le gouvernement et la NASA, au cours de laquelle fut décidé que l'étape suivante de la course devait être l'envoi d'hommes sur la Lune. L'idée était que le but était suffisamment complexe pour que l'avance prise par l'URSS ne soit plus réellement significative ; elle aussi aurait à travailler dur pour atteindre l'objectif. Cette décision fut annoncée au monde le 25 mai 1961, lors du discours de Kennedy devant le congrès américain, appelé Special Message to the Congress on Urgent National Needs. Le programme Apollo, qui existait déjà[réf. nécessaire], devait donc être modifié et consacré aux missions vers la Lune ; pour faire tampon avant le début des vols Apollo, et pour lancer des missions de longue durée dans l'espace, le programme Gemini fut lancé. Ces tirs vers la Lune devaient utiliser une nouvelle fusée nommée Saturn.
En URSS, la première sonde à s'approcher de la Lune, et la sonde Luna 1, alors conçue pour s'écraser sur la Lune sous le nom de Ye-1 et lancée le 2 janvier 1959 dont le but était de s'écraser sur la Lune, mais qui finalement se contentera de la frôler.
- Le 12 septembre 1959, la sonde Luna 2 s'écrase comme prévu sur la Lune.
- Le 4 octobre 1959, la sonde Luna 3, destinée à photographier la face cachée de la Lune est envoyée, elle transmet les images avec succès le 7 octobre.
- De 1963 à 1966, différentes sondes sont envoyés vers la Lune, il s'agit des sondes Luna 4 qui survole la Lune, Luna 5 qui s'y écrase à la suite de problèmes avec les rétrofusées, Luna 6 qui rate la Lune, Luna 7 et Luna 8 qui s'écrasent de nouveau pour les mêmes raisons.
- La Luna 9 est la première à se poser en douceur sur le sol lunaire, le 3 février 1966. Les Soviétiques sont suivis de quelques mois par les États-Unis qui posent la sonde Surveyor 1 en douceur, le 2 juin 1966.
- L'URSS envoie Luna 10, qui, le 3 avril 1966, entre en orbite autour de la Lune, c'est le premier engin à entrer en orbite autour d'un autre corps céleste que la terre. L'exploit est renouvelé le 28 août 1966 avec Luna 11.
- Luna 12 qui entre en orbite lunaire le 25 octobre 1966, transmet vers la terre des images vidéo de la Lune entre le 27 octobre 1966 et le 19 janvier 1967
- Luna 13 aluni le 24 décembre 1966, c'est la troisième sonde à alunir en douceur, et la première à utiliser en plus des photographies, des instruments d'analyse.
- Luna 14 est une nouvelle mission orbitale.
- Luna 15 qui doit alunir doucement au moment où les astronautes des États-Unis sont sur la Lune avec la mission Apollo 11 et revenir sur terre, s'écrase, quelques heures avant le décollage des astronautes de la Lune.
- Luna 16, est la première sonde à se poser sur la Lune, à récupérer des échantillons et à revenir sur terre. D'autres missions Luna effectueront la même chose par la suite.

Pour prospecter le terrain, plusieurs sondes furent lancées en direction de la Lune : ce furent les missions Ranger, Surveyor et Lunar Orbiter. Le premier programme se déroula de 1961 à 1965 ; les sondes Ranger devaient entre autres s'écraser sur la Lune. Les débuts furent difficiles, et sur les neuf tirs à partir de 1964, seules les trois dernières sondes atteignirent leurs objectifs et envoyèrent des photos du satellite.
Le programme Surveyor se déroula de 1966 à 1968, les sondes étant destinées aux essais d'atterrissage en douceur sur la Lune. Le premier réussit le 2 juin 1966, rassurant les scientifiques sur leur crainte que tout vaisseau s'enlise dans la couche de poussière lunaire. Cette fois, seuls deux échecs furent à déplorer, sur 7 tirs ; les statistiques s'amélioraient pour la NASA.
Les cinq sondes Lunar Orbiter furent lancées de 1966 à 1967, dans le but d'étudier et cartographier la Lune depuis orbite, et ainsi de trouver des sites d'atterrissage pour les missions Apollo. Toutes les sondes fonctionnèrent, et finalement, cartographièrent 99 % de lune.
L'URSS, de son côté, décida de lancer le programme Voskhod, dont les capsules consistaient en une modification des Vostok existant en bi ou triplace, en vue de sorties humaines dans l'espace. Parallèlement, le programme lunaire « Zond » fut créé ; il se basait sur l'envoi de vaisseaux Soyouz (qui étaient des « trains » de modules) vers la Lune, mais, contrairement à son concurrent américain, se limitait à des révolutions autour du satellite, car il n'avait pas été prévu initialement de le faire se poser sur la Lune. Cette lacune fut comblée en 1965 seulement, avec le début d'un second programme. Ces tirs vers la Lune devaient utiliser une nouvelle fusée nommée N1, de 3 000 tonnes, 105 mètres de haut et 17 de diamètre à sa base.

### Sorties dans l'espace

Schéma Voskhod 1 et 2.

Les Soviétiques, pour avoir les capsules Voskhod équivalentes aux capsules Gemini, durent faire des concessions importantes comme la suppression du siège éjectable, l'impossibilité pour les cosmonautes de porter un scaphandre, ce qui rendit les Voskhod dangereuses. Pour cette raison, ainsi que pour conserver le nouveau héros de la nation, Gagarine fut écarté de toutes les missions suivantes. Le 12 octobre 1964, le premier tir de Voskhod, qui permit pour la première fois d'emmener deux hommes dans l'espace en même temps, se déroula bien, et surtout, se fit avant le tir américain. L'URSS annonça cette mission, qui recyclait pourtant du matériel éprouvé, comme une avancée majeure. Voskhod 2 décolla le 18 mars 1965 pour un autre grand pas dans la conquête de l'espace : pour la première fois, un homme effectua une sortie extra-véhiculaire, lorsque, une fois la capsule dépressurisée et ouverte, Alekseï Leonov passa entre 15 et 20 minutes dans l'espace. Encore une fois, l'exploit passa près de l'échec, car une fois dans l'espace, la combinaison de Leonov, trop gonflée par la pression, devint rigide, l'empêchant de franchir dans l'autre sens le sas de la capsule. Après 10 minutes de lutte, il put la dégonfler malgré les risques de barotraumatisme et retourner à bord. La suite ne se passa pas très bien non plus, un problème de rétrofusée obligea l'équipage à faire une orbite supplémentaire, le module de commande se détacha mal du module de service, l'atterrissage eut lieu loin du but fixé, et l'équipage dut passer une nuit isolée dans une forêt de la région de Perm, avant d'être retrouvé… Le programme fut finalement annulé avant le tir de Voskhod 3, et l'URSS se concentra sur Soyouz et le programme lunaire.

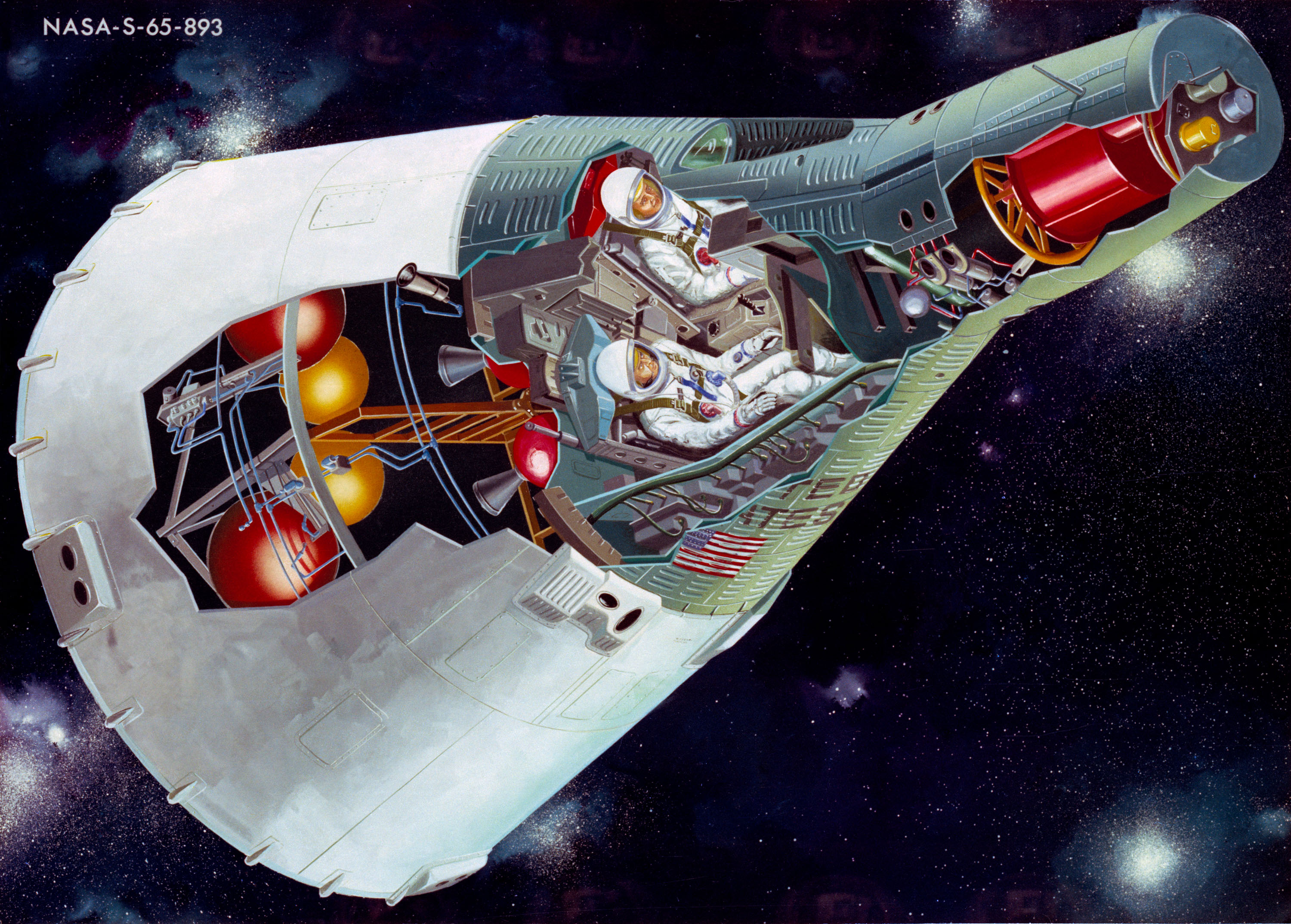
Vaisseau Gemini.

Aux États-Unis, le programme Gemini commença ; c'était une capsule conique biplace ressemblant à Mercury, mais plus grande, avec des écoutilles (comme pour un cockpit d'avion) et un radar (en cas de rendez-vous spatial). À sa base se trouvaient le module de service, et le module « rétrograde » contenant des rétrofusées et permettant la sortie d'orbite pour le retour au sol. L'appareil était le premier vaisseau spatial : contrairement aux Mercury et Vostok, Gemini possédait des propulseurs de manœuvre qui lui permettaient de se mouvoir dans l'espace, et de changer d'orbite. Autre progrès, les vaisseaux Gemnini furent les premiers à utiliser la technologie des piles à combustible.
Tirées par les missiles militaires Titan II depuis Cap Canaveral, le premier tir se fit à vide le 8 avril 1964, avec succès. Le troisième tir, le 23 mars 1965, emporta un équipage pour trois orbites, qui pour la première fois, procéda à un changement d'orbite contrôlé. Gemini 4 fut ensuite l'occasion de la première utilisation du centre de contrôle de Houston. Durant cette mission, lancée en juin 1965, Edward White fit la première sortie américaine dans l'espace, pendant 16 minutes, en s'aidant d'un pistolet à air comprimé pour maitriser ses mouvements. Toujours très orientée vers la communication de ses résultats, la NASA fournit d'impressionnantes photographies de très bonne qualité. Les missions suivantes permirent des essais de rendez-vous spatiaux entre vaisseaux, ainsi que des essais d'arrimage avec l'ATV (Agena Target Vehicle, un étage de propulsion lancé à part), ainsi que des vols longs, comme celui de Gemini 7 qui vola pendant 14 jours. Malgré ces réussites, le vol spatial restait dangereux ; Gemini 8 le rappela quand le vaisseau dut rentrer en catastrophe après 10 heures de vol, alors qu'il était parti en toupie à cause d'un problème de propulseur. L'équipage put heureusement le stabiliser grâce aux moteurs de rentrée, mais les causes du dysfonctionnement restèrent inconnues. Le 12 septembre 1966, Gemini 11 s'arrima avec succès à l'ATV, qui l'emmena à 1 374 kilomètres d'altitude, établissant un nouveau record,.

### Programmes lunaires

#### Programme Apollo aux États-Unis

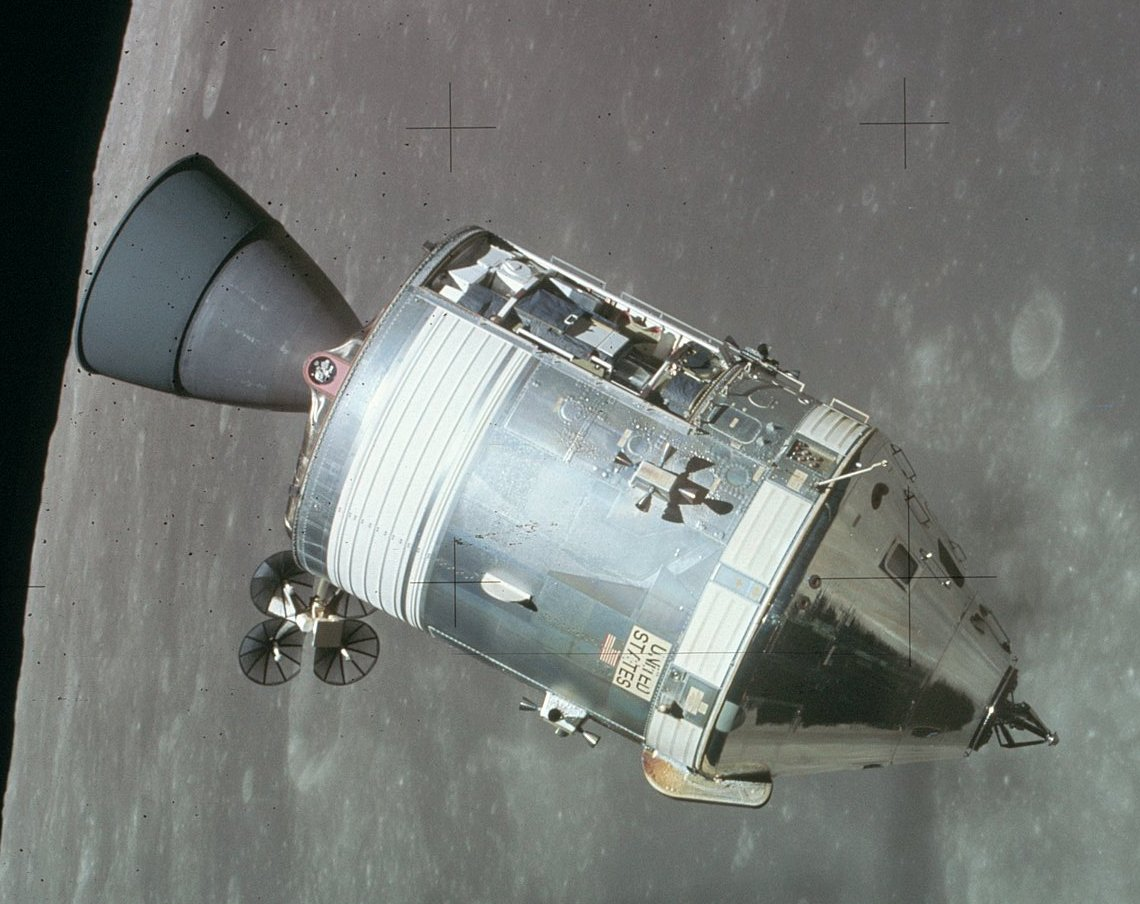
Le vaisseau Apollo en orbite autour de la Lune. Sont visibles le module de commande (le cône argenté) et le module de service; le module lunaire n'est pas présent.

Aux États-Unis, l'envoi d'hommes sur la Lune devait être faite par l'ensemble fusée Saturn et vaisseau Apollo. Le vaisseau Apollo était constitué du CSM (Command and Service Module) et du LM (Lunar Module), tirés par la même fusée Saturn. Dans le CSM se trouvaient le module de commande servant à la vie des astronautes et au pilotage, ainsi que le module de service contenant les moteurs et autres appareils. Le principe de la mission était :
1. d'envoyer le couple CSM/LM en un bloc autour de la Lune
2. de ne faire se poser que le LM, en laissant le CSM en orbite lunaire
3. de faire ensuite redécoller le LM à partir de sa moitié basse servant de plateforme de lancement
4. de réassembler LM et CSM en orbite lunaire,
5. une fois les astronautes revenus dans le CSM, de les faire revenir vers la Terre en laissant derrière eux ce qui restait du LM.
6. de détacher le module d'équipement du module de commande, ce dernier servant à la rentrée dans l'atmosphère terrestre.

Ces divisions en modules et leurs abandons successifs permettaient de ne conserver au fur et à mesure de la mission que le matériel strictement minimum, et donc de faire de substantielles économies de carburant. Si le vaisseau avait été conservé en un seul bloc sur toute la mission, l'ensemble aurait nécessité une fusée (un moment projetée et nommée Nova) de 6 000 tonnes de poussée, et le vaisseau aurait pesé 70 tonnes. L'idée fut donc écartée. Le projet Apollo fut estimé (en 2007) à 135 milliards de dollars, dont 46 milliards pour la fusée Saturn.
Le premier tir de la Saturn (à vide) eut lieu le 27 octobre 1961,, et fut suivi par divers essais. Le programme commença par un drame : lors du test au sol du vaisseau Apollo 1, le 27 janvier 1967, un incendie se déclara dans le module, tuant les trois astronautes Virgil Grissom, Edward White et Roger B. Chaffee. Il fut constaté que le feu avait été causé par un court-circuit et avait été attisé par l'oxygène pur qui remplissait la capsule. Le vaisseau Apollo fut donc modifié, doté de matériaux ininflammables et d'un sas s'ouvrant vers l'extérieur, donc plus facile à ouvrir en cas de problème. Le travail reprit avec trois tirs d'essai (Apollo 4 à 6, de novembre 1967 à avril 1968), qui devaient être suivis par onze vols habités. Le premier vol habité, Apollo 7, fut tiré avec succès le 11 octobre 1968 ; il fut l'occasion pour les Américains de voir en direct à la télévision leurs astronautes. Apollo 8, en décembre 1968, aurait dû, comme la mission précédente, se contenter d'orbiter autour de la Terre. Mais les États-Unis, inquiets par le succès de la mission soviétique Zond-5 et ne voulant pas être à nouveau second dans la course à l'espace, décidèrent d'en faire un tir à destination de la Lune. Apollo 8 contourna donc la Lune avant de revenir sur Terre. Apollo 9 puis Apollo 10, partis les 3 mars et 18 mai 1969 rééditèrent la performance, tout en testant les LM et CSM.

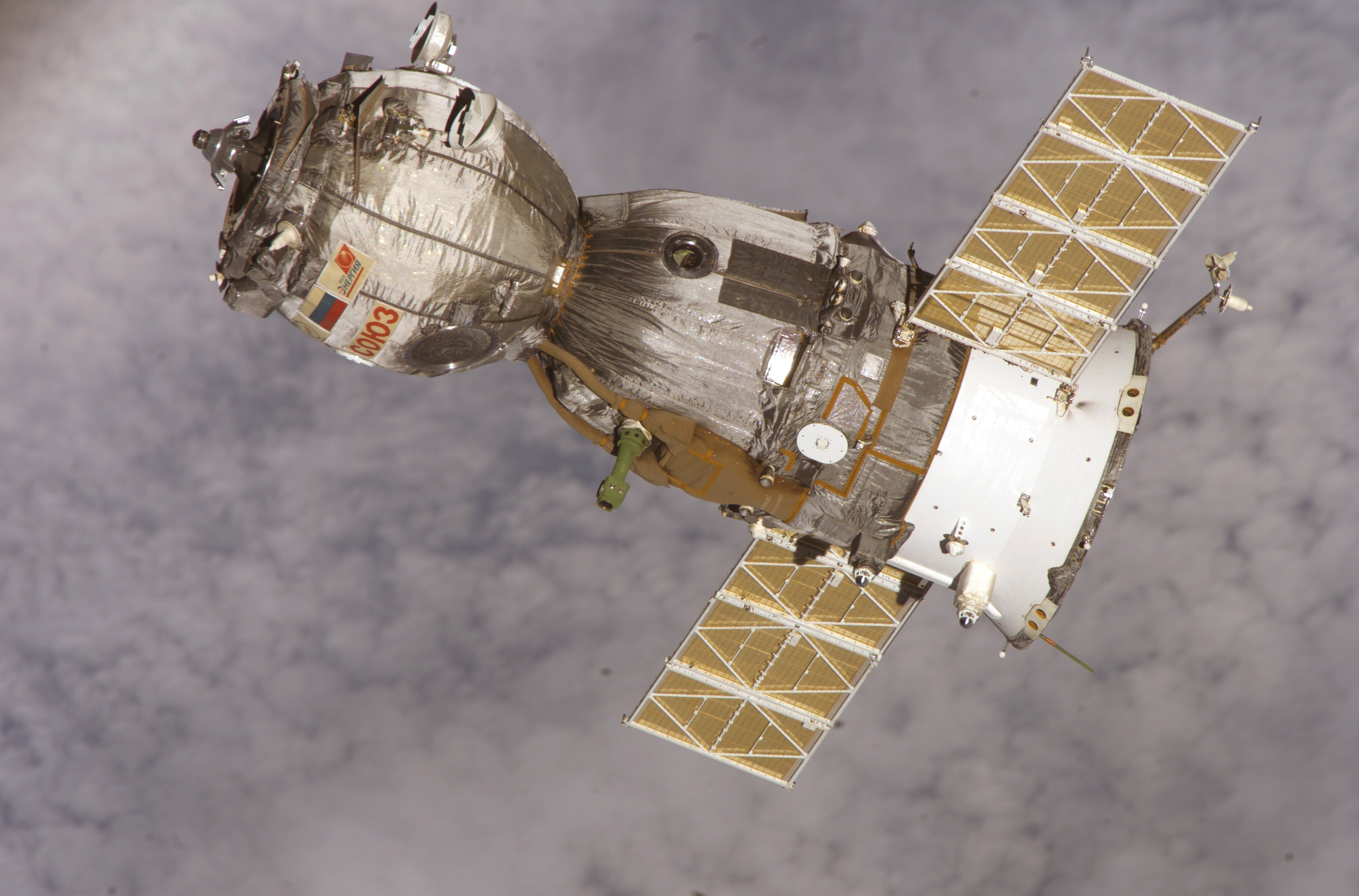
Un vaisseau Soyouz moderne.

Côté soviétique, le vaisseau Soyouz était initialement un projet ambitieux de vaisseau spatial constitué de trois parties, Soyouz A (le module d'habitation/rentrée), Soyouz B (le module de service), Soyouz V (les réservoirs)[réf. nécessaire], tous trois lancés par des tirs parallèles, et qui auraient dû être assemblés dans l'espace. Seul Soyouz A fut finalement réalisé, et il y eut, comme pour Apollo, des problèmes lors des tests dès novembre 1966, mais à nouveau à cause de la course entre les deux super puissances, un tir habité fut décidé pour le 23 avril 1967. Lors de cette mission, Soyouz 1 eut un problème de déploiement d'un de ses panneaux solaires, et fut obligé de retourner sur terre ; mais les rétrofusées fonctionnèrent mal, la capsule partit en rotation folle, et le parachute ne s'ouvrit pas correctement. Le module de rentrée s'écrasa au sol, tuant Vladimir Komarov. L'agence soviétique découvrit une série de problèmes touchant ses vaisseaux, et prit du retard à les corriger. Soyouz 2 et 3 furent lancés en octobre 1968 seulement, en vue d'un arrimage dans l'espace, essai qui rata. Soyouz 4 et 5, les 14 et 15 janvier 1969, réussirent leur arrimage, mais l'échange par sortie extra véhiculaire initialement prévue ne put avoir lieu car les vaisseaux ne disposaient pas de sas. Soyouz 5 frôla encore le drame à cause d'un problème de séparation avec son module de service, qui se détacha tout seul lors de l'échauffement dû à la rentrée dans l'atmosphère.
Le 14 septembre 1968, une fusée Proton lança Zond-5, un vaisseau Soyouz en version lunaire, et inhabité, qui fit un survol de la Lune à 2 000 kilomètres, faisant de ce fait le premier aller-retour du satellite. Zond 6, le 17 novembre suivant, réédita la prouesse. Mais les États-Unis, inquiets par les réussites de Zond-5 et 6, avaient décidé d'avancer leur programme et avaient envoyé le premier homme autour de la Lune ; les Soviétiques, sentant que le jeu n'en valait plus la chandelle, décidèrent de stopper le programme Zond. La fusée N-1 fut elle aussi un échec : le 3 juillet 1969, le premier tir de la N-1, emportant un Soyouz inhabité, échoua : la fusée explosa sur pas de tir. Les trois autres tentatives jusqu'en 1972 furent aussi des fiascos, et le programme de lanceur lourd fut lui aussi abandonné. Toutes ces déconvenues poussèrent l'URSS à abandonner tous ses programmes en relation avec la Lune en 1974. Les vaisseaux Soyouz, par contre, furent conservés, modifiés, et sont même toujours utilisés en 2013 sous des formes évoluées.
Un fait qui affecta sans doute fortement le programme soviétique fut la mort de son leader Korolev, en 1966, des suites d'une intervention chirurgicale. Son remplaçant, Vassili Michine, eut moins d'autorité, et n'égala pas son prédécesseur. Une autre difficulté était causée par les vives luttes internes au sein du NI-88, qui poussèrent le chef du bureau des moteurs Glouchko, par exemple, à refuser de travailler sur la N1 avec Korolev ou son successeur Michine. Michine lui-même écrivit les causes, qui d'après lui, avaient eu raison des Soviétiques :
1. Les États-Unis possédaient un « meilleur potentiel scientifique technique économique »[P 1] ;
2. Alors qu'aux États-Unis, la Lune était un objectif prioritaire et un enjeu national dans la course à l'espace, les mêmes moyens n'avaient pas été mis à disposition des ingénieurs soviétiques[P 1] ;
3. L'URSS, de plus, n'avait pas assez pris aux sérieux l'appel de Kennedy, et se contenta donc pendant longtemps d'un projet d'un simple survol de la Lune, alors que les États-Unis travaillaient dès le début à un atterrissage[P 1] ;
4. Enfin, l'URSS avait sous-estimé l'ampleur de la tâche[P 1].

L'abandon de la course à la Lune n'étant pas à l'avantage de l'URSS, les Soviétiques décidèrent de changer de direction et de se concentrer vers un autre but prestigieux, les stations spatiales, et les essais de longue durée de vie dans l'espace. Mais au-delà des questions propagandistes, les budgets énormes dépensés au cours de la course à la Lune furent une des causes de la chute de l'URSS.

### Missions lunaires

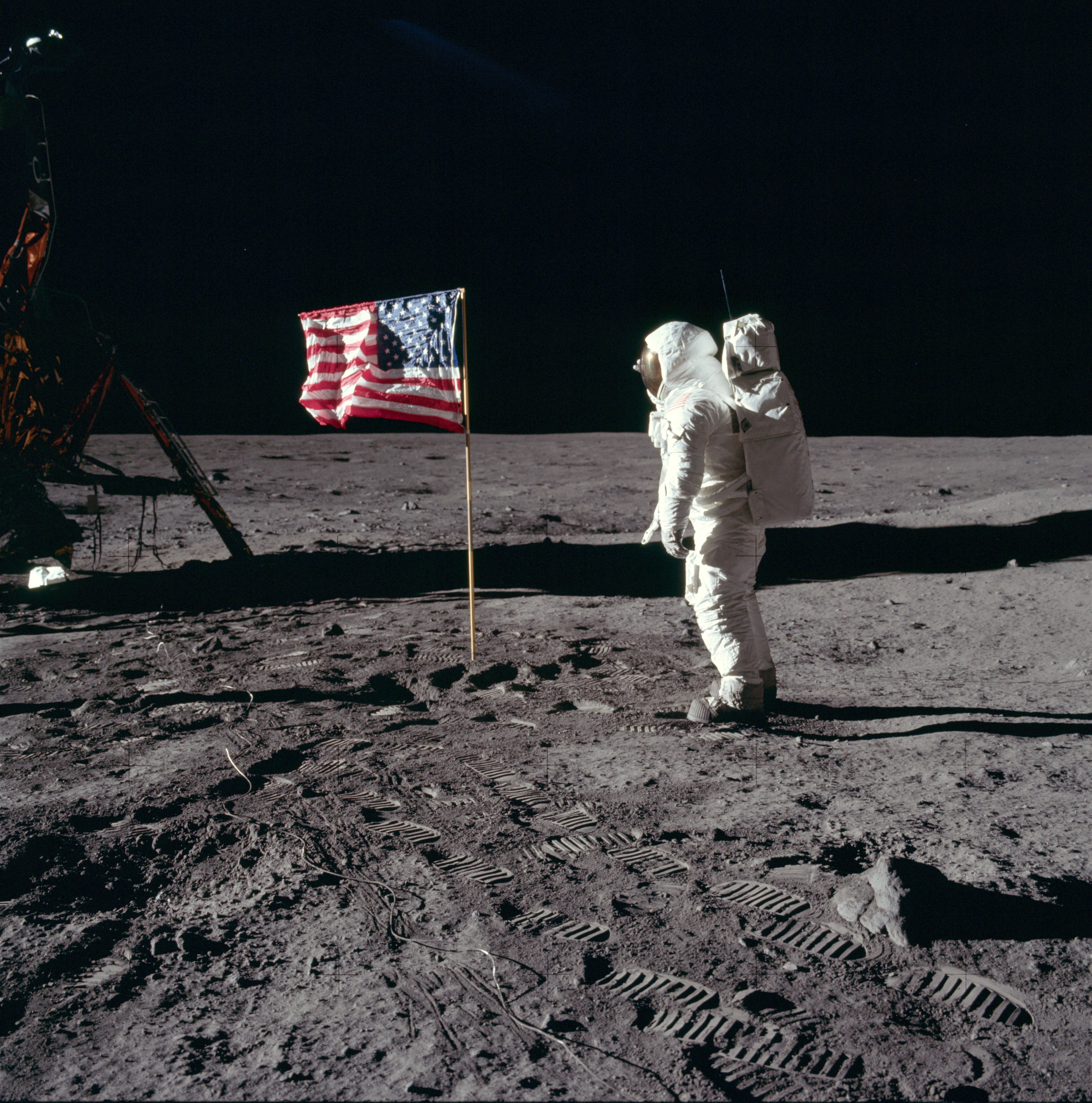
Buzz Aldrin sur la Lune.

La mission Apollo 11, réussie quelques mois avant la date buttoir donnée par Kennedy, est souvent rapportée comme l'évènement le plus important de la conquête spatiale. Le 16 juillet 1969, à 9h32, Neil Armstrong, Michael Collins et Buzz Aldrin furent envoyés par une Saturn V vers la Lune, avec les modules de commande Columbia et LM eagle. Le trajet vers le satellite de la Terre se passa bien, mais Neil Armstrong et Buzz Aldrin (Michael Collins étant resté en orbite dans le CSM) eurent un moment d'angoisse lorsque, lors de la descente vers la surface lunaire, l'ordinateur de bord, saturé, déclencha une alarme. Décision fut prise par Steve Bales du centre de Houston de continuer la descente en mode manuel, et le 19 juillet à 4h17 (heure du centre Kennedy) le LM Eagle se pose avec succès. Quelques heures passèrent avant le premier pas d'un homme sur un sol autre que celui de la Terre : à 10h56, Armstrong marcha sur la Lune. Suivirent des prises de vues, d'échantillons de roche lunaire, des expériences, puis les astronautes repartirent à 1h54.
Après ce coup d'éclat, l'opinion publique remarqua moins les missions suivantes. Apollo 12, parti le 14 novembre 1969, ne connut pas de problème, et ramena des pièces de la sonde Surveyor 3. Mais Apollo 13, lancée le 11 avril 1970, rappela les difficultés et les risques de la conquête de l'espace : le 13 avril à 320 000 kilomètres de la Terre, une manipulation de routine dans un réservoir d'oxygène du CSM déclencha un court-circuit suivi d'une explosion, qui coupa du même coup la production d'électricité. Le vaisseau ne pouvait alors pas faire un simple demi-tour sur place, et l'équipage dut contourner la Lune avant de revenir, installés dans le LM. Ils voyagèrent dans des conditions difficiles, et après 5 jours et 23 heures, regagnèrent le CSM, larguèrent le module service et le LM en vue de l'atterrissage. Les trois astronautes purent finalement revenir sur Terre sans dommages. Le 31 janvier 1971, Apollo 14 décolla pour une mission orientée scientifique (géologique), qui ne fut pas très suivie à cause de problèmes politiques concernant le Vietnam. Apollo 15, le 26 juillet 1971, partit en emmenant une Jeep lunaire, et ramena sur Terre une roche issue du 'manteau originel' de la Lune (no 14515, « Pierre de la Genèse »). Les deux dernières missions, Apollo 16 et 17 les 16 avril et 7 décembre 1972 se déroulèrent sans gros problème ; Apollo 17 emporta un civil géologue, Harrison Schmitt, qui fut donc le seul civil à avoir été sur la Lune.

### Dans le reste du monde

#### Canada
Les canadiens furent à l'origine du premier satellite n'étant d'origine ni des États-Unis ni de l'URSS à être envoyé dans l'espace. Alouette 1, dont la mission était l'étude de l'ionosphère, fut lancé le 29 septembre 1962 par un lanceur Thor-Agena américain.

#### France

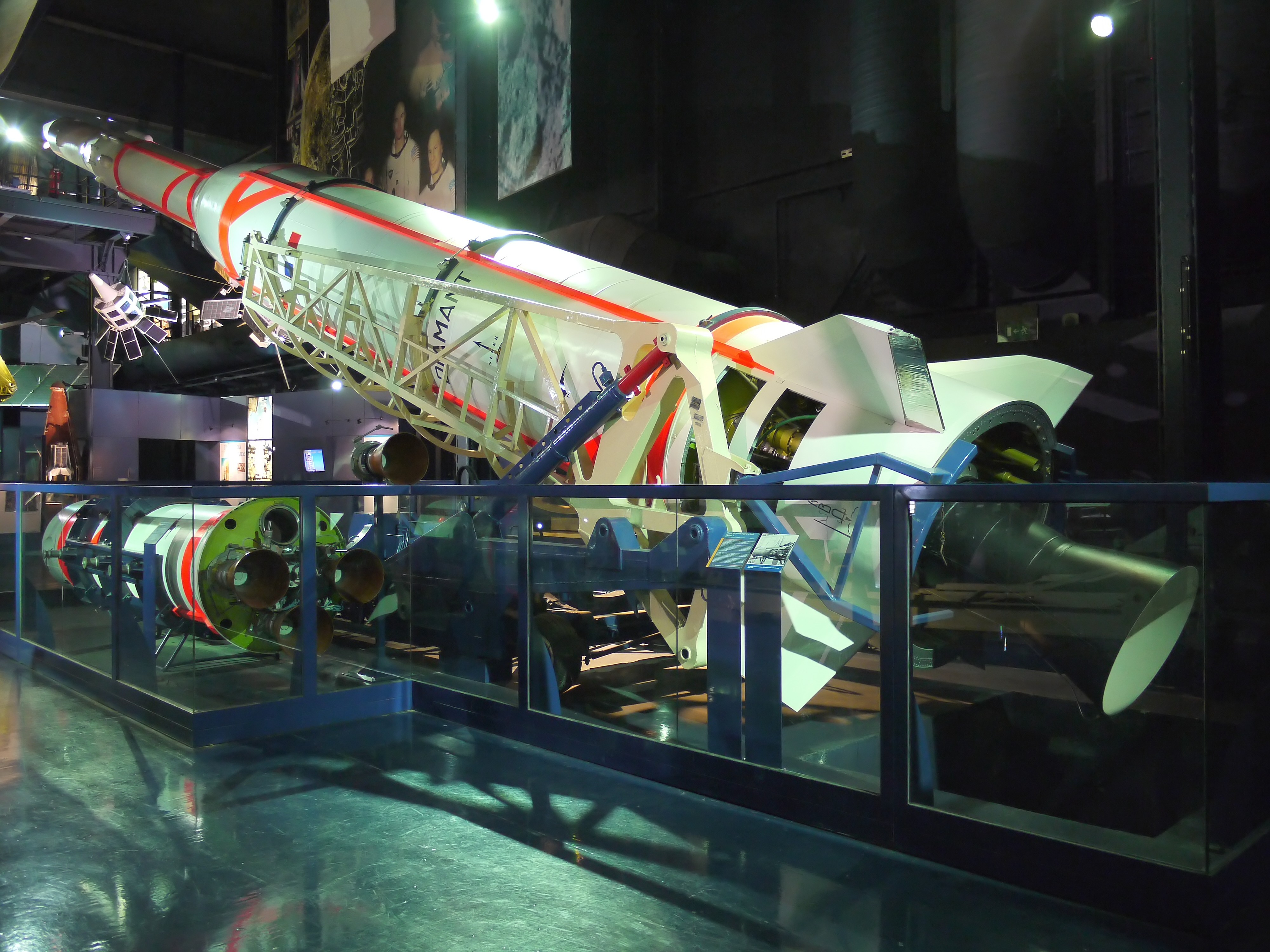
Fusée Diamant A.

Les Français continuèrent pendant les années 1960 à expérimenter les fusées à poudre ou les moteurs à carburant liquide. Pour cela, sous la présidence de Charles de Gaulle, la France créa le Centre national d'études spatiales (CNES) en mars 1962. Des essais médicaux furent tentés sur un rat (Hector) et un chat (Félicette), les 22 février 1961 et 18 octobre 1963, animaux qui furent récupérés sains et saufs. La France mit au point une série de lanceurs aux noms de pierres précieuses, dont le plus évolué, Diamant, fut utilisé pour lancer le satellite A1, surnommé Astérix, le 26 novembre 1965 à 14 h 47 min 41 s (heure locale), depuis le pas de tir de Hammaguir en Algérie. Ce satellite, d'un poids de 39 ou 47[réf. nécessaire] kg, était de conception militaire et ne contenait que des appareils destinés à vérifier son orbite, qui se révéla être de 530 km de périgée et de 1 820 km d'apogée. Il y eut pendant une heure ou deux la crainte d'un échec car le largage de la coiffe abima les antennes du satellite, rendant son signal difficilement captable. La mission fut finalement un succès, qui plaça la France comme le troisième pays, après les États-Unis et l'URSS, à réussir le tir d'une fusée et d'un satellite de sa conception. Le lanceur Diamant fut utilisé pour d'autres mises en orbite de satellites scientifiques ou télécom jusqu'en 1976. Parmi eux, les satellites géodésiques Diapason, Diadème I et II, lancés le 17 février 1966, et les 8 et 15 février 1967.
Malgré ces réussites, le lanceur français n'était pas assez puissant pour de lourdes charges ou des orbites géostationnaires, en bonne partie à cause d'un troisième étage pas assez puissant. Aussi, le satellite FR-1 fut lancé par une fusée américaine scout le 6 décembre 1965. À la suite de l'indépendance de l'Algérie, le gouvernement français préféra quitter la base d'Hammaguir et choisit, le 14 avril 1964, le site de Kourou, idéalement placé pour profiter de l'effet de fronde, mais où toutes les infrastructures devaient être construites dans un environnement difficile.
Le programme Diamant-B démarra le 30 juin 1967, sous la direction du CNES. Le but était, malgré un budget limité, d'améliorer la puissance de Diamant-A en lui permettant de placer sur orbite basse une charge de 100 kg. Le premier tir de la nouvelle fusée eut lieu le 10 mars 1970 et mit en orbite les satellites allemands Mika et Wika, initialement prévus pour être lancés par la caduque fusée Europa II (voir section suivante). Malgré la casse d'un des deux satellites à cause des chocs causés par un effet pogo, ce lancement fut la première mise en orbite par les Français d'une charge étrangère. Cinq tirs furent effectués mais les deux derniers furent des échecs. Le programme Diamant-BP4 suivit, essayant à nouveau d'augmenter la charge utile, et la fusée réussit à mettre ses satellites en orbite lors de ses trois uniques tirs du 6 février au 27 septembre 1975.

#### Europe

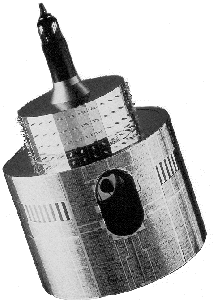
Le satellite Meteosat.

L'Europe créa deux agences en 1964: l'ESRO (European Space Research Organization, CERS en français), regroupant sept pays et devant développer des satellites, et l'ELDO (European Launcher Development Organisation, CECLES en français), regroupant 10 pays et devant développer un lanceur. Le lanceur européen Europa-1 était constitué du missile britannique Blue Streak pour le premier étage, d'un deuxième étage français Coralie, et d'un troisième étage allemand Astris. Ce saucissonage de la fusée, les problèmes de compétence des acteurs et le manque de coordination firent du projet un échec. La fusée Europa-2, qui tentait, sous l'égide de la France, de corriger les erreurs passées, ne fonctionna pas non plus, et le projet fut délaissé en 1972. Par contre, la création de satellites, comme Meteosat, fut plutôt une réussite, mais qui, faute de lanceur, furent mis en orbite par les États-Unis.

#### Japon
L'ISAS créa dans les années 1960 plusieurs petits lanceurs à poudre, les Lambda (L) et Mu (M), qui permirent de lancer le premier satellite (d'essai) japonais nommé Ōsumi le 11 février 1970.
L'année 1969 vit la création de la National Space Development Agency of Japan (NASDA), une autre agence spatiale, en partie en concurrence avec l'ISAS : pour autant, le programme de l'ISAS était axé sur l'exploration de l'espace (par sondes et satellites), alors que la NASDA visait la création de lanceurs, satellites commerciaux, ainsi que des vols habités. Elle lança la série des fusées N, dérivées des lanceurs Delta américains.

## Après la Lune
La mission Apollo 11 déclencha le début d'un apaisement dans la course à l'espace entre les deux superpuissances ; les énormes budgets alloués à la course à la Lune ne pouvaient plus être mobilisés par la NASA ou le NII-88. Le but général des agences était de préparer une présence humaine pérenne dans l'espace, de réduire les coûts et de maîtriser la vie de longue durée dans l'espace.
Aux États-Unis la NASA essaya d'être pragmatique. Le programme de la navette spatiale commença, les missions Apollo 18, 19 et 20 furent annulées, et les fusées Saturn restantes furent consacrées au programme de station spatiale Skylab. Des projets de station spatiale existaient en fait déjà, comme MOL (Manned Orbital Laboratory) de l'Air Force, approuvé en 1965, puis abandonné en juin 1969 pour économiser 1,5 milliard de dollars US.
Les Soviétiques avaient changé d'objectif avant les États-Unis ; Soyouz 9, tiré le 1er juin 1970, resta 19 jours en orbite, battit le record de durée de vie dans l'espace, mais les cosmonautes furent très affaiblis à leur retour : leurs muscles atrophiés les rendaient incapables de marcher sans aide; la présence longue d'un homme en orbite n'était donc pas anodine.

### Premières stations spatiales

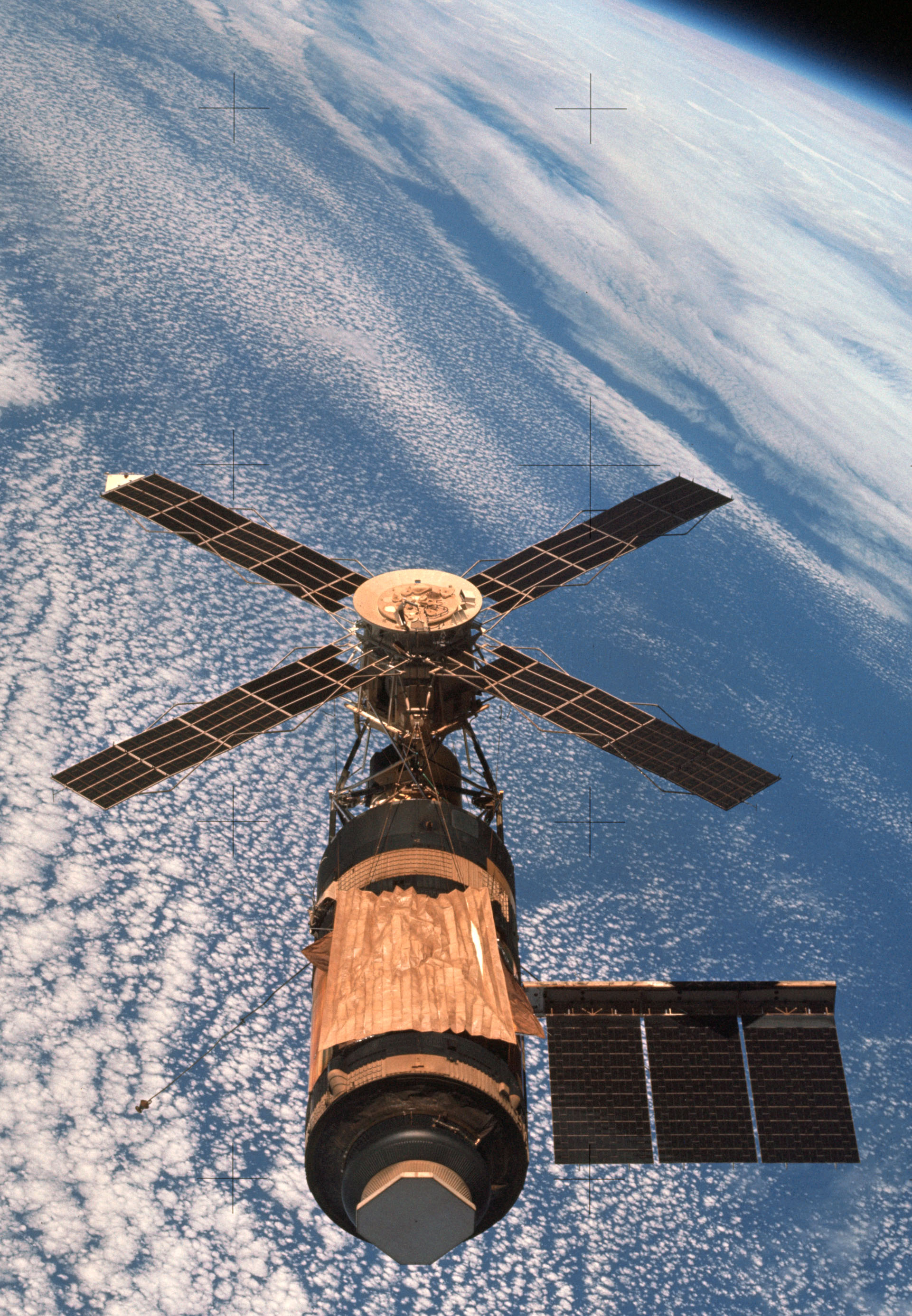
Skylab en orbite, amputée d'un de ses panneaux solaires. La plaque dorée est le bouclier thermique ajouté lors des réparations.

Skylab était initialement un projet américain de grande station, mais à cause des coupes budgétaires, le projet réutilisa une partie du matériel des missions Apollo annulées, et la station fut construite dans un étage de fusée Saturn IB, à la place des moteurs et des réservoirs. La station pesait 100 tonnes, faisait 24,6 mètres de long, 6,6 de diamètre, contenait du matériel scientifique (dont un télescope) et les aménagements nécessaires à la vie des occupants (dont une douche). Skylab fut lancé le 14 mai 1973 depuis Cap Canaveral, mais la phase finale de la mise en orbite ne se passa pas bien : le bouclier de protection thermique et un des deux panneaux solaires furent arrachés, et le deuxième panneau ne se déplia pas complètement. Trois astronautes partirent dans un vaisseau Apollo le 24 mai, et arrivèrent avec difficulté à décoincer le panneau solaire restant, et à ajouter une protection thermique conçue en urgence sur terre. Ils purent utiliser la station, faire quelques expériences scientifiques, et revinrent le 22 juin. Plusieurs missions suivirent comme Skylab 3, lancé le 28 juillet 1973, qui battit le record de durée de vie avec 58 jours. La station Skylab fut détruite le 11 juillet 1979 après avoir été habitée pendant 171 jours, car la navette spatiale prévue pour emporter les équipages dans la station n'était pas prête. Un deuxième Skylab (parfois appelé Skylab B) avait été construit, mais il ne fut jamais utilisé pour raison budgétaire.
L'URSS travaillait déjà sur une station spatiale à vocation militaire nommée « Almaz ». Elle fut utilisée comme base de travail pour une station civile concurrençant Skylab. Le résultat fut Saliout, une station de 18,9 tonnes, 16 mètres de long, 4,15 de diamètre et 90 m3 de volume. Saliout 1 fut la première station spatiale en orbite, lancée le 19 avril 1970. Soyouz 10, tiré le 23 avril, tenta de rejoindre Saliout, mais à cause d'un problème d'arrimage, dut revenir sur terre sans que les cosmonautes aient pu entrer dans la station. L'équipage de Soyouz 11, le 6 juin 1971 put pénétrer dans station, mais dut faire face à un incendie qu'ils maîtrisèrent. Il quitta la Saliout le 29 du même mois. La mission aurait pu être une réussite, mais elle finit en drame : une valve de pressurisation défectueuse fit fuir l'oxygène de la capsule de retour, et les 3 cosmonautes, non équipés de scaphandres (par manque de place) moururent asphyxiés. La station Saliout 1 fut détruite volontairement le 11 octobre 1971, mais la fusée devant lancer sa remplaçante explosa lors de son lancement en juillet 1972. Le nom Saliout 2 fut réutilisé lors du lancement d'une station Almaz en avril 1973, dénomination qui permettait de camoufler ses origines militaires. Mais ce fut à nouveau un échec, une perte de pressurisation rendit la station inhabitable ; elle fut donc détruite 2 mois après. La station Saliout 3, lancée le 25 juin 1974, qui fut aussi une Almaz de l'armée soviétique, connut plus de réussite. À vocation stratégique, elle contenait des appareils photo, des appareils de détection, ainsi qu'un canon 23 ou 30 mm qui fut testé sur un satellite cible en janvier 1975. Ce fut a priori la première utilisation d'une arme depuis l'espace pour détruire une cible. Saliout 4, cette fois civile, fut lancée le 2 décembre 1974, et fut visitée par l'équipage de Soyouz 17. L'équipage suivant, le 5 avril 1975, connut de graves problèmes au décollage, lors de la séparation du 2e étage de la fusée : le vaisseau Soyouz fut séparé de la fusée en catastrophe et l'équipage redescendit sur Terre dans la foulée, heureusement sans mal. L'URSS cacha l'échec de la mission en la renommant Soyouz 18a, et en redonnant le titre Soyouz 18 à la mission suivante, qui fut lancée le 24 mai 1975, et dont l'équipage, en restant 63 jours à bord de Saliout, établit un nouveau record de durée en orbite.

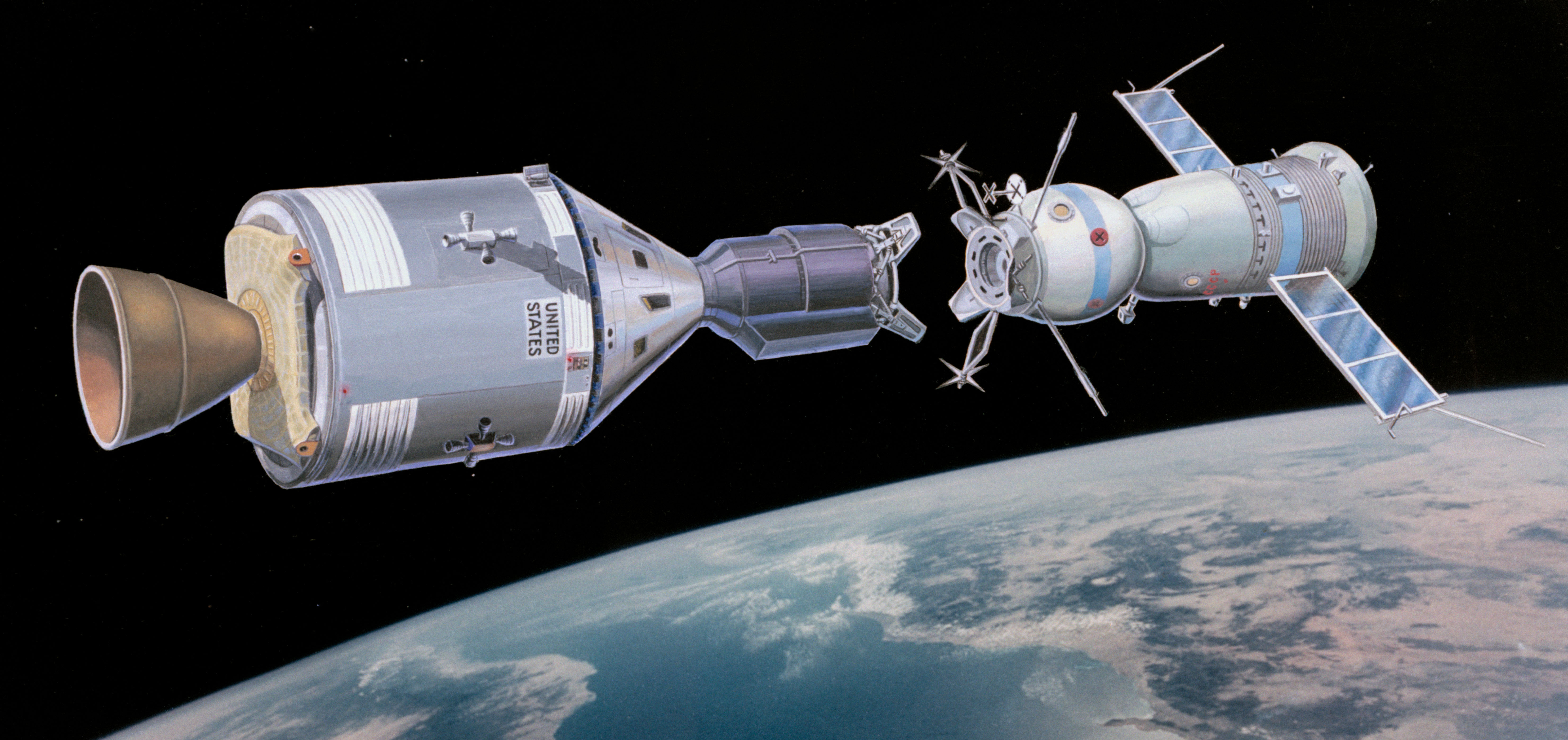
Vue d'artiste de la rencontre des deux vaisseaux Apollo et Soyouz.

Au milieu de cette concurrence teintée de visions militaires entre les deux pays (la tension était toutefois moindre que quelques années avant), un projet naquit entre les États-Unis et l'URSS: faire se rencontrer dans l'espace des engins des deux blocs. Élaboré entre Léonid Brejnev et Richard Nixon puis Jimmy Carter, ce projet devait initialement faire se rencontrer les stations Skylab et Saliout, puis fut modifié en 1972 pour une rencontre entre les vaisseaux Apollo et Soyouz (ASTP pour Apollo Soyouz Test Project), à l'aide d'un module d'arrimage commun, qui aurait alors pu être utilisé par une des deux nations pour le sauvetage d'un équipage de l'autre nation. Le 15 juillet 1975, Soyouz 19 partit de Baikonour, Apollo partit de cap Canaveral, et les deux vaisseaux s'arrimèrent deux jours plus tard, permettant aux deux équipages de se rencontrer.
Les Soviétiques continuèrent à envoyer des stations en orbite, en repoussant toujours plus loin les limites de durée de vie dans l'espace. Saliout 5 (une station Almaz) fut tirée le 22 juin 1976 et resta 412 jours en orbite. Elle fut visitée par l'équipage de Soyouz 21, qui dut la quitter en urgence à cause d'un dégagement de fumée dans la station ; Soyouz 23 n'arriva jamais à s'y arrimer et l'équipage de Soyouz 24 fut le dernier de la station. Saliout 6 et 7, lancées le 29 septembre 1977 et le 19 avril 1982, étaient des versions civiles très évoluées ; elles utilisaient entre autres le nouveau vaisseau Progress comme module de ravitaillement. Ce vaisseau, relativement simple et toujours utilisé en 2009, arrive avec du ravitaillement, repart avec les déchets de la station et se consume dans l'atmosphère. Saliout 6 fut habitée pendant environ 680 jours et accueillit, pour la première fois, un cosmonaute étranger, le Tchécoslovaque Vladimir Remek. Saliout 7 resta quant à elle 3 216 jours en orbite (soit 9 ans), ce qui fut un nouveau record, et fut occupée pendant 1 075 jours. Saliout 6 et 7 permirent donc à l'homme de véritablement vivre dans l'espace (Leonid Kizim, Vladimir Solovyov et Oleg Iourievitch Atkov y passèrent 237 jours en 1984), présence pendant laquelle furent faits des EVA, des expériences, ainsi que l'accueil d'astronautes internationaux (dont le Français Jean-Loup Chrétien qui y resta une semaine en juillet 1982).

### Navettes spatiales

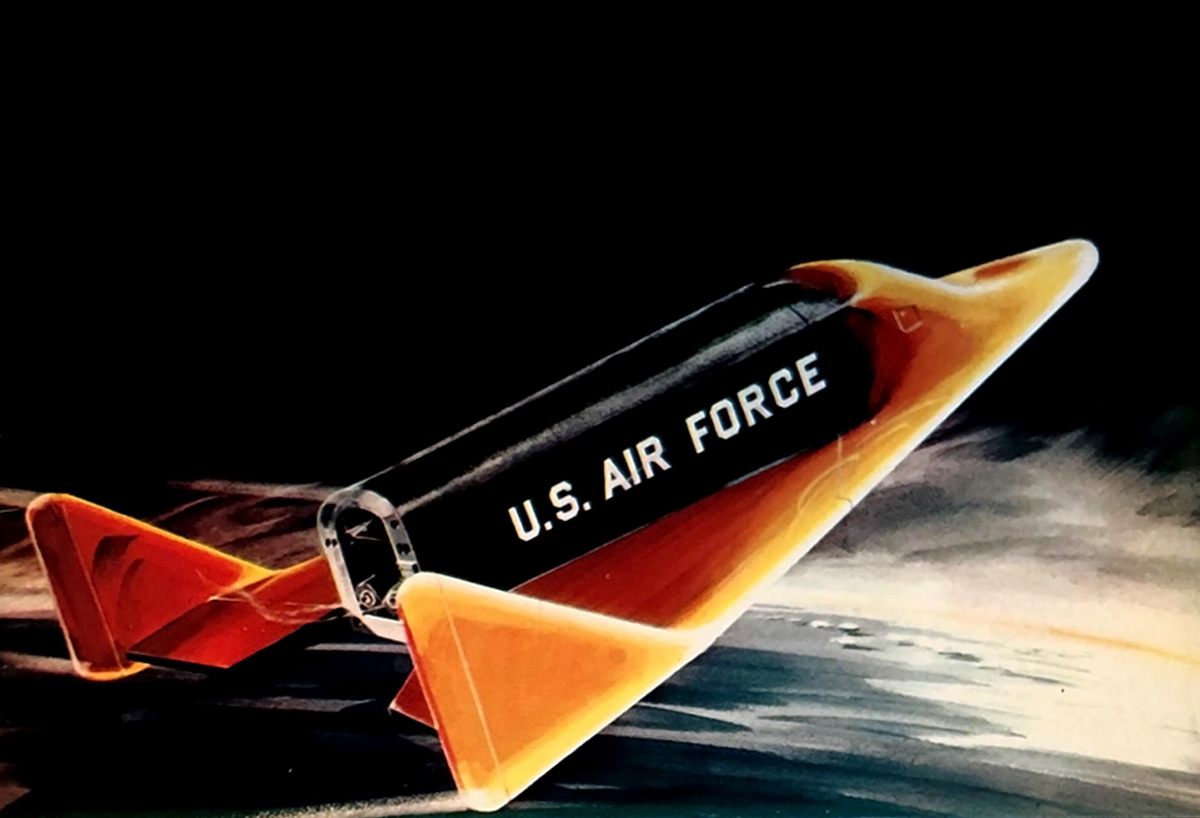
Vue d'artiste du X-20 Dyna-Soar.

Dès 1969, après Apollo 11, la NASA était consciente de la nécessité de réduire les coûts des programmes spatiaux. Une des pistes pour faire des économies était de posséder du matériel réutilisable : jusqu'alors, les fusées, capsules et vaisseaux n'étaient prévus que pour une unique utilisation. Plusieurs études avaient déjà débuté, comme pour le X-20 Dyna-Soar, une navette imaginée par l'Air Force de 1957 à 1962 qui aurait dû être lancée par un missile Titan, ou le programme Lifting Bodies de la NASA, des avions dont le fuselage devait assurer la portance (pour améliorer le ratio poids/efficacité d'emport), ou enfin le projet RT8, un avion gros porteur capable de larguer un engin spatial en altitude. Après de nombreux débats, le projet de la navette américaine fut lancé en 1972 ; le but était de diviser les coûts de lancement par 5 à 10. La navette devait être équipée d'une soute, d'un bras de manipulation, et devait être utilisable pour 100 lancements. Un grand réservoir d'hydrogène et d'oxygène liquides, ainsi que deux boosters à poudre devaient aider la navette au décollage, puis s'en détacher ; enfin, les deux boosters devaient être récupérés pour une réutilisation suivante. Pour pouvoir financer ce projet, et parce que les fusées devaient devenir obsolètes, des programmes de lanceurs conventionnels, comme l'Atlas-Centaur furent arrêtés.

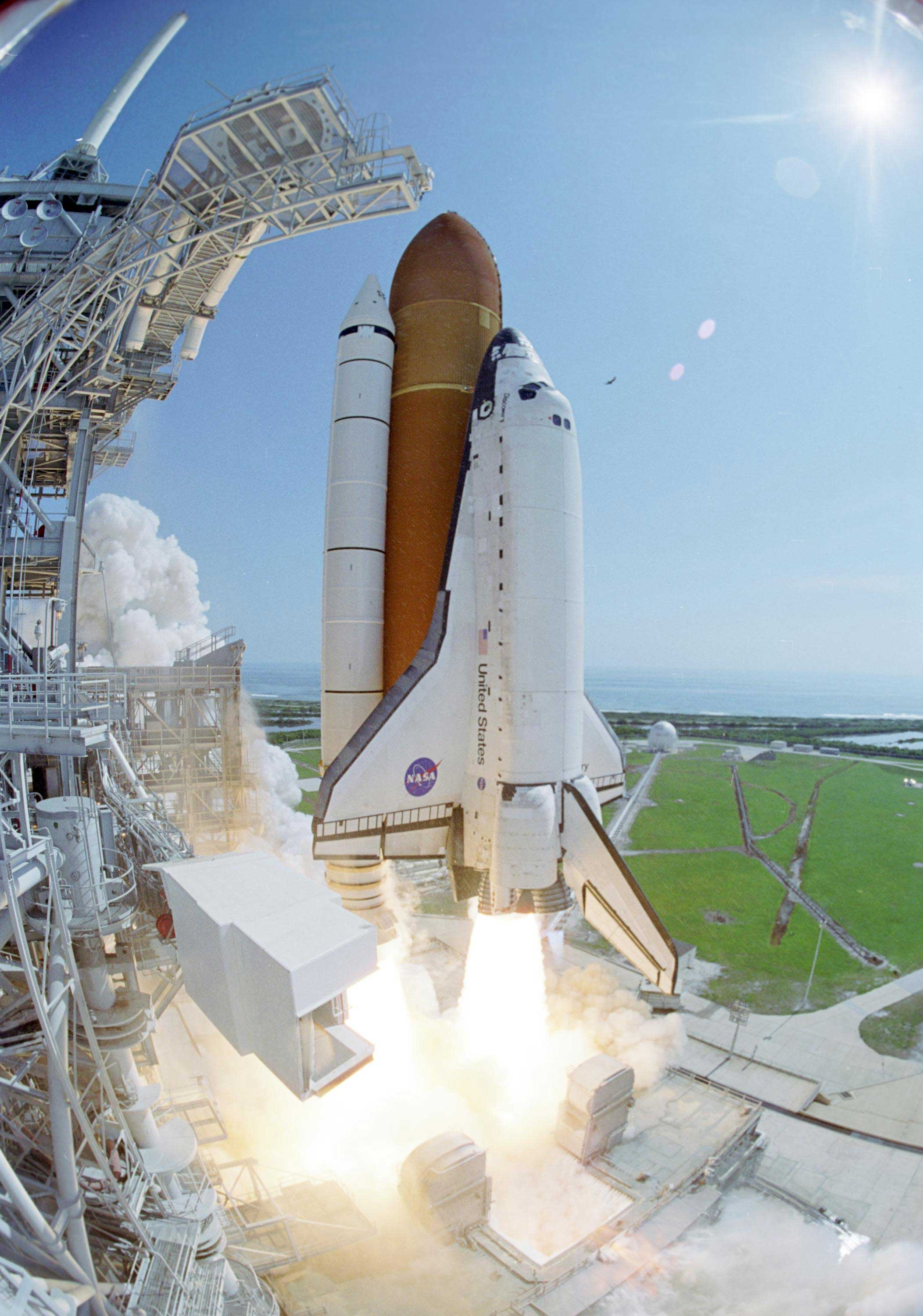
Discovery lors de la reprise des vols après la tragédie Columbia.

Le prototype Enterprise fut construit de 1974 au 17 septembre 1976, et fut testé monté sur le dos d'un Boeing 747 modifié, puis en vol libre. Finalement, la navette faisait 37,24 mètres de long, 4,9 de diamètre, 23,79 d'envergure, pesait 68,586 tonnes à vide et pouvait emporter une charge de 27,85 tonnes,. Le premier décollage fut effectué par la navette Columbia le 12 avril 1981 à 4 heures, avec John Young et Bob Crippen à bord ; elle effectua 36 orbites à 300 km d'altitude sans problème. Ce succès fut le bienvenu : les Américains n'étaient plus retournés dans l'espace depuis 1975! Columbia fut réutilisée à fin de tests le 12 novembre 1981, puis le 22 mars 1982 (pour un vol de 8 jours) et enfin le 27 juin 1982 (pour un vol de 7 jours). Son premier vol commercial eut lieu le 11 novembre 1982 ; elle s'acquitta de sa mission avec succès (mettre en orbite deux satellites de communication et accomplir des expériences scientifiques), et atterrit le 16 novembre. Après ces réussites, les autres navettes furent produites : Challenger fut prête en avril 1983, Discovery durant l'été 1984 et Atlantis en septembre 1985, et furent très utilisées par la suite. Le 28 novembre 1983, la mission STS-9 utilisa Spacelab 1, un module laboratoire pressurisé créé par l'ESA, et placé dans la soute de la navette. Une deuxième version, Spacelab 2, suivit et fut utilisée jusqu'en 1998. Lors du vol de Challenger STS-41 B parti le 3 février 1984, pour la première fois, un homme fut en orbite libre, sans aucun lien avec son vaisseau spatial : l'astronaute utilisa le MMU (Manned Maneuvring Unit), une unité autonome de 6 heures d'autonomie, qui ne fut en fait plus utilisée par la suite, à cause des risques. En avril 1984, eut lieu le premier dépannage d'un satellite dans l'espace : George Nelson et James van Hoften réparèrent Solarmax avec la navette Challenger ; en novembre, deux satellites furent ramenés sur Terre dans une navette pour révision et furent ensuite remis en orbite.

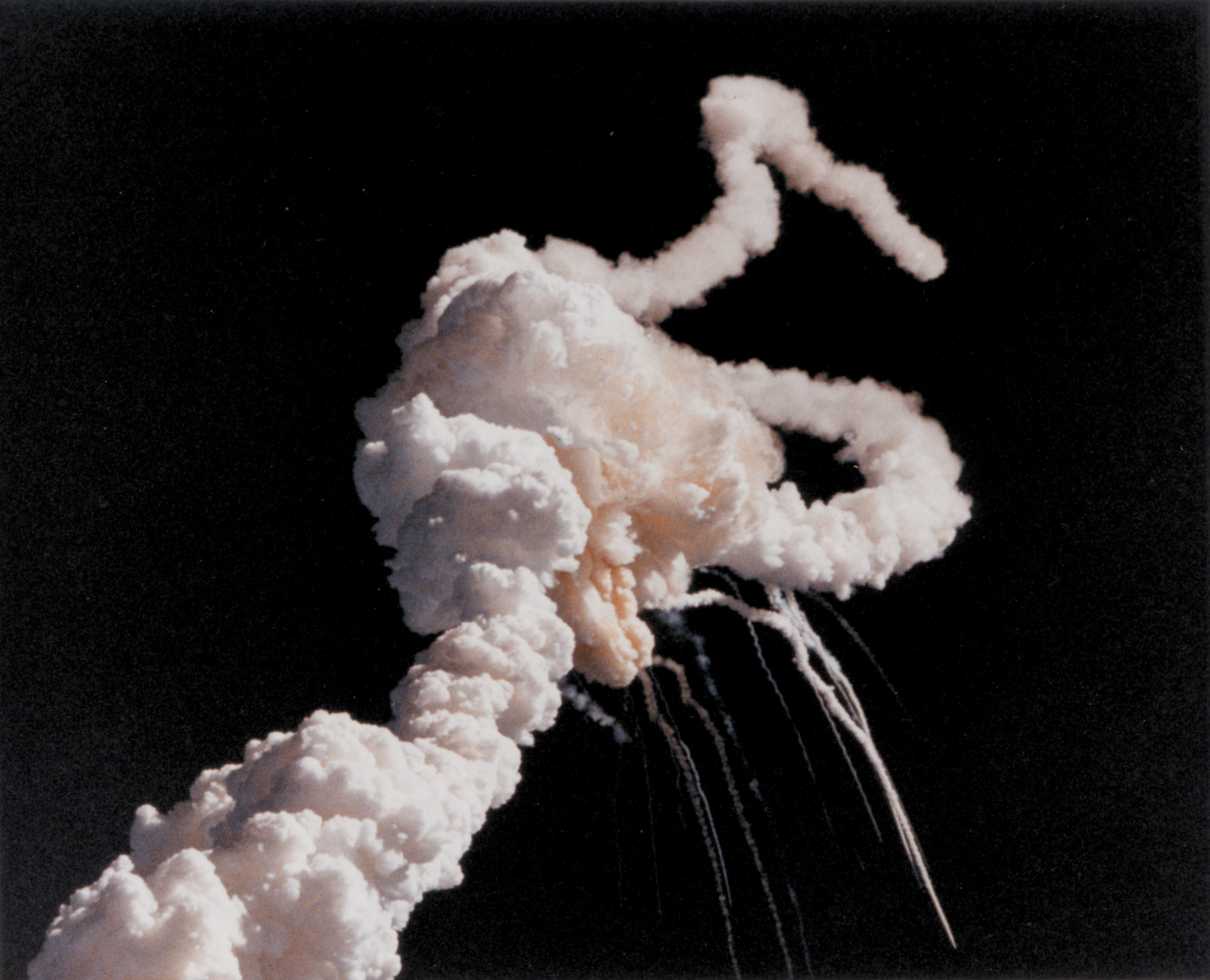
Accident de la navette Challenger.

Les succès à répétitions eurent peut-être l'effet d'endormir l'opinion publique qui voyait le vol spatial comme banal ; le retour à la réalité eut lieu le 28 janvier 1986, alors que Challenger fut lancée lors d'un temps de grand froid. Un des joints d'un booster, à cause du gel, commença à fuir lors du décollage et la flamme résultante brula la fixation du booster qui se décrocha, heurta le réservoir et la navette qui se disloquèrent. Le choc fut d'autant plus rude pour le public que ce tir était plus médiatisé que les précédents, du fait de la présence à bord de l'institutrice Christa McAuliffe à bord de la navette. Des polémiques naquirent au sujet d'une éventuelle possibilité de sauver l'équipage, sur les dysfonctionnements de la NASA, qui avait été avertie des risques de défaillance causés par le froid sur les joints, ou sur le coût du programme. En conséquence, l'US Army se retira du programme et les navettes furent interdites de vol pendant 2 ans et demi, le temps de les améliorer. James C. Fletcher, un ancien directeur de la NASA, reprit ses fonctions.
Les vols reprirent avec Discovery le 29 septembre 1988 et la navette détruite fut remplacée par Endeavour, construite en 1987 avec des pièces détachées, qui commença à voler en 1992. Un autre drame eut lieu le 16 janvier 2003, lorsque, lors du décollage, le bord d'attaque de l'aile gauche de Columbia fut endommagé par un bloc de mousse isolante du réservoir. Lors de son retour au sol, le 1er février, la navette se disloqua à cause de l'entrée de l'air brûlant dans l'aile et des forces aérodynamiques dues à une vitesse de mach 18). L'équipage fut tué et, à nouveau, une polémique eut lieu car le problème posé par les impacts des morceaux de mousse était alors courant et déjà connu par la NASA qui était devenue trop confiante à ce sujet. Les vols de navette s'arrêtèrent à nouveau, ce qui fut préjudiciable à la Station Spatiale Internationale qui en était dépendante pour son assemblage et son ravitaillement. Ce fut Discovery, le 26 juillet 2005, qui reprit les vols mais la navette connut à nouveau un problème d'impact avec de la mousse et, même s'il n'y eut cette fois aucune conséquence pour l'équipage, les vols furent à nouveau arrêtés. La dernière reprise des vols eut lieu le 9 septembre 2006 avec Atlantis.
Finalement, la navette ne se révéla pas si économique : il y eut moins de navettes construites que prévu, elles durent donc voler plus fréquemment et s'usèrent plus vite. De plus, la longévité de certains composants avait surestimée (comme son fragile bouclier thermique) ; les durées et les coûts d'entretien plombèrent la facture. Finalement, les tirs de la navette se révélèrent plus coûteux que ceux de fusées classiques.

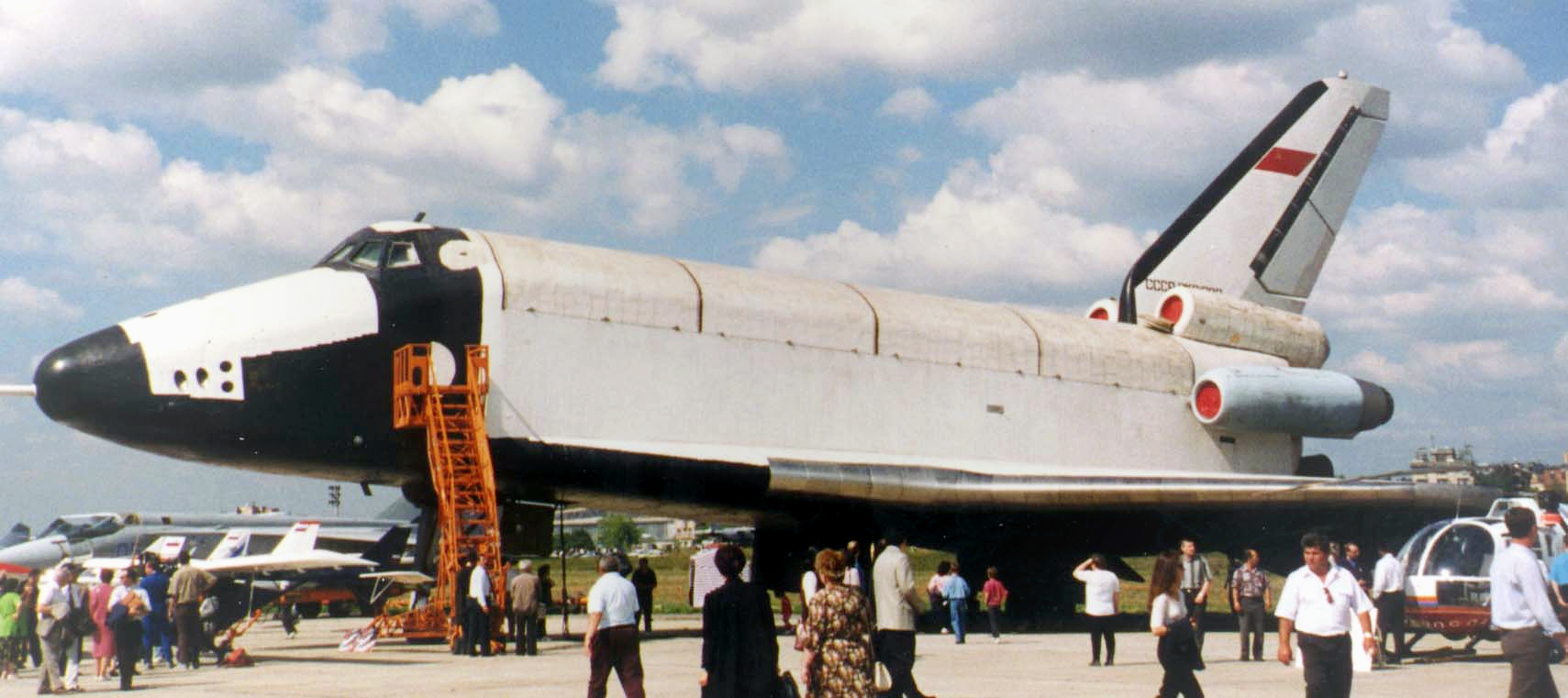
OK-GLI, un des prototypes de la navette Bourane.

En URSS, les mêmes raisons poussèrent les Soviétiques à concevoir une navette spatiale. Il y eut par exemple le projet du MiG-105 mais ce fut finalement le programme de l'orbiteur Bourane (tempête de neige en russe), qui devait permettre de mettre en orbite une charge de 30 tonnes, qui débuta en 1971. Assez ressemblant à la navette américaine, le lanceur possédait quatre boosters liquides (contre deux à poudre pour l'américaine), la navette possédait des réacteurs normaux (ceux de l'américaine sont des moteurs-fusées) et elle avait la possibilité de voler télécommandée, sans équipage. Cinq prototypes de ce nouvel orbiteur furent construits entre 1984 et 1986, à fin de divers tests. La navette OK-1.01 fut prête en 1986, transportée par AN-225 sur son pas de tir, où elle fit son unique lancement le 15 novembre 1988, à vide et télécommandée. Le vol fut un succès mais, à cause de l'effondrement de l'URSS, le programme ne put être continué. Bourane et la seconde navette OK-0.02 (nommée Buria ou Ptichka) qui était presque terminée devinrent propriétés du Kazakhstan, incapable économiquement de les utiliser. Signe de décrépitude, la navette Bourane fut détruite en 2002 lorsque le hangar dans lequel elle était stockée s'effondra…

### Fusée Ariane européenne

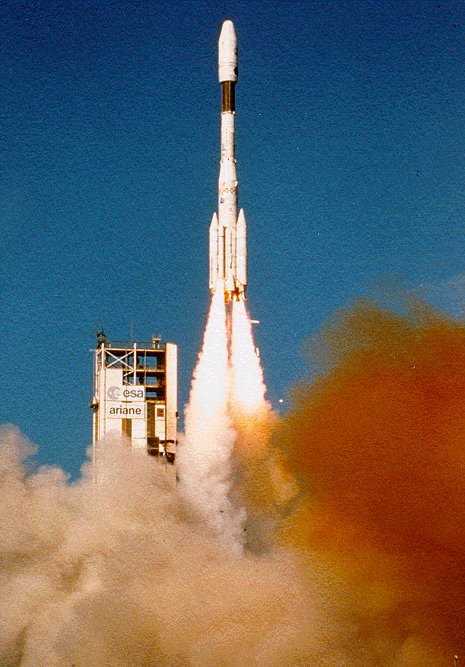
Premier vol d'Ariane 4, le 15 juin 1988.

Malgré l'échec de la fusée Europa II en novembre 1971 et l'abandon du projet Europa III, la France avait proposé la création d'un lanceur basé sur la fusée Diamant, le L3S. Les pays européens eurent du mal à se mettre d'accord : les Britanniques préféraient financer leur satellite maritime MAROTS, les Allemands leur module Spacelab emporté par la navette spatiale. De plus, à l'âge de la navette réutilisable, et à cause des propositions d'utilisation des lanceurs américains, le projet de lanceur européen ne semblait pas judicieux à certains. Pourtant, à cause des restrictions drastiques posées par les Américains en échange de l'utilisation de leurs lanceurs, comme lors du lancement du satellite Symphonie, et parce que, le 31 juillet 1973 à Bruxelles, les pays européens purent se mettre d'accord pour s'aider mutuellement à financer leurs projets, le programme Ariane put commencer.

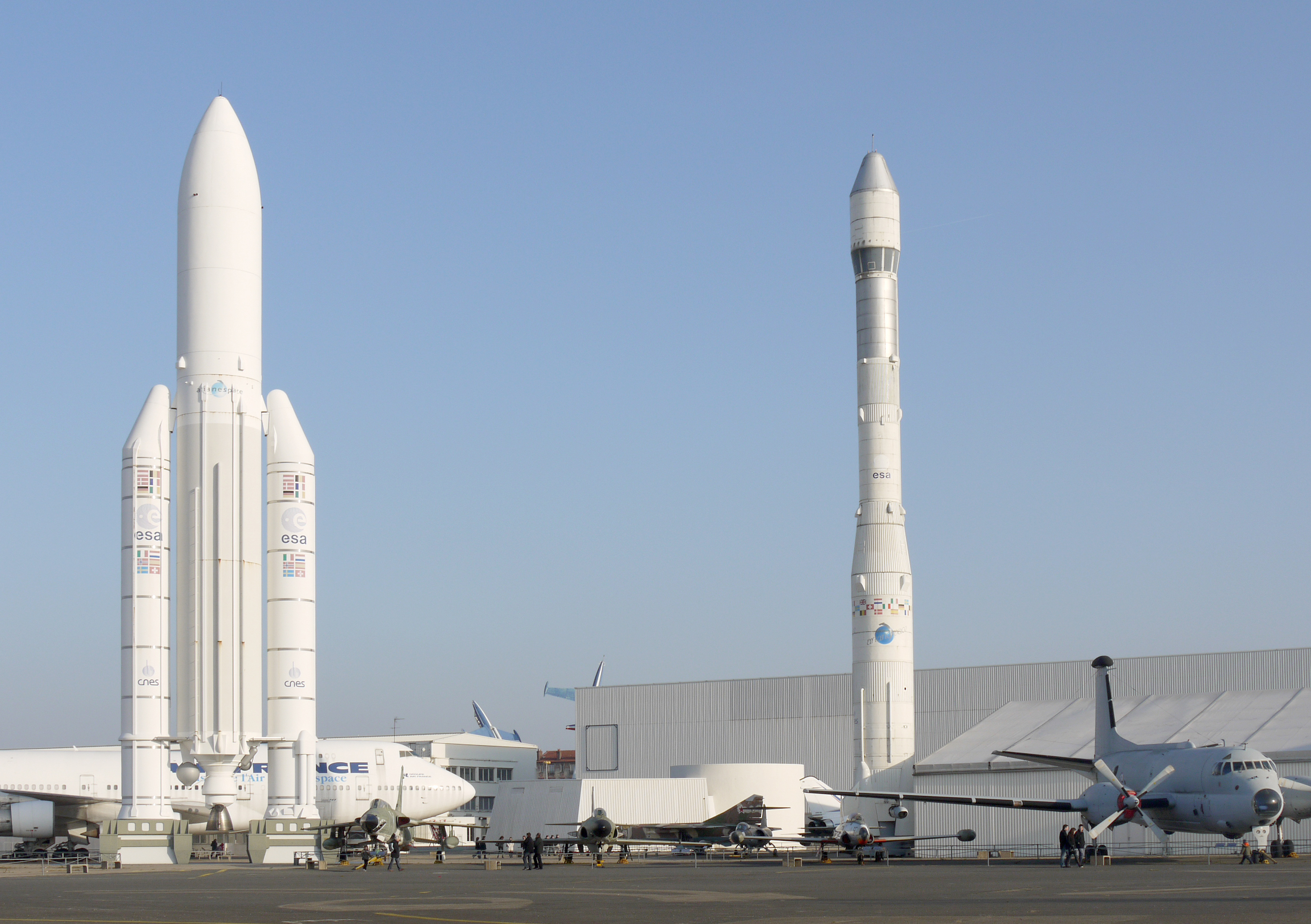
Maquettes à l'échelle 1 des fusées Ariane 1 et 5.

Ce programme, d'un coût de 2,063 milliards de francs fut principalement contrôlé et financé par la France, ce qui devait permettre d'éviter les errements dus aux problèmes de communication entre pays participants : elle assura 60 % du budget, s'engagea à payer tout dépassement de plus de 120 % du programme. En contrepartie, le CNES français fut maitre d'œuvre et l'Aérospatiale l'architecte industriel.
Les deux agences ESRO et ELDO furent fusionnées le 15 avril 1975, ce qui donna peu de temps après naissance à l'ESA (European Space Agency), constitué de onze pays (Allemagne, Belgique, Danemark, Espagne, France, Royaume-Uni, Pays-Bas, Irlande, Italie, Suède, Suisse, puis Autriche, Norvège, Finlande), plus l'aide du Canada. Les pays membres s'engageaient à verser une certaine somme pour financer le programme commun, et avaient la possibilité de financer d'autres projets spécifiques. Une société privée, Arianespace, fut créé en 1980 pour gérer et commercialiser le nouveau lanceur européen.
Le but du programme européen Ariane était d'être indépendant des technologies américaines et russes, et de pouvoir lancer un ou deux satellites gouvernementaux par an ; une importante activité commerciale n'était pas prévue. L'utilisation du pas de tir de Kourou, inauguré en 1968, fut un atout grâce à sa localisation près de l'équateur, position qui augmente les capacités de tir des fusées. La première fusée Ariane était dotée de trois étages, mesurait 47 mètres de haut, pesait 210 tonnes, et grâce à sa poussée de 240 tonnes, pouvait placer en orbite géostationnaire des satellites de 1 700 kg. Son premier essai de tir eu lieu le 15 décembre 1979, mais un problème de capteur de pression arrêta les moteurs ; un deuxième essai, le 22, fut annulé à cause d'un problème de séquence d'amorçage. Finalement, le dernier essai de tir, le 24 décembre réussit parfaitement.
La carrière de ce lanceur, commencée le 24 décembre 1979 et terminée fin 1998, fut un succès: 110 des 118 tirs réussirent, le lanceur s'octroya 50 % des parts de marché. Ariane fut donc réutilisée et modifiée, et ses versions 2, 3 puis 4 connurent la même réussite, installant l'Europe comme acteur majeur de l'économie spatiale. Un budget de 42 milliards de francs fut alloué à la création d'un lanceur totalement nouveau, Ariane 5, doté d'un nouveau moteur Vulcain, qui devait grâce à sa puissance accrue permettre de baisser les coûts et d'emporter la navette Hermès (un programme de navette française puis européenne abandonné en 1992). Ariane 5, haute de 52 mètres, pesant 718 tonnes pour 1 000 tonnes de poussée, connut un échec lors de son premier tir du 4 juin 1996, à cause d'un problème de trajectoire qui avait obligé les responsables à détruire la fusée et ses quatre satellites en vol. Il y eut d'autres problèmes au début de sa carrière, mais depuis, Ariane 5 a effectué de nombreux lancements, et a atteint une fiabilité de 95 %.

### Station russe Mir
Le projet de station spatiale Mir débuta en 1976, l'objectif était d'établir une présence constante dans l'espace. Ce fut une grande station assemblée dans l'espace, entre 1986 et 1996, autour d'un module central dérivé de Saliout 7 et d'une sphère dotée de 5 points d'arrimage. Le programme manqua d'être annulé en 1984, à cause de la concurrence du programme Bourane, mais aussi de problèmes de poids trop grand, d'un retard de son système informatique… Finalement, l'élément central, destiné à la vie et à la communication des cosmonautes, fut lancé le 20 février 1986 par une Fusée Proton. La station fut considérée comme opérationnelle le 6 mars 1986, et sa première visite eut lieu le 13 mars de la même année,. Le 6 mai, l'équipage de Mir la quitta pour rejoindre la station Saliout 7, toujours en orbite, démonta une partie de son équipement et le ramena dans la nouvelle station le 25 juin : ce fut le premier voyage entre deux stations spatiales. D'autres modules furent ajoutés au noyau primitif de Mir, chacun contenant du matériel scientifique et des équipements divers :
- le module d'astrophysique Kvant-1 (tiré le 31 mars 1987[S 82]) ;
- le module de recherche biologique et d'observation de la Terre Kvant-2 (tiré le 26 novembre 1989[S 83]) ;
- le module de recherche technologique Kristall (tiré le 20 mai 1990[S 83]) ;
- le module de géophysique Spektr (tiré le 20 mai 1995[24],[Note 29]) ;
- le module d'observation de la Terre Priroda (tiré le 23 avril 1996[24]).

L'ensemble finit par peser 140 tonnes, pour un volume habitable de 380 m3, et était donc le plus gros ensemble spatial ayant jamais existé. La présence de cette station dans l'espace permit le début d'échanges internationaux constants : la navette US fut utilisée pour amener du ravitaillement et des hommes (son premier arrimage eut lieu le 29 juin 1995), et Mir fut habitée par des équipages provenant de plusieurs pays différents. En tout, 30 Soyouz, 22 cargos Progress, 9 missions de la navette ont amené 84 astronautes différents. La station participa aussi à la première grande publicité spatiale, quand en 1996, la société Pepsi Cola paya un million de dollars pour qu'une cannette gonflable géante de son produit soit déployée dans l'espace. D'autres entreprises paieront pour profiter de la station comme support publicitaire…
En février 1997, un incendie se déclara dans Kvant 1 ; il n'y eut pas de dommages graves et l'équipage s'en tira sain et sauf. Mais quelques mois plus tard, le 25 juin 1997, un vaisseau Progress percuta accidentellement le module Spektr lors d'un test : le module se dépressurisa et perdit un panneau solaire. Irrécupérable, il fut condamné en catastrophe.
La station finit par être jugée trop vieille et demandant trop de maintenance. Les coûts du programme étaient d'autant plus grands pour la Russie qu'elle était en difficulté économique, alors qu'elle était engagée dans le programme de la station spatiale internationale dont le budget enflait. Malgré tout, les financements par les pays étrangers participant aux missions, ainsi que celles dérivées des publicités avaient allégé la note pendant un temps.
La station fut donc désorbitée, et retomba sur terre le 23 mars 2001, entre la Nouvelle-Zélande et le Chili.
Finalement, Mir fut une grande réussite, un projet international qui fut le premier pas vers une présence de vie constante dans l'espace : elle resta 5 511 jours (15 ans) en orbite, fut habitée pendant 4 594 jours, par 88 cosmonautes différents de douze nations, et permit de faire environ 23 000 expériences scientifiques.

### Éveil de la Chine
Le premier satellite chinois, Dong Fang Hong I, fut lancé avec succès le 24 avril 1970 par une fusée Chang Zheng (Longue Marche) conçue par Qian Xuesen. À l'instar de Spoutnik 1, ce satellite diffusait par radio le chant révolutionnaire L'Orient est rouge. Le lanceur Longue Marche fonctionna suffisamment bien pour qu'il soit utilisé commercialement; le 7 avril 1990, la Chine signa son premier contrat commercial pour le satellite Asiasat-1.
Au début des années 1990, un programme de vol habité fut mis en place, avec l'aide de la Russie : le vaisseau spatial Shenzhou fut conçu, inspiré par le Soyouz russe. Il est constitué d'un module orbital (pour le vol dans l'espace), d'un module de service (contenant les moteurs et les appareillages), ainsi que d'un module de descente (pour le retour sur terre). Le premier vol de ce vaisseau, inhabité, eut lieu le 20 novembre 1999 et fut un succès. Il fut suivi par trois autres vols d'essais tout aussi réussis. Le 15 octobre 2003, Shenzhou 5 décolla en emmenant Yang Liwei, faisant de lui le premier taïkonaute (il effectua 14 orbites en 21 heures), et faisant de la Chine le troisième pays après les États-Unis et la Russie à envoyer un homme dans l'espace par ses propres moyens. Shenzhou 6 suivit deux ans plus tard, et fut mis en orbite avec deux hommes d'équipage le 10 octobre 2005. Une nouvelle étape fut franchie le 27 septembre 2008, lorsque les taïkonautes de Shenzhou 7 effectuèrent avec succès une sortie extra véhiculaire.
La première station spatiale chinoise, Tiangong 1 est lancée en septembre 2011, il s'agit d'un module d'essai. En juin 2012, Liu Yang, la première taïkonaute féminine chinoise, réalise un amarrage manuel à la station Tiangong 1, pour la première fois dans le programme spatial chinois. Le 15 septembre 2016, la station Tiangong 2 est lancée. Les taïkonautes partent la rejoindre un mois après, le 17 octobre 2016. Tiangong 2 est désorbitée en juillet 2019.

### Dans le reste du monde

#### Japon
Le 9 septembre 1975, le Japon mit sur orbite le satellite Kiku, grâce à la fusée N-1 de la NASDA. Les succès continuèrent entre 1970 et 1990, avec entre autres l'envoi sur la comète de Halley des sondes Sakigake et Suisei en 1986. En 1990, le premier Japonais à aller dans l'espace fut le journaliste Toyohiro Akiyama, à qui la chaine de télévision TBS avait payé la place à bord d'un Soyouz TM-11 et de la station Mir. Premier journaliste de l'espace, il y fit plusieurs émissions en direct. Le deuxième Japonais fut Mamoru Mohri, un spationaute officiel de la NASDA, qui participa à la mission SpaceLab J.
Les réussites des années 1970-1980 laissèrent place à une série d'échecs dans les années 1990, comme Nozomi, une sonde martienne qui rata sa mise en orbite. Les différentes agences spatiales furent donc fusionnées, pour donner naissance en 2003 à l'Agence d'exploration aérospatiale japonaise (JAXA). Cette fusion mit un terme au projet HOPE-X (H-II Orbiting Plane), concernant un avion spatial japonais.

## Missions scientifiques et exploration planétaire

### Télescopes

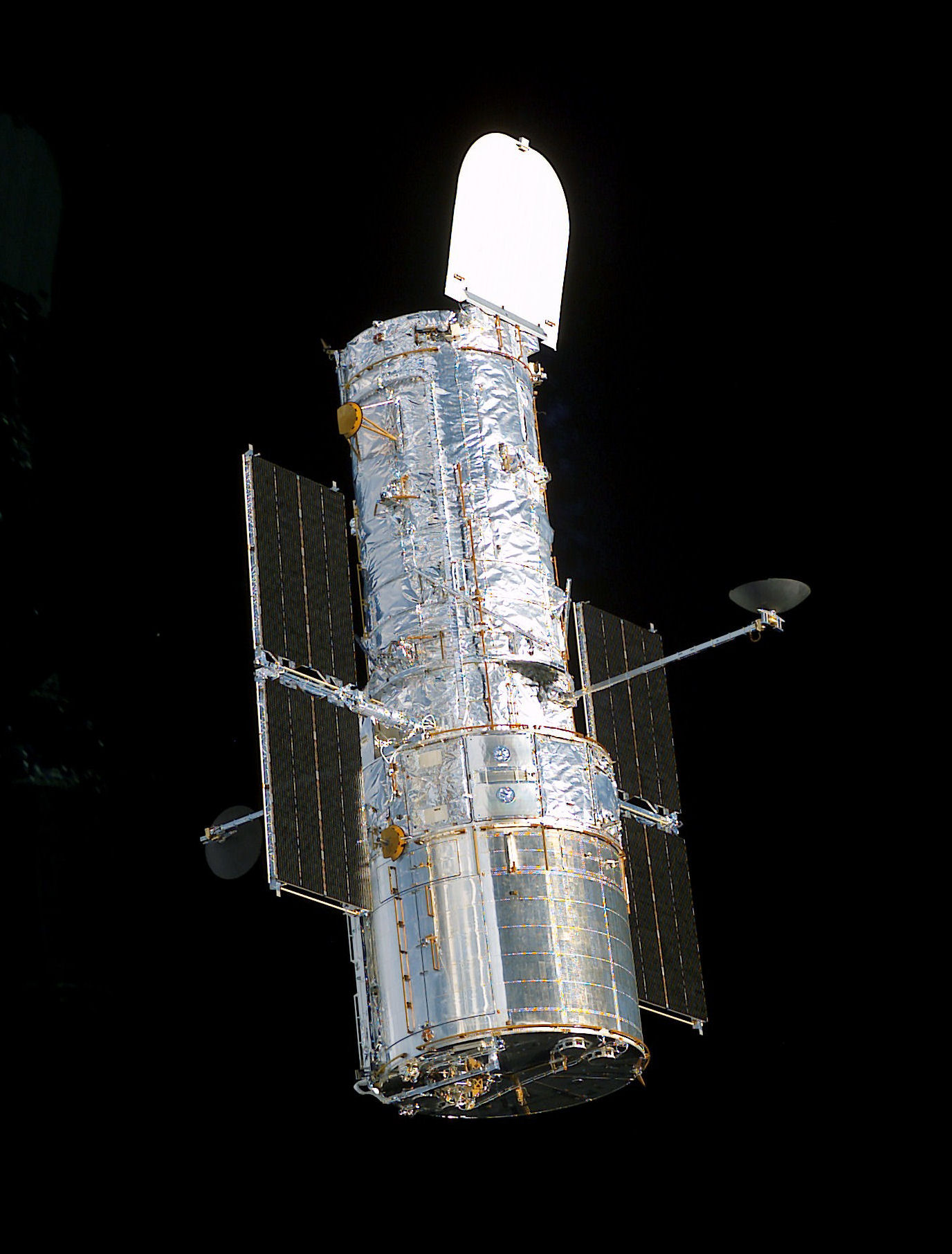
Le télescope spatial Hubble.

L'observation du ciel depuis le sol terrestre est perturbée par l'atmosphère, qui fait perdre beaucoup de précision aux images en déviant les rayons lumineux. Pour parer à l'effet des turbulences atmosphériques, les télescopes au sol peuvent être équipés d'optique adaptative, mais le moyen le plus simple de s'affranchir de l'atmosphère est d'envoyer le télescope dans l'espace. De plus l'atmopshère bloque certaines longueurs d'onde comme l'infrarouge ; l'utilisation d'un télescope spatial pour l'astronomie dans ces longueurs d'onde est alors nécessaire.

#### Débuts
De nombreux instruments d'observation furent envoyés dans l'espace ; il y eut parmi eux la famille des satellites OAO, lancés entre 1966 et 1972, dont le deuxième exemplaire fut le premier observatoire ultraviolet, SAS-1 puis SAS-2, lancés par la NASA les 12 décembre 1970 et 15 novembre 1972, qui furent respectivement les premiers observatoires à rayons X et à rayons gamma, IRAS (Infrared Astronomical Satellite), lancé le 25 janvier 1983, qui fut le premier télescope infrarouge.

#### Hubble Space Telescope
Hubble, du nom d'Edwin P. Hubble, est un télescope spatial doté d'un miroir de 2 mètres de diamètre, observant dans le spectre de lumière visible, conceptualisé par Lyman Spitzer, et qui est le fruit de l'association entre la NASA et l'ESA. Il fut mis en orbite par la navette américaine Discovery le 25 avril 1990 lors de la mission STS-31, des missions de maintenance ultérieures étant prévues par le projet (le satellite était conçu pour pouvoir recevoir de nouveaux instruments de détection). Les premières images furent décevantes car un problème de calibrage d'un miroir déformait la prise des images. Heureusement, fin 1993, Hubble put être réparé en orbite par l'équipage d'une navette ; ce fut l'occasion d'une sortie extra-véhiculaire d'une durée de 6 à 7 heures lors de STS-61. Le résultat de l'opération fut flagrant, et Hubble commença à fournir des images spectaculaires.
Hubble est le symbole de l'astronomie spatiale bien que n'étant pas le plus grand des télescopes en orbite, situé derrière Herschel et ses 3,5 mètres de diamètre et le télescope spatial James Webb, qui a un miroir principal 3 fois plus grand que celui d'Hubble. Le JWST observe cependant en lumière infrarouge, contrairement à Hubble, et à l'image de Spitzer.

#### Astronomie visible
Si Hubble est le télescope le plus symbolique, d'autres télescopes spatiaux observent en lumière visible, mais pour des objectifs plus spécifiques, comme la recherche d'exoplanètes, grâce à des instruments dédiés. L'astronomie spatiale en lumière visible a démarré plus tard car elle représente, avec l'astronomie radio, le seul domaine de longueurs qui ne pose presque aucun problème lorsque l'on observe depuis le sol. La nécessité de télescopes spatiaux fut donc secondaire. De plus étant donné la polyvalence d'Hubble, qui est toujours actif, de nouveaux télescopes spatiaux n'ont pas apparu utiles aux yeux de la communauté scientifique.
La première mission d'astronomie visible est Hypparcos de l'ESA, lancé en 1989, bien après les premiers télescopes spatiaux d'autres longueurs d'onde. La mission d'Hypparcos était de cartographier les étoiles, et d'établir le catalogue astronomique le plus complet jusqu'alors, en y répertoriant la position de ces étoiles et leur vitesse par rapport au soleil.
8 observatoires spatiaux capables d'observer la lumière visible ont été lancés au total. Parmi eux COROT (2006) et Kepler (2009) qui ont pour but de détecter des exoplanètes.
Aujourd'hui, avec Hubble, l'astronomie visible est représentée par Gaïa, qui a élaboré la cartographie la plus complète du ciel à ce jour[Quand ?] avec un catalogue de plus de deux milliards d'étoiles avec leur mouvement respectif. Un tel catalogue a permis aux chercheurs de mieux comprendre la dynamique de notre galaxie ainsi que sa formation.

#### Astronomie infrarouge
Les rayons infrarouges sont bloqués par l'atmosphère terrestre, il est donc impossible d'observer l'émission de lumière infrarouge provenant de sources célestes depuis le sol. Au cours du XXe siècle, le problème de la matière noire voit le jour, et il est d'abord expliqué par l'hypothèse selon laquelle la matière noire serait composée d'objets froids, comme des naines brunes, et donc émettant leur lumière exclusivement dans l'infrarouge, ce qui aurait été impossible à détecter sur Terre. Ceci a entre autres, motivé la conception d'un observatoire infrarouge spatial, et de manière plus générale, la compréhension de l'univers froid.
En 1983 est lancé le premier télescope infrarouge, IRAS de la NASA. Il aura permis de mettre en évidence la présence de poussière et de mieux comprendre le milieu interstellaire.
10 missions ont été lancées pour l'astronomie infrarouge avec notamment Spitzer de la NASA en 2003 ainsi que Herschel de l'ESA et NASA en 2009.
En 2021, le James Webb Space Telescope est devenu le plus grand télescope spatial, et par la même le plus grand télescope infrarouge. Son rôle est aussi polyvalent qu'Hubble, de la compréhension de la cosmologie à la caractérisation des exoplanètes en passant par la formation et l'évolution des premières galaxies.

#### Astronomie en rayons X
Uhuru est le premier satellite lancé spécifiquement dans le but de faire de l'astronomie en rayons X, en 1970. Uhuru a été à l'origine de plusieurs grandes avancées scientifiques, comme la découverte et l'étude détaillée de binaires X. Il a également permis de dresser le premier catalogue des sources célestes de rayons X.
Le premier télescope extra-atmosphérique fut embarqué dans le laboratoire Einstein, lancé en 1978.
Parmi les satellites observant en rayons X, on peut citer ROSAT, ASCA observatory et BeppoSAX.

Les satellites plus récents comprennent l'observatoire XMM-Newton (rayons X plutôt mous, de 0,1 à 15 kiloélectron-volts), le satellite INTEGRAL (rayons durs de 15 à 60 kiloélectron-volts), lancés par l'ESA. La NASA a lancé le Rossi X-ray Timing Explorer et les observatoires SWIFT et Chandra.

#### Astronomie en rayons gamma
Plusieurs télescopes à rayons gamma ont été mis en orbite, permettant d'observer les phénomènes extrêmes de l'univers. On peut citer le télescope spatial Compton Gamma-Ray Observatory (CGRO) : lancé en 1991, il a été un pionnier dans l'observation des rayons gamma.
Le télescope spatial Fermi, lancé en 2008, est conçu pour détecter les rayons gamma à des énergies élevées et étudier des phénomènes tels que les sursauts gamma, les pulsars et les trous noirs.T

#### Futur de l'astronomie spatiale
Aujourd'hui les télescopes au sol ou spatiaux peuvent couvrir dans leur ensemble toutes les longueurs d'onde du spectre électromagnétique. Pour poursuivre la compréhension des phénomènes astrophysiques, l'avenir est à l'astronomie multi-messager. Des missions comme SVOM prévoient d'observer le ciel en longueurs d'onde gamma et en rayons X avec une seule sonde. Ces techniques de télescopes hybrides permettront de mettre en corrélation les différents résultats de chaque longueur d'onde pour mieux comprendre un phénomène.

### Sondes solaires
L'étude moderne du Soleil a commencé bien avant le début de l'ère spatiale, avec la naissance de la spectrométrie, la compréhension de la physique de la couronne solaire et les coronographes. La compréhension de la physique solaire connut un second souffle dans la première moitié du XXe siècle avec l'essor de la physique nucléaire et de la physique quantique, nécessaires pour décrire l'évolution au cœur du soleil et des étoiles.
Malgré les découvertes, la surface du soleil et sa couronne restent encore mal comprises, entre autres nombreuses questions. Pour cela, la nécessité d'observer en permanence et de plus près le Soleil a vu le jour avec l'exploration spatiale.
Le premier observatoire solaire spatial se situe sur la station spatiale américaine Skylab. Pour la première fois, le soleil peut être étudié dans des longueurs d'onde inaccessibles sur Terre, à cause de l'atmosphère, comme les infrarouges ou les rayons X. Plusieurs télescopes spatiaux se succéderont jusqu'au Solar Dynamics Observatory en activité aujourd'hui.
L'autre moyen d'explorer le soleil est d'y envoyer des sondes au plus près de sa surface. Deux sondes ont été lancées dans ce but : Parker Solar Probe de la NASA et Solar Orbiter de l'ESA. Ces missions ont pu s'approcher à quelques dizaines de millions de kilomètres à peine du Soleil grâce à leurs orbites très excentriques. Contrairement à une sonde en orbite autour d'une planète, ces orbites très elliptiques ne permettent de s'approcher de la surface que lors du périhélie ; une orbite circulaire aussi proche de la surface consommerait énormément de carburant et exposerait trop longtemps les sondes au rayonnement et à la chaleur extrême qui règne à ces altitudes.

### Exploration de Mars
Mars fut la cible de beaucoup de missions, mais celles-ci furent souvent des échecs. Elle reste la planète la plus explorée après la Terre. Elle est suffisamment proche pour permettre d'y envoyer facilement des missions, mais contrairement a Vénus, son atmosphère est bien plus clémente pour les sondes robotisées. Mercure quant à elle est trop proche du soleil, les trajectoires pour atteindre la planète sont bien plus gourmandes en carburant. De leur côté, les géantes gazeuses du système solaire externes sont bien plus éloignées et nécessite comme Mercure le recours à l'assistance gravitationnelle.

#### Débuts

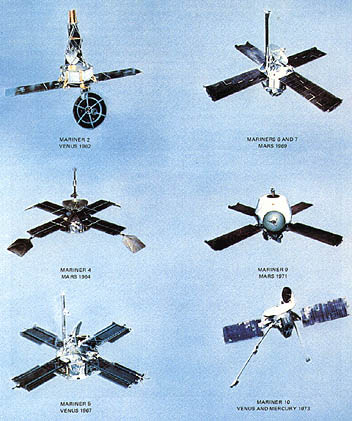
Les différentes sondes Mariner.

Les Soviétiques lancèrent différentes sondes, qui toutes connurent des problèmes et finirent en fiasco : Marsnik-1 puis Marsnik-2, lancés les 10 et 14 octobre 1960, Spoutnik 22 lancé le 24 octobre 1962, Mars 1 lancé le 1er novembre 1962, et Spoutnik 24 lancés le 4 novembre 1962 furent tous des échecs. Les États-Unis connurent aussi des difficultés, avec Mariner 3, lancé le 5 novembre 1964, qui ne put se séparer du dernier étage de son lanceur.
Les premières réussites eurent lieu, le 14 juillet 1965 : à la suite de son tir du 28 novembre 1964, Mariner 4 prit 21 photos à 10 000 km de distance de Mars et ses instruments révélèrent l'absence de champ magnétique, ainsi qu'une atmosphère plus fine que prévu. Suivirent Mariner 6 et 7 lancées les 24 février et 27 mars, prirent encore plus de photos à environ 3 400 kilomètres de la surface de la planète, clichés qui révélèrent, contrairement aux récits abondants de science-fiction, que Mars est un désert…
Les Soviétiques, eux, continuèrent sur leur série d'échecs : Zond 2, le 30 novembre 1964, puis les orbiteurs Mars 1969A et Mars 1969B lancés les 27 mars et 2 avril 1969 ratèrent leurs missions, suivis par Cosmos 419, le 10 mai 1971.
Si les rares réussites martiennes n'avaient consisté jusque-là qu'en des survols, un pas fut franchi lorsque Mariner 9, lancée le 30 mai 1971, se mit en orbite le 14 novembre de la même année, devenant le 1er satellite artificiel de la planète Mars. La sonde permit à la NASA de découvrir le visage complet de la planète car les anciennes sondes n'en avaient vu qu'une partie : Mariner 9 découvrit certains de ses éléments les plus caractéristiques comme l'Olympus Mons, le plus haut volcan du Système solaire, Valles Marineris, de grands canyons de 4 000 kilomètres de long, ainsi que des structures géologiques tendant à attester d'une présence d'eau à une certaine période. Cette dernière question concernant l'eau va longtemps rester en débat par la suite.

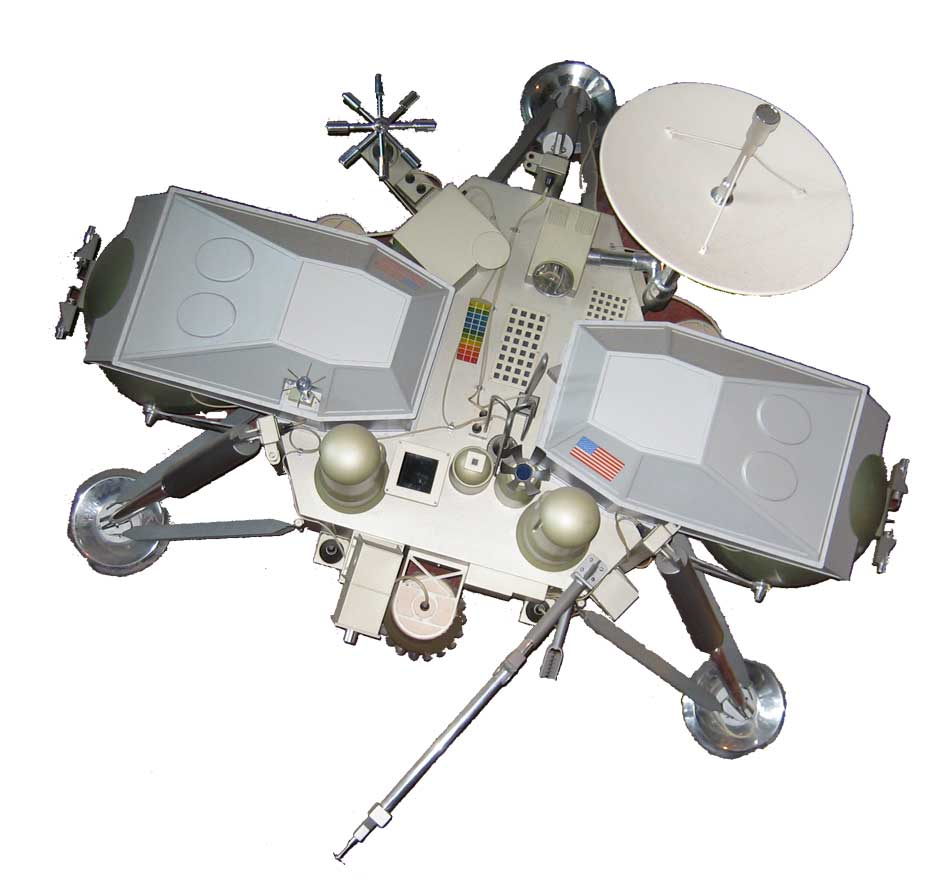
Maquette d'un atterrisseur Viking.

Les Soviétiques connurent des réussites en demi-teinte : les sondes Mars 2 et 3 lancées les 19 et 28 mai 1971 furent mises en orbite mais leurs atterrisseurs connurent des problèmes : celui de Mars 2 s'écrasa et celui de Mars 3 devint muet 29 secondes après son atterrissage. Mars 3 fut malgré tout la première sonde à atterrir sur le sol martien et les équipements restés en orbite de Mars 2 et 3 collectèrent tout de même des données. Les sondes suivantes, lancées en 1973, Mars 4, 5, 6 et 7 furent toutes des échecs pour causes diverses : orbites manquées, problèmes techniques, pertes de communication. À nouveau, en 1988, les missions des sondes Phobos 1 et 2 ratèrent…
L'étape suivant logiquement la mise en orbite était la descente sur la planète. Les sondes Vikings 1 et 2 furent donc des orbiteurs emmenant des modules de descente équipés de laboratoires scientifiques. Leurs tirs eurent lieu les 20 août et 9 septembre 1975 ; elles furent mises en orbite les 19 juin et 7 août 1976, et leurs atterrisseurs touchèrent le sol martien les 20 juillet et 3 septembre 1976, avec succès. Les photos, révélant des détails de l'ordre de quelques centimètres, permirent de découvrir un sol martien rougeâtre et très caillouteux ; des mesures diverses furent prises et les expériences biologiques ne donnèrent pas de résultats concrets.

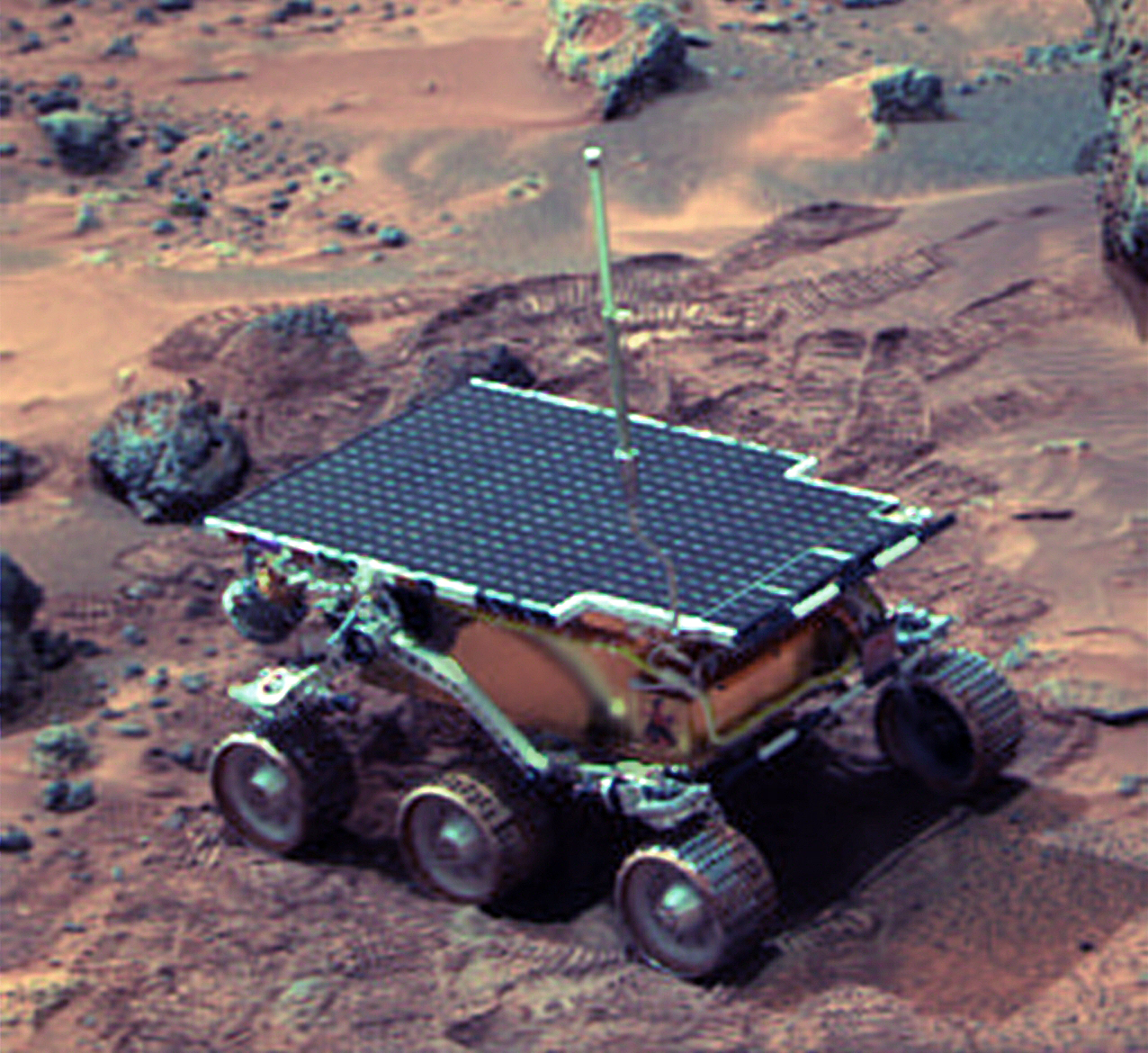
Le robot Sojourner sur Mars.

#### Années 1980-90
La décennie 1980 et le début des années 1990 furent pauvres en missions martiennes ; au cours des années 1980, le programme de la navette spatiale provoqua des coupes budgétaires, causant l'arrêt de certains projets. La sonde américaine Mars Observer, lancé en septembre 1992, fut un échec à cause d'une perte de contact radio. Du côté russe, en 1996, Mars 96, un projet très important, ne put s'échapper de l'attraction terrestre et retomba dans la Pacifique. L'échec suivant fut subi par le satellite japonais Nozomi, qui embarquait de l'équipement canadien ; il connut une série continue de problèmes divers qui menèrent la mission à l'échec.
La deuxième moitié des années 1990 vit le début d'une série de sondes destinées à Mars, ainsi que le début de la fin de la « malédiction de mars » et des échecs successifs des missions. Le 4 juillet 1997, la sonde Mars Pathfinder atterrit sur la planète rouge et son robot mobile d'exploration Sojourner la parcourut pendant 83 jours martiens (soit 81 jours terrestres), plus que la durée prévue initialement, il devient ainsi le premier rover martien.
En même temps, le 12 septembre 1997, Mars Global Surveyor fut mis orbite ; ce fut une nouvelle réussite car la sonde envoya ses données pendant sept ans et demi alors qu'elle n'était prévue que pour un an et demi. Pour autant, les problèmes n'étaient pas terminés ; Mars Climate Orbiter s'écrasa le 23 septembre 1999 à la suite d'une confusion sur l'unité de mesure à utiliser pour contrôler son atterrissage. Sa sœur, Mars Polar Lander devint muette le 3 décembre de la même année alors qu'elle entrait dans l'atmosphère martienne. Les missions suivantes, Mars Odyssey en 2001 puis Mars Express de l'ESA en 2003, furent plus réussies et trouvèrent respectivement de grandes quantités d'hydrogène aux pôles et de méthane dans l'atmosphère.

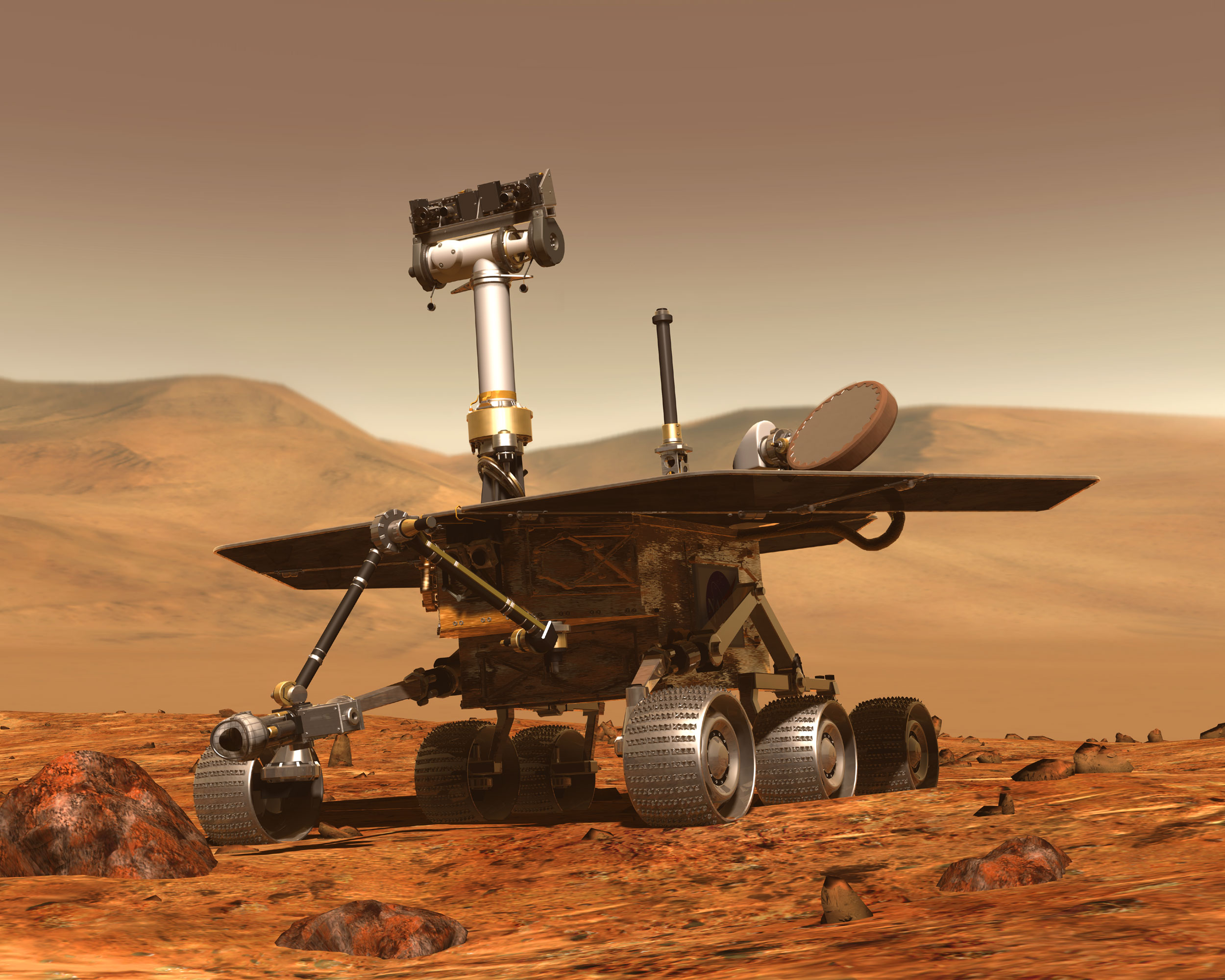
Vue d'artiste d'un Mars Exploration Rover.

#### XXIesiècleet grandes missions au sol
Deux robots mobiles d'exploration (Mars Exploration Rover, MER), nommés Spirit et Opportunity furent envoyés par la NASA vers Mars et y atterrirent les 4 et 25 janvier 2004 ; leur but était entre autres de rechercher des traces d'eau. Malgré des résultats peu probants sur ce point, la mission fut une réussite : les deux robots fonctionnaient encore quatre ans après leur arrivée.
Pour remplacer Mars Global Surveyor, Mars Reconnaissance Orbiter (MRO) fut lancé le 12 aout 2005, il est équipé de caméra haute précision, de radar et de spectromètres.
Phoenix est lancée en 2007 et servira de précurseur pour la mission InSight de 2018. Entretemps, la sonde MAVEN est lancée en 2014 pour étudier l'échappement atmosphérique de la planète.
Le rover Curiosity est lancé en 2011 et est le premier à utiliser un « skycrane », un système de grue volante (grâce à des rétrofusées). Son successeur, Perseverance est lancé en 2020 et atterrit avec succès le 18 février 2021. Elle devient la première étape du programme Mars Sample Return pour ramener pour la première fois des échantillons martiens. Perseverance amène avec lui l'hélicoptère Ingenuity, qui deviendra le premier engin à effectuer un vol propulsé depuis le sol d'une autre planète.
La Russie retente l'exploration de Mars avec Phobos-Grunt en 2011, emportant la première mission chinoise, Yinghuo-1, mais la mission est encore un échec. Elle collaborera avec l'Europe pour la mission ExoMars, avec l'atterisseur Schiaparelli qui s'écrase sur Mars.
2020 voit le lancement de la sonde Hope des Émirats Arabes Unis ainsi que de la première mission chinoise interplanétaire, Tianwen-1. Ces deux missions sont un succès.

### Exploration de Mercure
Mercure, étant donné sa proximité avec le soleil, est une cible difficile d'accès. En effet la proximité avec le puits gravitationnel du soleil rend extrêmement gourmand en delta-v, et donc en carburant, toute trajectoire vers la planète. Ainsi seules trois missions ont été tentées vers Mercure.
Mariner 10 est lancée en premier en 1973. Elle effectue trois survols de la planète entre 1974 et 1975, avant d'être abandonnée en orbite héliocentrique. 45 % de la surface de Mercure parvient à être cartographiée.
30 ans plus tard en 2011, la sonde MESSENGER, lancée en 2004, arrive à se positionner en orbite de la planète. Mercure est alors entièrement cartographiée. La sonde s'écrase sur le sol de la planète le 30 avril 2015.
L'agence spatiale européenne a lancé en collaboration avec la JAXA la mission BepiColombo en 2018. L'orbiteur devrait arriver autour de Mercure en 2026.

### Exploration du système solaire externe
L'exploration du système solaire externe est compliquée du fait des incréments de vitesse nécessaire pour atteindre les trajectoires requises. Pour cela, les différentes missions ont utilisé le principe de l'assistance gravitationnelle. La première mission à explorer cette zone du système solaire est Pioneer 10 qui survole Jupiter en 1973, puis Pioneer 11 qui survole Jupiter et Saturne.
Le programme Voyager prend le relais du programme Grand Tour abandonné. Voyager 1 et 2 sont lancées en 1977, la première survolant Jupiter puis Saturne en 1979 et 1980 ; la seconde survolant Jupiter, Saturne, Uranus et Neptune respectivement en 1979, 1981, 1986 et 1989.
Galileo est lancée en 1989 pour étudier et orbiter Jupiter en 1995. Elle étudiera notamment Encelade et découvrira son océan d'eau sous sa surface. Puis vient l'ambitieuse mission Cassini-Huygens, lancée en 1997 qui survole Jupiter en 2000 et se met en orbite de Saturne en 2004. La sonde Cassini continuera d'orbiter et d'étudier le système saturnien jusqu'au 15 septembre 2017 lorsqu'elle finit sa course dans l'atmosphère de la géante gazeuse. L'atterrisseur Huygens atterrit sur la lune Titan le 14 janvier 2005.
New Horizons est lancée en 2006 et survole Jupiter en 2007 pour s'élancer vers Pluton qu'elle atteindra en 2015. La sonde fournit des images inédites et détaillées de la planète naine ainsi que de sa lune Charon. Elle continue sa course vers l'extérieur du système solaire et survole Arrokoth en 2019.
Juno est enfin la dernière mission en date, lancée en 2011, et orbite actuellement autour de Jupiter sur une orbite elliptique afin d'en étudier plus précisément sa haute atmosphère.

### Exploration des petits corps
Plusieurs sondes sont parties explorer des corps mineurs afin d'en apprendre plus sur la formation du système solaire ainsi que l'apparition de l'eau et de la vie sur Terre. L'URSS envoie pour la première fois une sonde survoler une comète, la comète de Halley, avec Vega 1 lancée en 1984.
Le japon lance Hayabusa 1 et 2 en 2003 et 2014 pour aller récolter les échantillons des astéroïdes Itokawa et Ryugu, respectivement. Ces échantillons rentrent avec succès sur Terre le 13 juin 2010 pour Hayabusa 1 et le 5 décembre 2020 pour Hayabusa 2.
Entretemps, l'Europe lance Rosetta et le petit atterrisseur Philae en 2004, qui viendra se poser sur la comète Tchouri le 12 novembre 2014. Les Américains lancent la sonde Dawn en 2007 pour aller étudier les astéroïdes Vesta et Cérès, puis OSIRIS-REx en 2016 pour aller récolter les échantillons de l'astéroïde Bennu, ce qui est effectué le 20 octobre 2020. OSIRIS-REx doit ramener ses échantillons sur Terre d'ici 2023.

## Aujourd'hui et le futur
Au-delà de son esprit initial de conquête, le vol spatial est aujourd'hui un secteur commercial, indépendant des programmes gouvernementaux des années 1950-1970. Ainsi, Arianespace, le principal opérateur commercial avec environ 60 % du marché, est privé, et sa fusée Ariane 5 est en concurrence avec les lanceurs américains (Atlas et Delta), russes (Proton), et chinois (Longue Marche) et même avec des entreprises privées (Falcon 9 de l'américain SpaceX).

### Station spatiale internationale

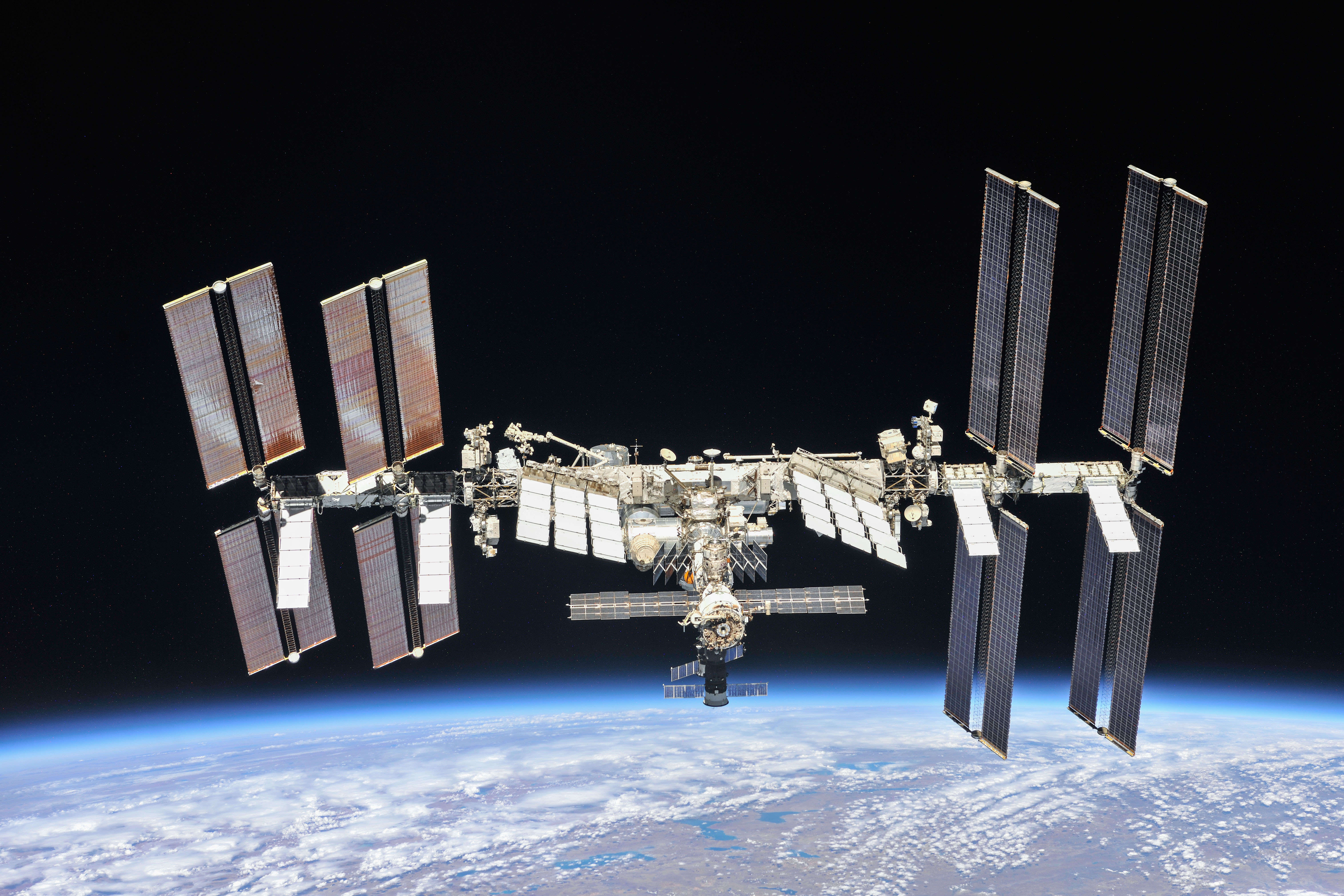
L'ISS photographiée en 2018 par l'expédition 56 à bord d'un vaisseau Soyouz.

La station spatiale internationale est le fruit d'un long travail entre différents pays. Elle a pour base le programme américain de station spatiale Freedom, démarré en 1994, qui fut rejoint par l'ESA, et différents pays comme le Canada et le Japon. Le projet, énorme à ses débuts, fut souvent refondu et simplifié pour cause de problèmes de coûts, et de revues concernant la sécurité après les accidents des navettes américaines. En 1993, l'administration Clinton divisa son budget par deux, la station fut renommée Alpha, et le projet fut rejoint par les Russes. En 1997, le Brésil s'ajouta aux membres du projet, qui changea de nom pour ISS (International Space Station).
La construction de la station, conçue de façon modulaire comme Mir, nécessita plusieurs tirs et beaucoup de missions de montage (tirs assurés par la fusée russe Proton et la navette américaine). Le premier module Zarya fut lancé le 20 novembre 1998. Le 31 octobre 2000, l'expédition 1 est lancée par la mission Soyouz TM-31, et marque le début d'une présence humaine permanente sur l'ISS, aujourd'hui ininterrompue.
Les équipages ont été relayés par différents moyens. Les Américains ont d'abord utilisé la navette spatiale pour l'équipage et le cargo jusqu'à l'arrêt du programme en 2011. Soyouz, qui servait déjà à emporter des astronautes, est devenu alors le seul moyen pour un humain de rejoindre l'ISS jusqu'en 2020 avec la mise en opération du Commercial Crew Program. Le CCP est un programme américain qui a pour but de déléguer le transport d'astronautes vers l'ISS à des entreprises privées. SpaceX et Boeing ont remporté le contrat avec leurs capsules respectives : la Crew Dragon, et le CST-100 Starliner. Aujourd'hui seule la Crew Dragon a commencé sa carrière opérationnelle avec la mission Crew-1, en 2020.
Pour le ravitaillement, la station a connu là aussi plusieurs vaisseaux. Progress ravitaille la station depuis le début, encore aujourd'hui. L'Europe a contribué au ravitaillement pendant un temps avec l'ATV avec 5 vols entre 2008 et 2014. Le Japon contribue avec l'HTV. Les Américains, après l'arrêt des navettes, ont lancé le Commercial Orbital Transportation Services, analogue au CCP pour le transport de fret. Ce contrat a été remporté par SpaceX avec la capsule Dragon, et par Orbital Sciences avec le vaisseau Cygnus (aujourd'hui opéré par Northrop Grumman).
Dans la station spatiale internationale, on retrouve des astronautes de différentes nationalités. Les astronautes à bord de l'ISS doivent entretenir un certain niveau de forme physique en prévention des missions dans l'espace, car les muscles peuvent être soumis à des efforts différents de ceux ressentis sur Terre. Les astronautes doivent donc pratiquer au minimum deux heures de sport par jour avec des équipements prévus à cet effet (tapis roulant, vélo d'appartement).
L'objectif de la station est multiple. Son but premier est de mieux comprendre l'effet d'un long séjour dans l'espace sur l'être humain, pour pouvoir par la suite envisager de longues missions humaines, vers Mars par exemple. Pour cela les astronautes contribuent à réaliser chaque jour de nombreuses expériences scientifiques portant sur la médecine. En parallèle de nombreuses expériences sont menées dans différents domaines scientifiques, comme la physique, l'ingénierie, l'informatique, ou la biologie.
Son avenir est encore incertain, d'autant plus que tous les modules prévus pour la station ne sont pas encore lancés. Pour poursuivre la recherche sur le vol spatial longue durée, les agences spatiales se tournent vers la lune avec notamment la station Gateway.

### Vol spatial touristique
Le tourisme de l'espace a été très tôt un fantasme, et les stations spatiales ou les voyages vers la lune ou des planètes par navettes commerciales peuplent les livres de science-fiction. Les premières personnes ayant voyagé dans l'espace pour villégiature ont dû payer leur place 20 millions de dollars chacun, en réservant auprès de Space Adventures. Cette entreprise américaine est en contrat avec l'agence spatiale russe pour permettre à des personnes fortunées d'être membre des équipages Soyouz partant vers la station spatiale internationale. Dennis Tito fut le premier touriste de l'espace, le 28 avril 2001, et passa 7 jours et 22 heures en orbite ; Mark Shuttleworth, en avril 2002, fut le premier Africain à voyager dans l'espace. En tout, huit touristes sont allés dans l'espace.
À partir des années 2000 se sont développés des projets d'avions ou de navettes spatiales, conçues et gérées par des entreprises privées. Le prix Ansari X Prize était une récompense promise à la première société privée réussissant à envoyer dans l'espace plusieurs personnes, il fut gagné en 2004 par Virgin Galactic, l'entreprise qui conçut le SpaceShipOne ; 25 autres sociétés étaient en concurrence. Si bon nombre de ces projets ont échoué, d'autres ont été créés, comme le vaisseau New Shepard de la société Blue Origin, qui réalise des vols suborbitaux pour ses clients depuis 2021.
Jusqu'en 2021 tous les touristes qui sont allés dans l'espace ont été accompagnés d'astronautes professionnels. L'essor des vols suborbitaux ou des vols entièrement automatisés a permis d'envoyer des équipages composés entièrement de touristes. SpaceX est le premier acteur du domaine à programmer un tel vol avec la mission Inspiration4 réalisée le 16 septembre 2021.

### Retour habité sur la Lune

Vue d'artiste du module lunaire Altaïr.

George W. Bush annonça le 14 janvier 2006 le programme Constellation, un ambitieux projet d'exploration spatiale prévoyant notamment un retour de l'homme sur la Lune avant 2020 avec, cette fois-ci, l'installation d'une base permanente puis, après 2030, un futur débarquement sur Mars. Le programme est finalement annulé par le président Barack Obama, le 11 octobre 2010.
Le programme lunaire américain renait au cours de la décennie 2010 sous l'impulsion de plusieurs projets de différents pays. En 2017, la NASA annonce finalement le projet d'une nouvelle station habitable en orbite lunaire, la Gateway. Le président Donald Trump souhaite en 2019 la présence d'astronautes américains sur le sol lunaire d'ici 2024, ce qui lance le Programme Artemis.
Le programme devient international, avec la signature d'accord entre les agences spatiales pour l'envoi d'astronautes sur la station et sur le sol lunaire. Le programme est marqué par l'aspect commercial inédit jusqu'alors, avec l'ouverture de contrats à l'industrie pour la création d'un atterrisseur lunaire et pour l'envoi de différentes sondes lunaires dans le cadre du programme CLPS.
Le retour d'humains sur la Lune est prévu pour la mission Artemis III en 2026.
La Russie et la Chine de leur côté ont signé des accords pour collaborer sur la réalisation d'une base lunaire au sol.

### Exploration de Mars
L'exploration de Mars est l'enjeu majeur de l'exploration spatiale au XXIe siècle.
D'une part, l'exploration inhabitée se focalise sur le retour d'échantillons. Pour cela, la NASA a lancé le programme Mars Sample Return qui doit à terme permettre de ramener des échantillons de Mars sur Terre. Il se compose de trois phases, la première étant la récolte de ces échantillons par le rover Perseverance, lancé en 2020 qui a atterri le 18 février 2021. La seconde phase devra fournir un engin capable de récupérer ces échantillons puis de les envoyer en orbite martienne. Enfin la troisième phase devra fournir un vaisseau capable de récolter les échantillons placés en orbite puis de retourner sur Terre. Ce programme est le fruit de plusieurs collaborations, comme avec Airbus Defence and Space qui assurera la construction des engins des phases ultérieures.
De son côté la Chine a lancé en 2020 sa première mission interplanétaire Tianwen-1, et compte bien proposer son propre programme de retour d'échantillon d'ici la fin de la décennie.
L'exploration habitée de Mars n'est pour l'instant pas d'actualité, les enjeux techniques et médicaux paraissent trop grands pour espérer envoyer des humains, malgré l'ambition d'Elon Musk, PDG de SpaceX. L'entreprise développe pour cela le véhicule Starship. Du côté des agences spatiales, on mise sur l'exploration lunaire pour parfaire la connaissance sur le vol spatial longue durée, et pour utiliser les futures stations orbitales et les séjours sur le sol lunaire comme étape du trajet entre la Terre et Mars.

### Dans le reste du monde

#### France
Emmanuel Macron a annoncé le 13 juillet 2019 le projet de création d'un commandement militaire spécialisé dans le domaine spatial, le Commandement de l'espace, il serait installé à Toulouse.
Ce commandement est officiellement créé le 8 septembre 2020 au sein de l'Armée de l'air pour devenir l'Armée de l'air et de l'Espace. Il a pour but de renforcer la puissance spatiale de la France afin de défendre ses satellites et approfondir ses connaissances de l'Espace. Il a aussi pour objectif de rivaliser avec les autres nations dans ce nouveau lieu de confrontation stratégique,.
La création d'une Armée de l'air et de l'espace doit être vue comme une formalisation d'un processus déjà entrepris depuis plusieurs années. Formellement cette réorganisation permet de « confier à une instance unique de décision l’ensemble des leviers dont dispose la France dans le domaine extra-atmosphérique, fait le choix d’une intégration poussée et d’une continuité entre moyens aériens et spatiaux ».
L'Europe voit de nouveaux acteurs privés du spatial naitre, qui développent des lanceurs légers grâce aux nouvelles technologies comme l'impression 3D ou la réutilisabilité.

#### Chine
La Chine a connu un développement fulgurant de son programme spatial scientifique au cours du XXIe siècle. Elle s'est imposée comme grande puissance spatiale, grâce au succès du programme Chang'e, et plus particulièrement du retour d'échantillons lunaire de Chang'e 5.
La chine a également franchi un jalon en posant avec succès le rover Zhurong de la mission Tianwen-1 sur la surface de Mars, devenant alors le troisième pays à se poser en douceur sur la planète et le deuxième à opérer une sonde sur sa surface. Des projets de retours d'échantillons martiens sont prévus par la Chine en parallèle du Mars Sample Return. Elle a également lancé sa nouvelle station orbitale avec le premier module Tianhe le 29 avril 2021, première station modulaire depuis l'ISS.
La Chine demeure un acteur incertain du spatial, de par sa réticence à publier les informations relatives à son programme spatial, et surtout de par les tensions d'ordre politique vis-à-vis des États-Unis.

#### Nouveaux acteurs du spatial
Le XXIe siècle a vu l'apparition de nouveaux acteurs du secteur spatial, à l'image de la Chine et de son nouveau programme scientifique. De même, l'Inde accroit son savoir-faire avec des missions notables comme Chandrayaan 1 ou l'échec de l'atterrissage pour Chandrayaan 2. Israël et son programme spatial ont fait parler d'eux pour la tentative d'atterrir sur la Lune (pour la première fois pour le secteur privé) avec la sonde Beresheet en 2019.